# フェラーリの車種一覧
フェラーリの車種一覧（フェラーリのしゃしゅいちらん）は、イタリアの自動車メーカーであるフェラーリの、F1カーを除いたレース専用車と市販公道車の一覧である。

## 現行車種
| V12                  | V12              | V12     | V12                      | V12      | V12    | V12 |
| 外観                 | 車名             | 排気量  | エンジン                 | 駆動方式 | 座席数 | 解説 |
| -------------------- | ---------------- | ------- | ------------------------ | -------- | ------ | --- |
|                      | 12チリンドリ     | 6,496cc | V型12気筒DOHC            | FR       | 2座    | 2024年5月に発表されたV12エンジン搭載のフラグシップモデル。最高出力は先代の812スーパーファストに比べ、+30馬力の830馬力を誇る。四輪操舵を装備。                                                                     |
|                      | プロサングエ     | 6,496cc | V型12気筒DOHC            | AWD      | 4座    | 2022年9月13日に発表されたフェラーリ初の4ドアスポーツカー。 |
| V8                   |                  |         |                          |          |        | |
| 外観                 | 車名             | 排気量  | エンジン                 | 駆動方式 | 座席数 | 解説 |
|                      | ポルトフィーノM  | 3,855cc | V型8気筒DOHCツインターボ | FR       | 2+2座  | V8ターボエンジンを搭載するクーペカブリオレの2+2モデル。カリフォルニアTの後継モデル。 |
|                      | ローマ           | 3,855cc | V型8気筒DOHCツインターボ | FR       | 2+     | ポルトフィーノのクーペ版 |
| ハイブリッド（PHEV） |                  |         |                          |          |        | |
| 外観                 | 車名             | 排気量  | エンジン                 | 駆動方式 | 座席数 | 解説 |
|                      | SF90ストラダーレ | 3,990cc | V型8気筒DOHCツインターボ | AWD      | 2座    | フェラーリ初のプラグインハイブリッドカーである。3個のモーターを持ち、1個はエンジンとギアボックスの間に配置され、2個はフロントアクスルに配置されフロントを駆動する四輪駆動である。限定生産ではなく通年生産される。 |
|                      | 296GTB           | 2,992cc | V型6気筒DOHCツインターボ | MR       | 2座    | SF90ストラダーレに続くプラグインハイブリッドカーである。V型6気筒エンジンを搭載し、後輪を駆動する |
| スペシャルモデル     |                  |         |                          |          |        | |
| 外観                 | 車名             | 排気量  | エンジン                 | 駆動方式 | 座席数 | 解説 |
|                      | デイトナSP3      | 6,496cc | V型12気筒DOHC            | MR       | 2座    | 「ICONA」シリーズの第3弾として、2021年11月21日に発表された。世界限定599台。 |
|                      | F80              | 2,992cc | V型6気筒DOHCツインターボ | AWD      | 2座    | フェラーリ創設80周年を記念して発表された、ラ フェラーリの後継車種となるスペチアーレモデル。世界限定799台。 |

現在、全車種が日本に正規輸入されている。なお現在、日本国内の正規販売代理店で販売されているポルトフィーノ、488シリーズ、ルッソシリーズと812スーパーファストには、3年間のメーカー保証と、7年間のフェラーリ純正メンテナンスプログラムが無償で付帯している。さらにエンジンやギアボックス、サスペンションなどを対象にしたメーカー保証は「ニューパワー15」と呼ばれ、最長15年まで有償にて保証期間を延長できる。
また、フェラーリは古くから左側通行のイギリスを主要市場のひとつとしていることから、右ハンドル仕様車が一部を除く車種に用意されてきた。現在、イギリスと並ぶ重要市場（世界6大市場- 日本、イタリア、イギリス、アメリカ合衆国、中華人民共和国及び香港、ドイツ）の1つとなっている日本でも、現行全車種に右ハンドル仕様車が用意されている。さらに、日本市場はこれらの主要市場の中でも特に環境対策に関心が高い市場である事から、世界で唯一「HELE」システムが、限定モデルやサーキット専用モデルを除く全てのモデルに標準装備されている。
なお、新車を正規販売代理店で注文したオーナーには、注文後2年間「フェラーリ・マガジン」（季刊誌）が無料で送付されるほか、自分か注文した車両と同じ内外装の精巧な模型の送付、生産中の車輌の画像などがセットになった「コンタクトプラン」が無料で提供される。

## 過去の主な車種
年数は発表・発売・デビュー年。
- F8トリビュート（2019年）
- 488ピスタ（2018年）
- GTC4 ルッソ（2016年）
- J50（2016年）
- 488GTB（2015年）
- 488スパイダー（2015年）
- F60 アメリカ（2015年）
- カリフォルニアT（2014年）
- セルジオ（2014年）
- SP FFX（2014年）
- 458スペチアーレ（2013年）
- ラ フェラーリ（2013年）
- F12ベルリネッタ（2012年）
- カリフォルニア30 （2012年）
- 458スパイダー（2011年）
- FF（2011年）
- 458チャレンジ（2011年）
- 458イタリア（2010年）
- SAアペルタ（2010年）
- 599GTO （2010年）
- 599XX （2009年）
- カリフォルニア （2008年）
- スクーデリア・スパイダー16M （2008年）
- 430スクーデリア （2007年）
- 599GTBフィオラノ （2006年）
- FXX （2005年）
- スーパーアメリカ （2005年）
- F430スパイダー （2004年）
- F430 （2004年）
- 612スカリエッティ （2004年）
- エンツォフェラーリ （2002年）
- 575M （2002年）
- 550バルケッタ （2000年）
- 360チャレンジストラダーレ （2003年）
- 360チャレンジ （1999年）
- 360モデナ、スパイダー （1999年）
- 550マラネロ （1996年）
- F50 （1995年）
- F50GT
- F512M （1995年）
- F355チャレンジ （1995年）
- 333SP （1994年）
- F355ベルリネッタ、GTS （1994年）
- F40LM （1994年）
- 456、456M、456GT、456GTA （1992年）
- F40 Competizione （1991年）
- 512TR （1991年）
- 348チャレンジ （1994年）
- 348GTB、GTS、スパイダー （1993年）
- 348tb、ts （1989年）
- F40 （1987年）
- 288GTO Evoluzione （1986年）
- 288GTO （1984年）
- 328GTB、GTS （1985年）
- 412 （1985年）
- テスタロッサ（1984年）
- モンディアルt （1989年）
- 3.2モンディアル （1985年）
- モンディアルQV （1982年）
- 512BBi （1981年）

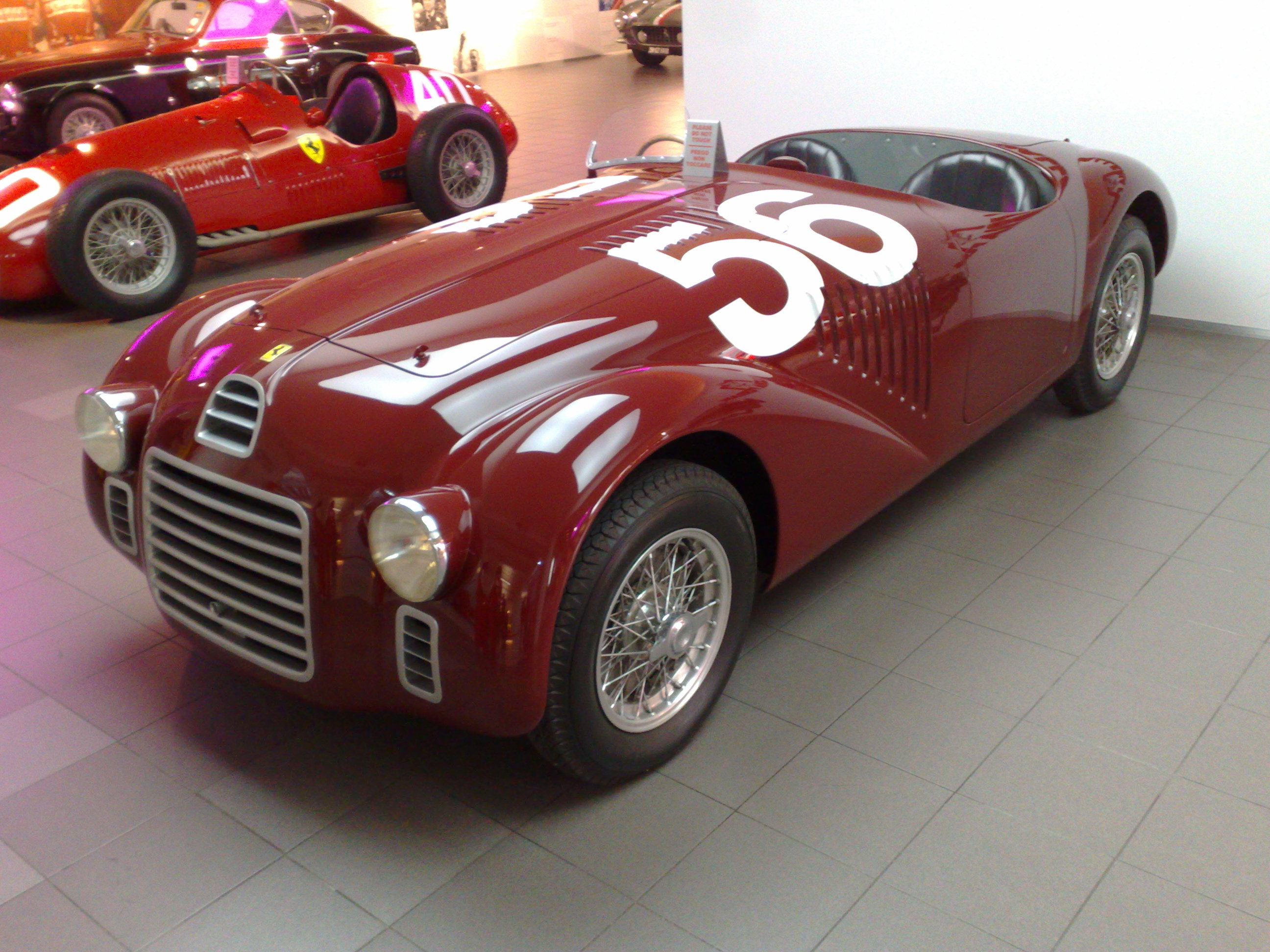
モンディアル、モンディアル8 （1980年）
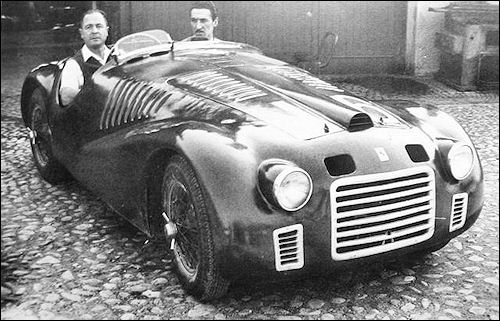
512BBLM （1979年）
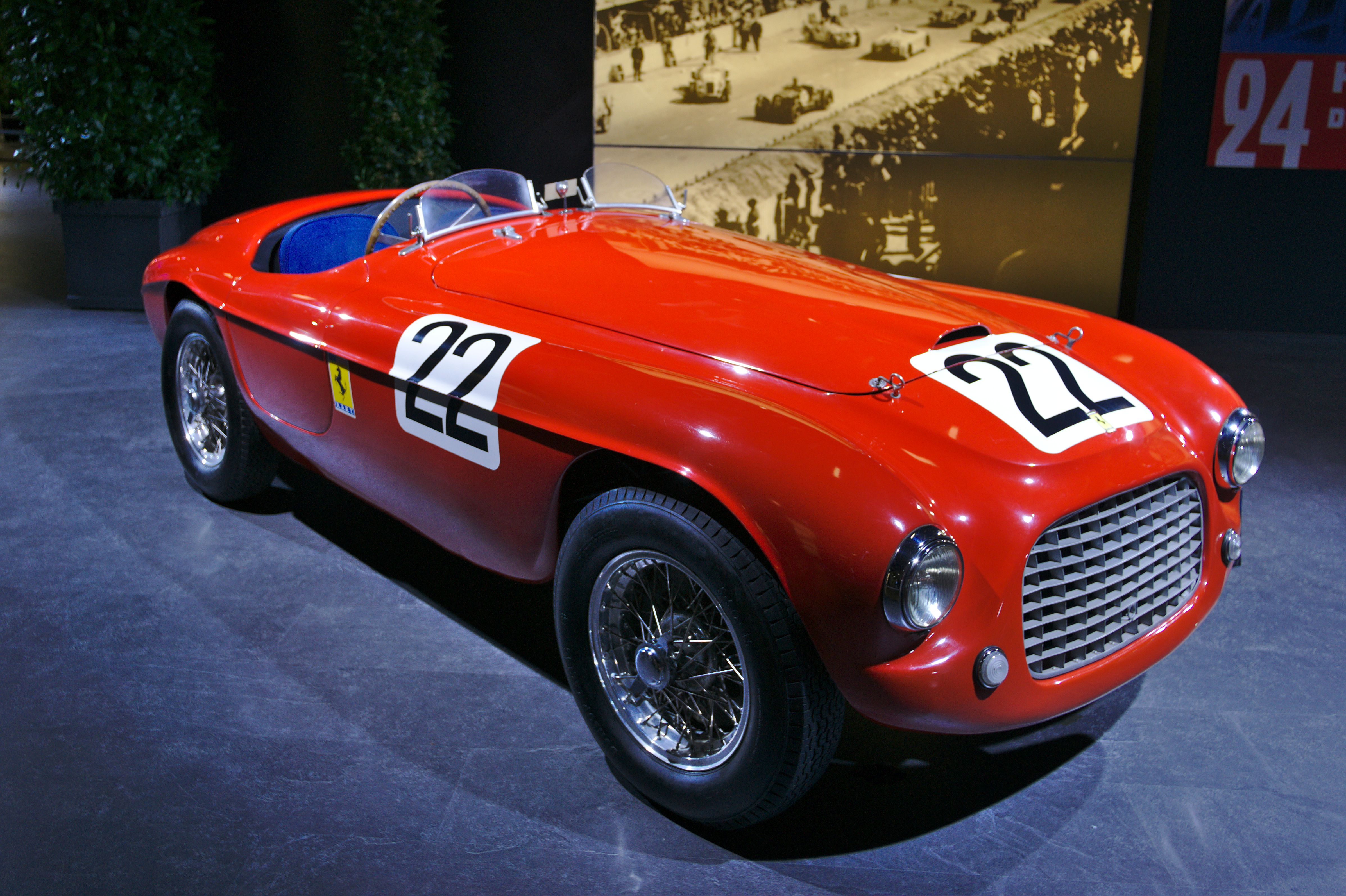
512BB （1976年）
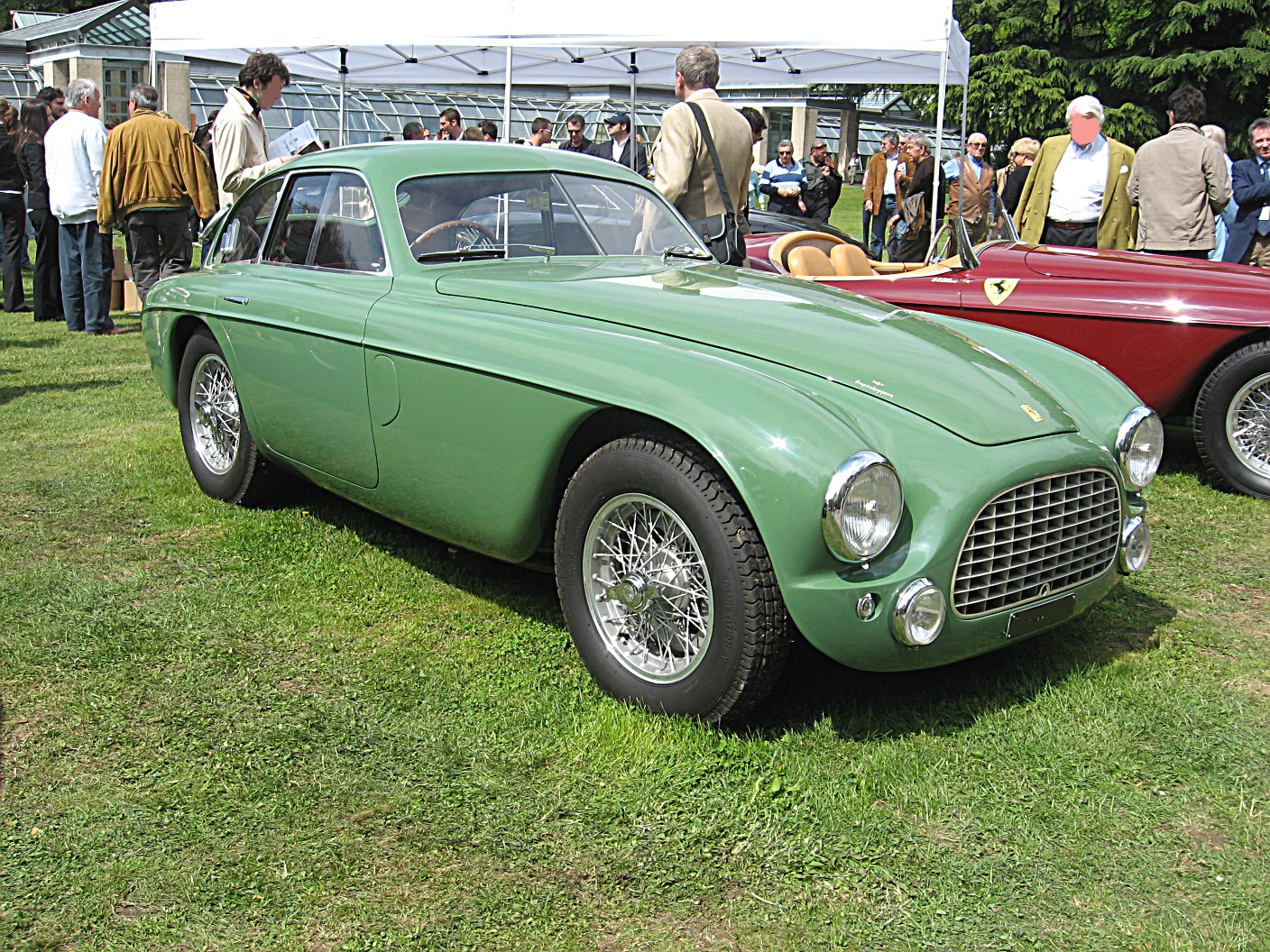
400 （1976年）
- 308GTB、GTS （1975年）
- 365GT4BB （1973年）
- ディーノ308GT4 （1973年）
- 365GT 2+2 （1972年）
- 365GTC/4 （1971年）
- 312PB （1971年）
- 512S、512M （1971年）
- 712P （1970年）
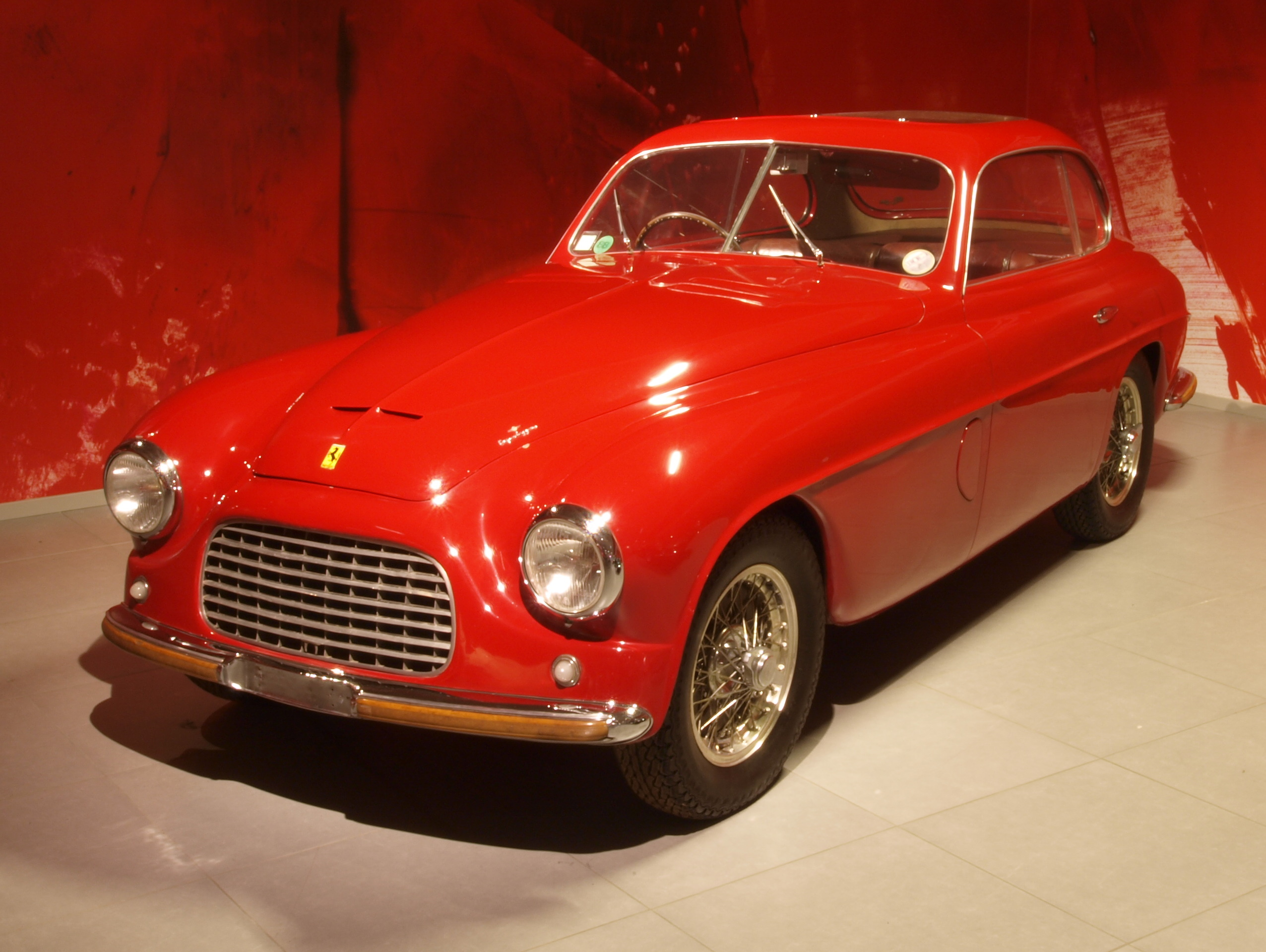
ディーノ246 （1969年）
- 612P （1968年）
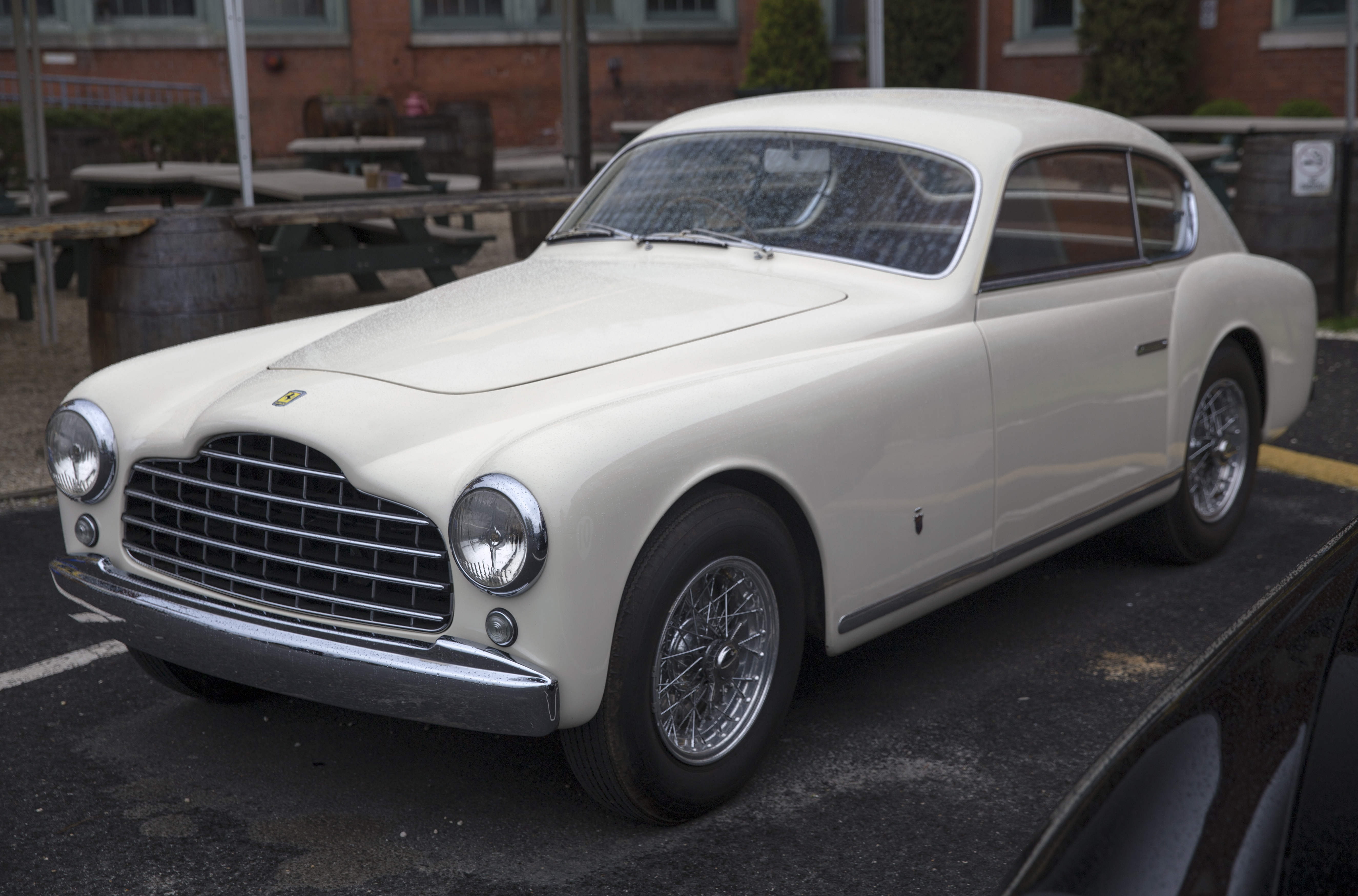
365GTB/4（デイトナ） （1968年）
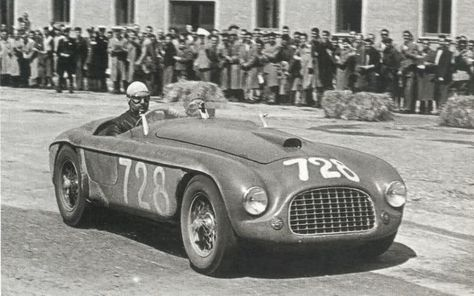
330P4 （1967年）
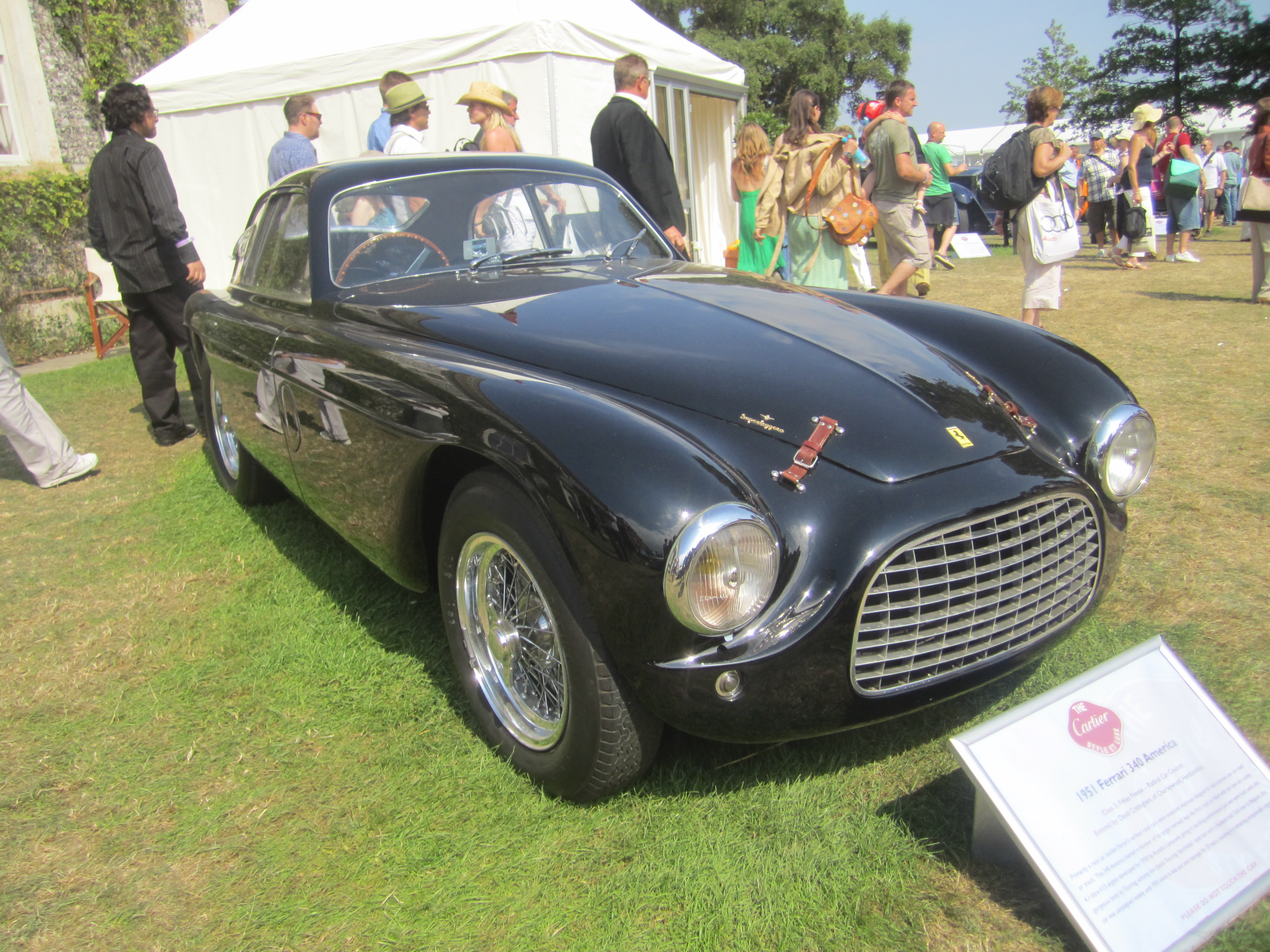
350P （1967年）
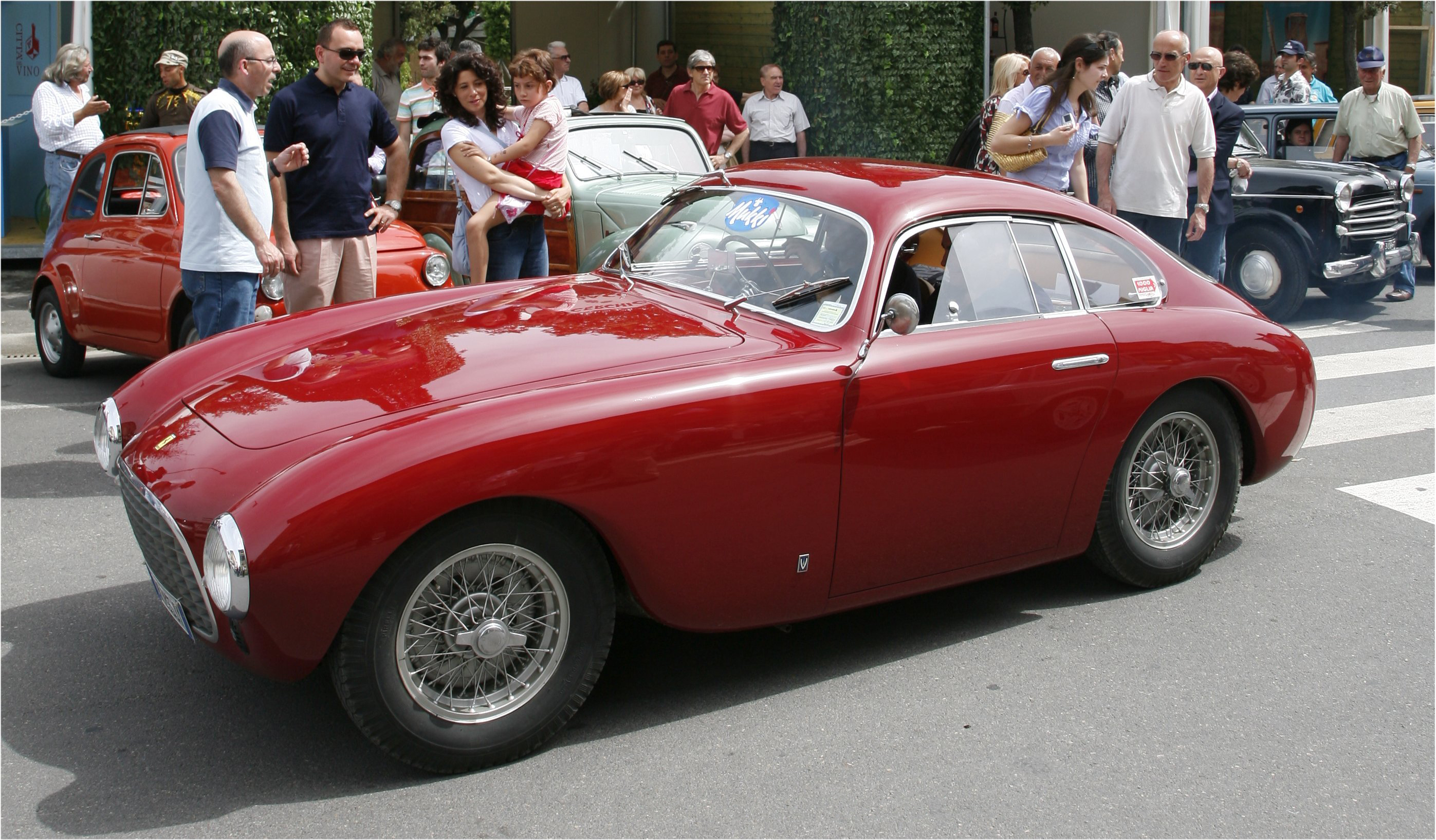
ディーノ206 （1967年）
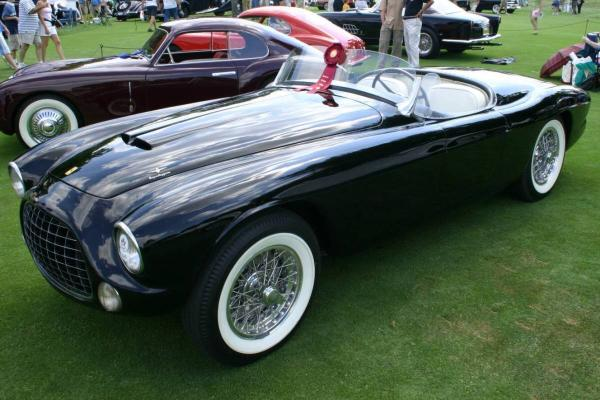
412P （1967年）
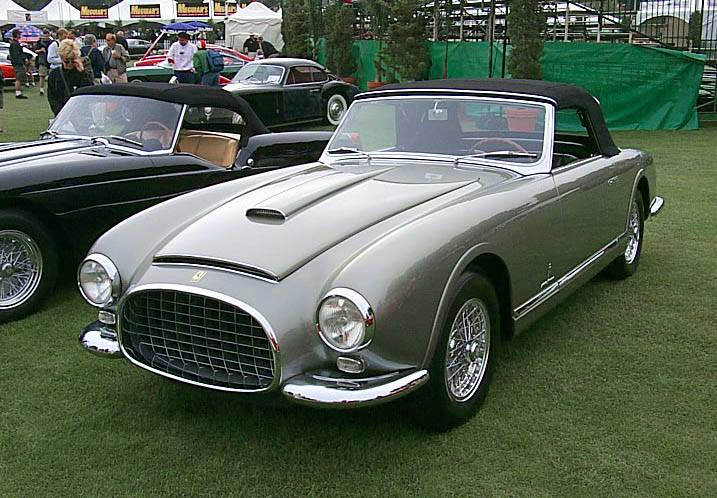
330P3 （1966年）
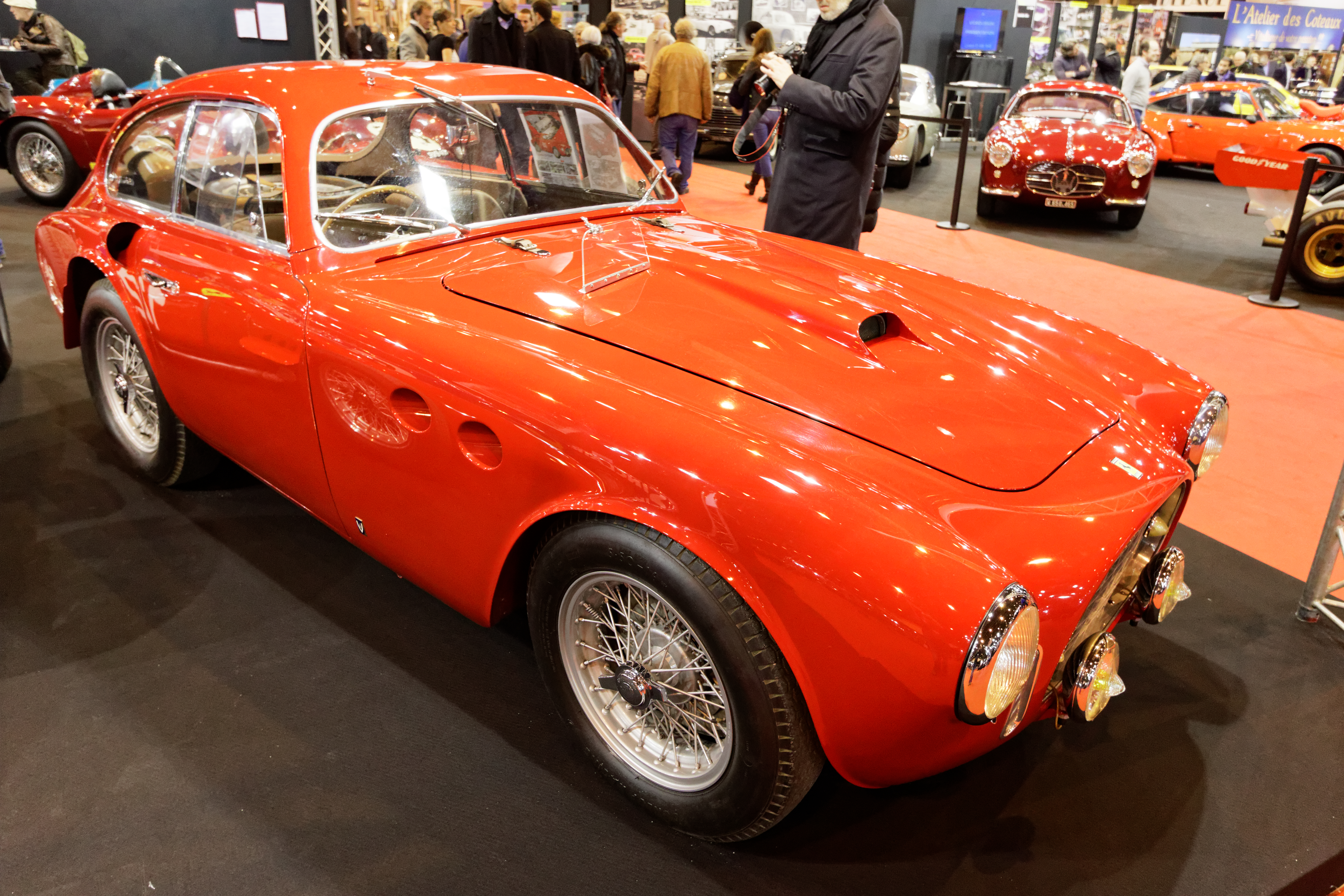
330GTS （1966年）
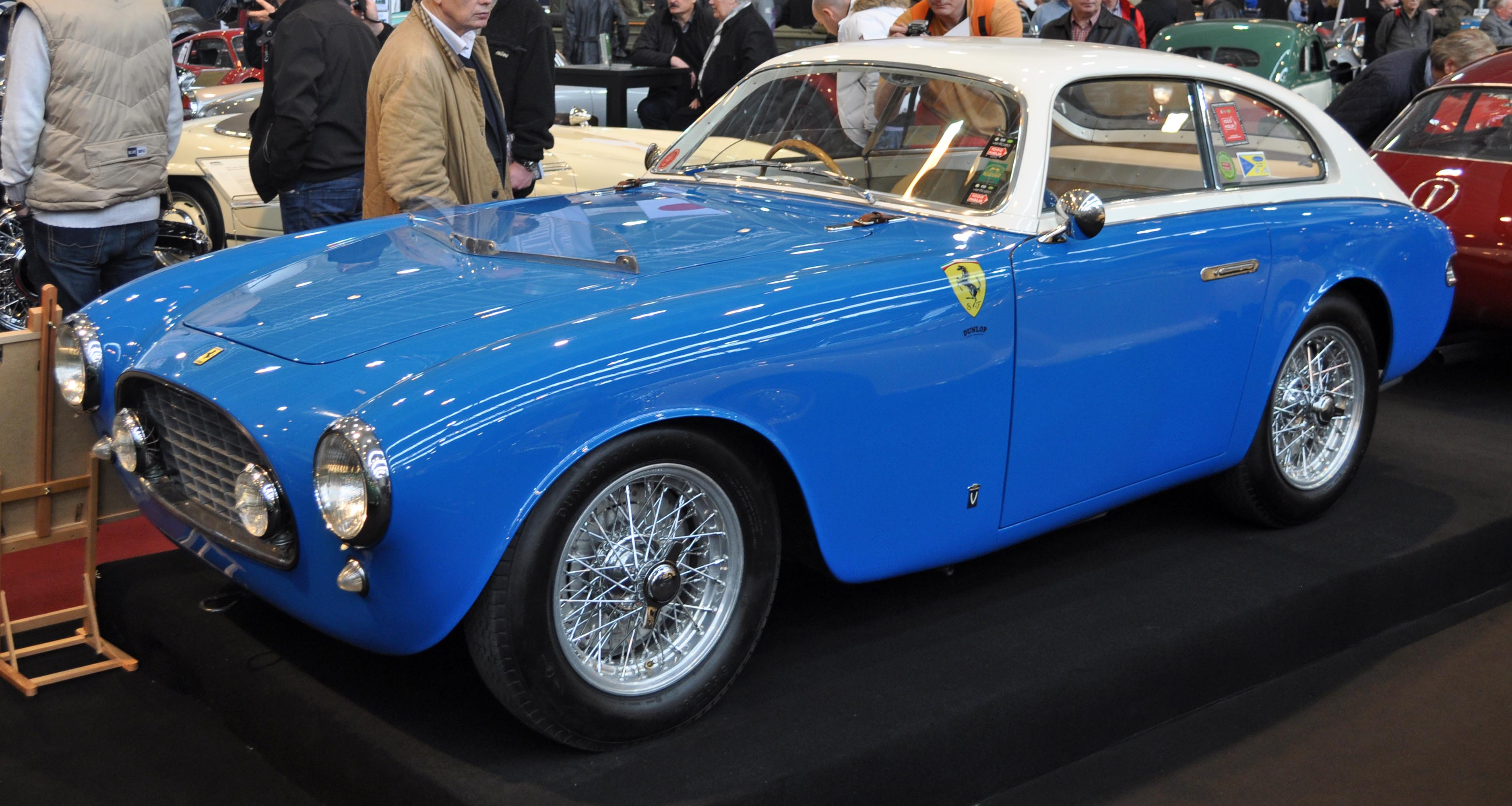
275GTB/4 （1966年）
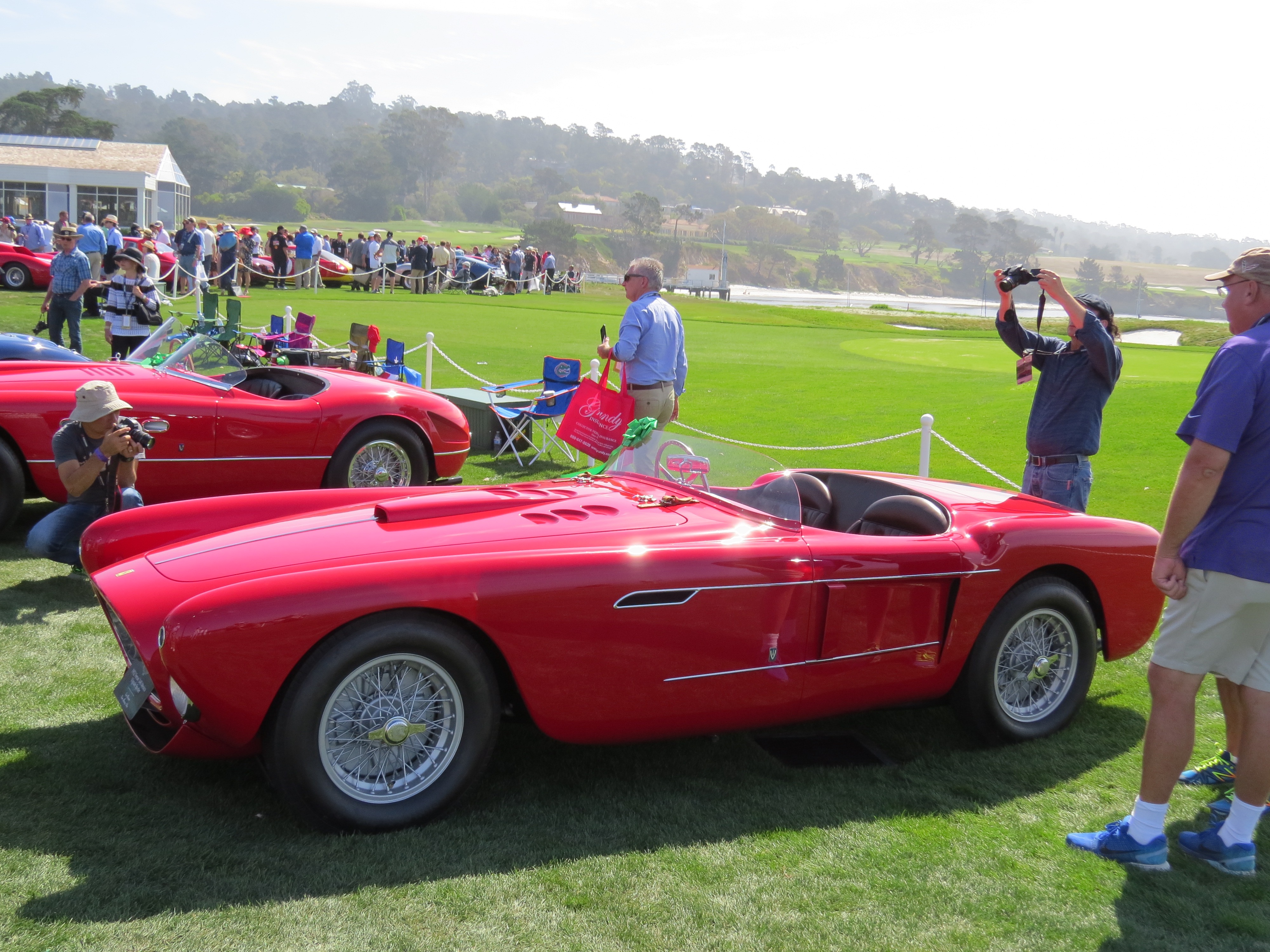
275/330P2 （1965年）
- 275P/330P （1964年）
- 275GTB （1964年）
- 250GTルッソ （1964年）
- 330GT （1964年）
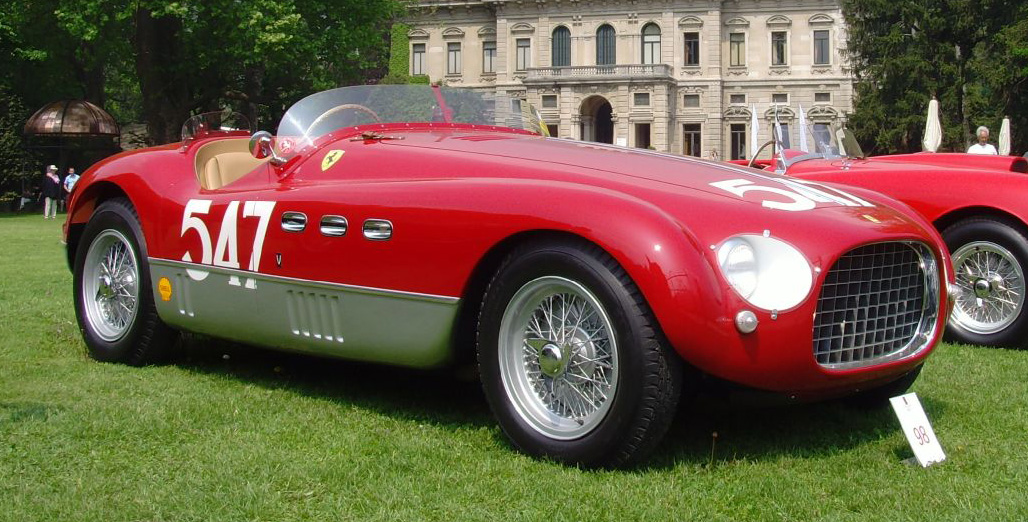
500スーパーファスト （1964年）
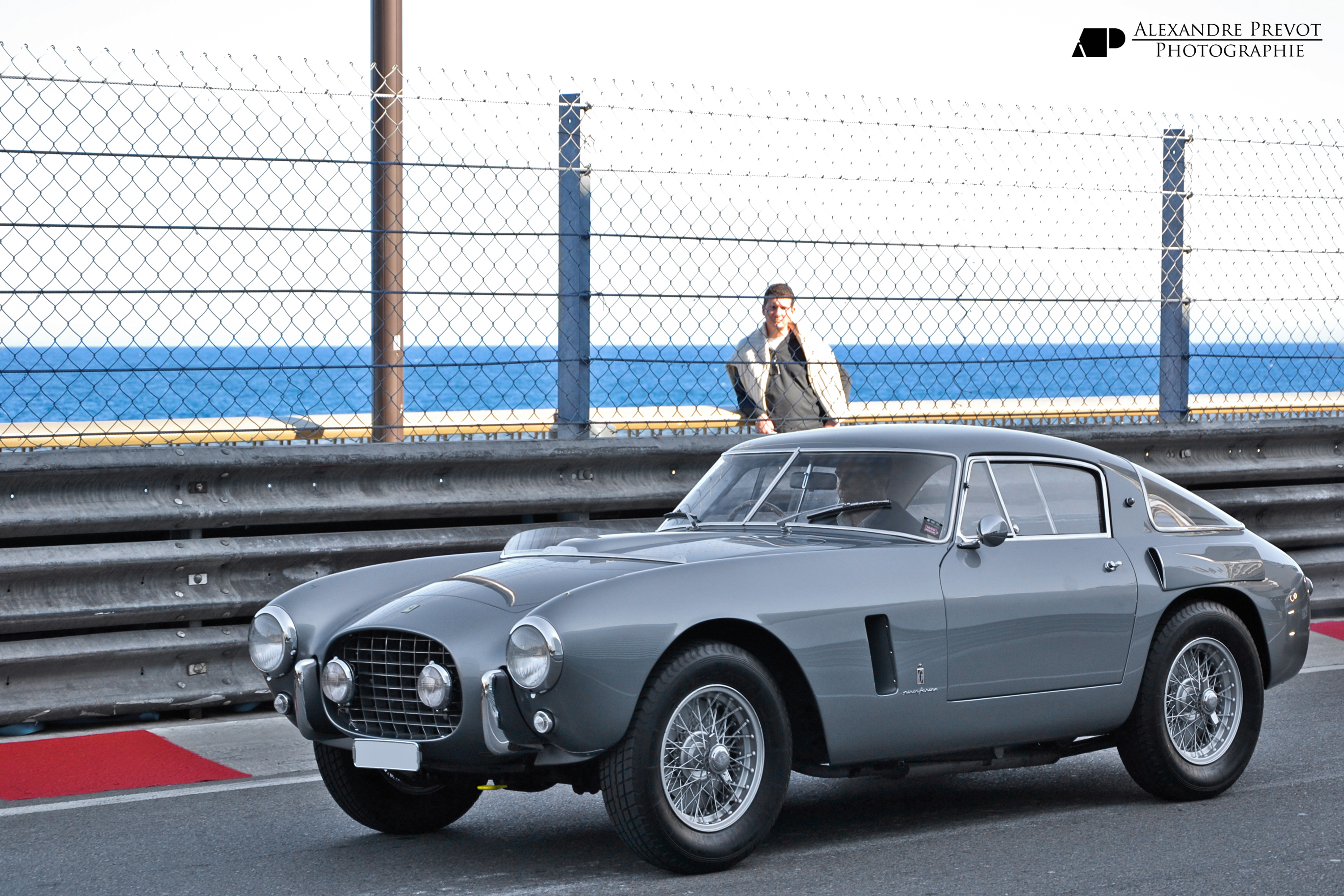
330 （1963年）
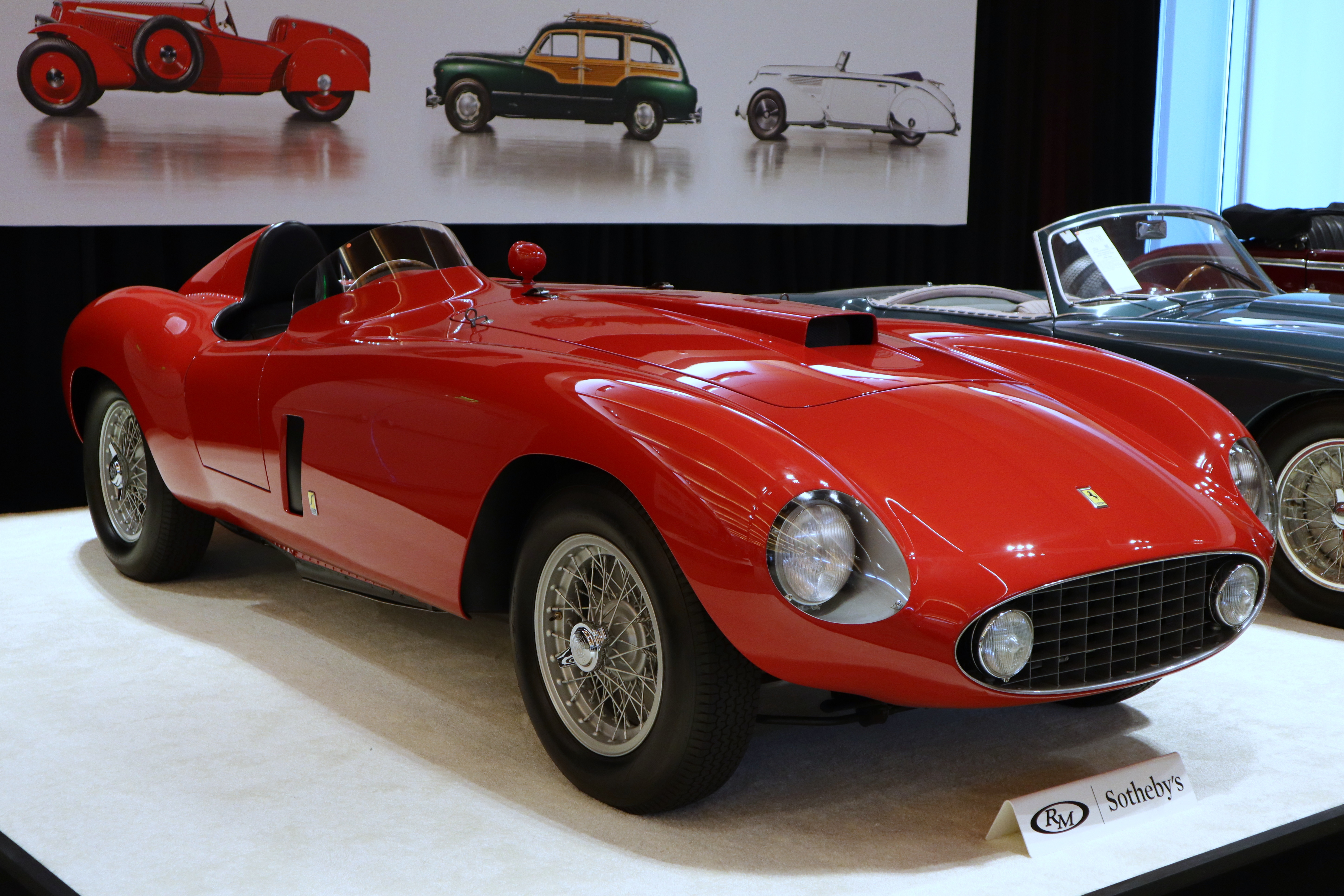
250LMB （1963年）
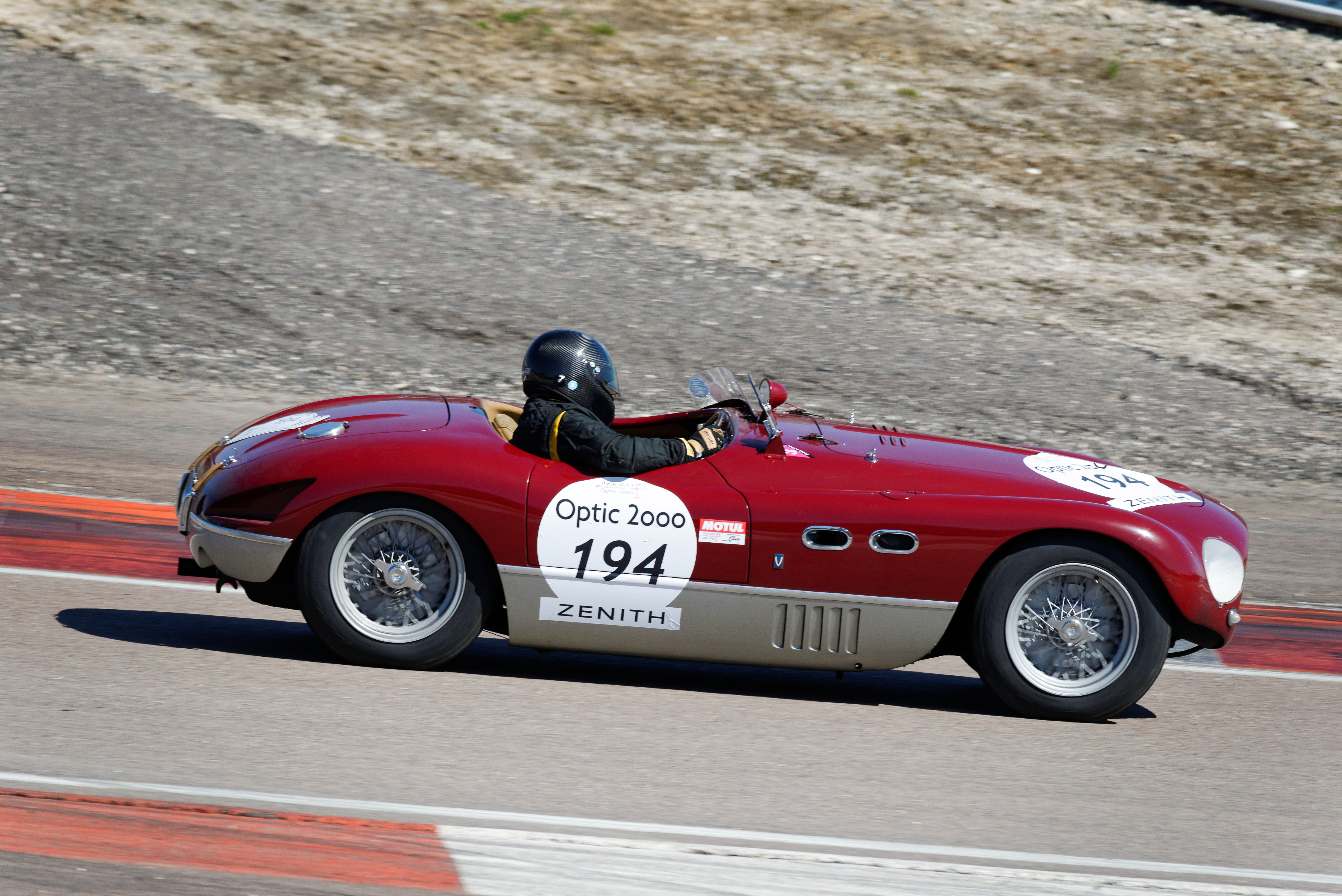
330LMB （1963年）
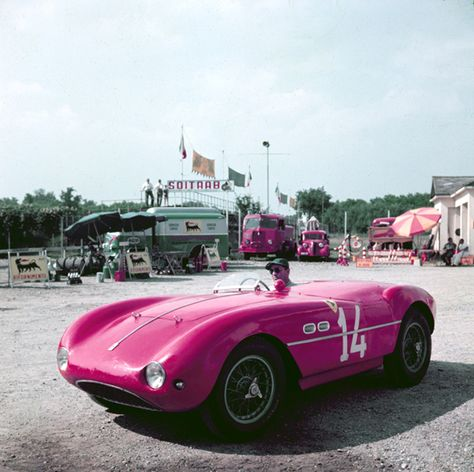
250P（1963年）
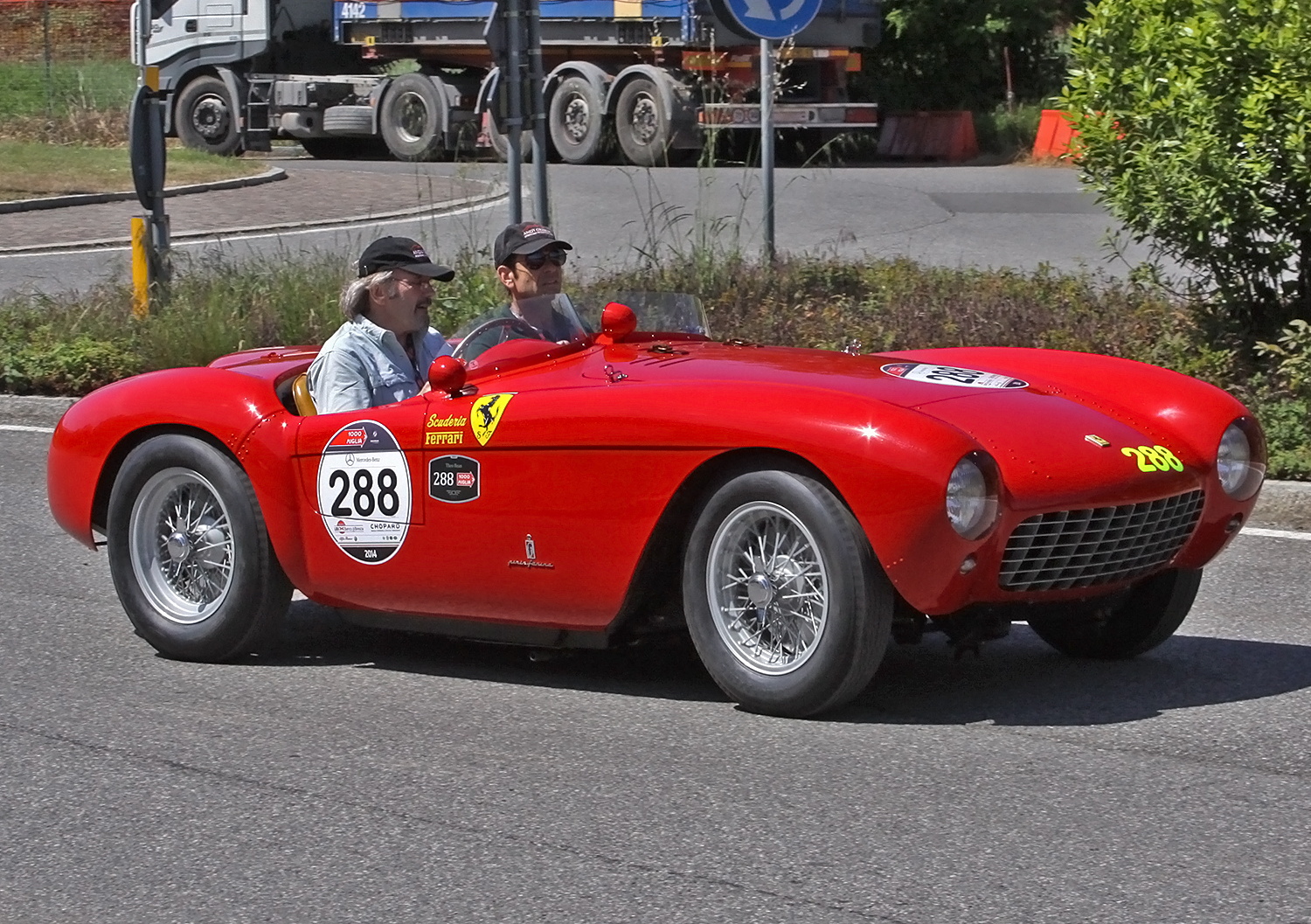
250LM （1963年）
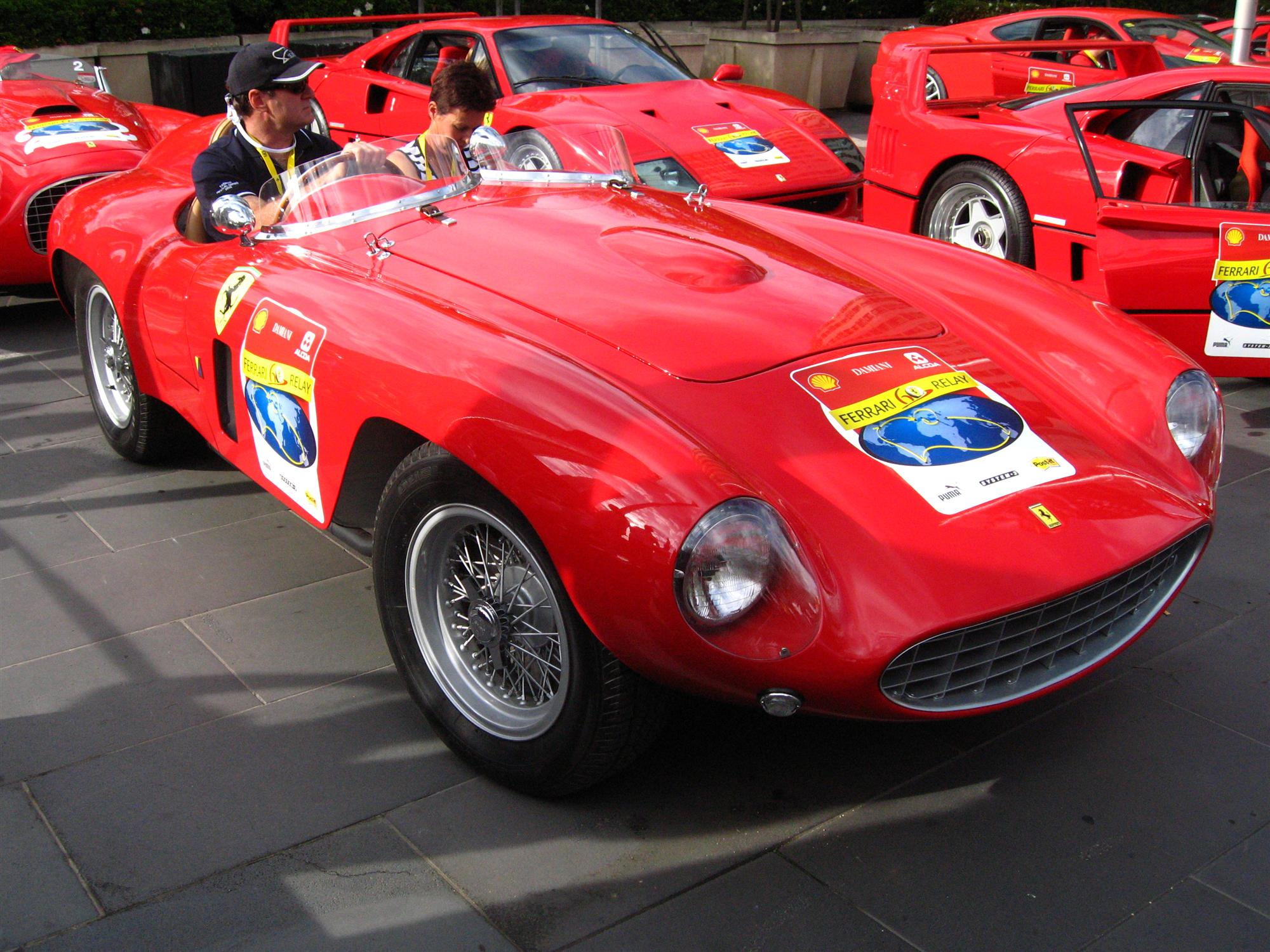
250GTO （1962年）
- 250GT TdF
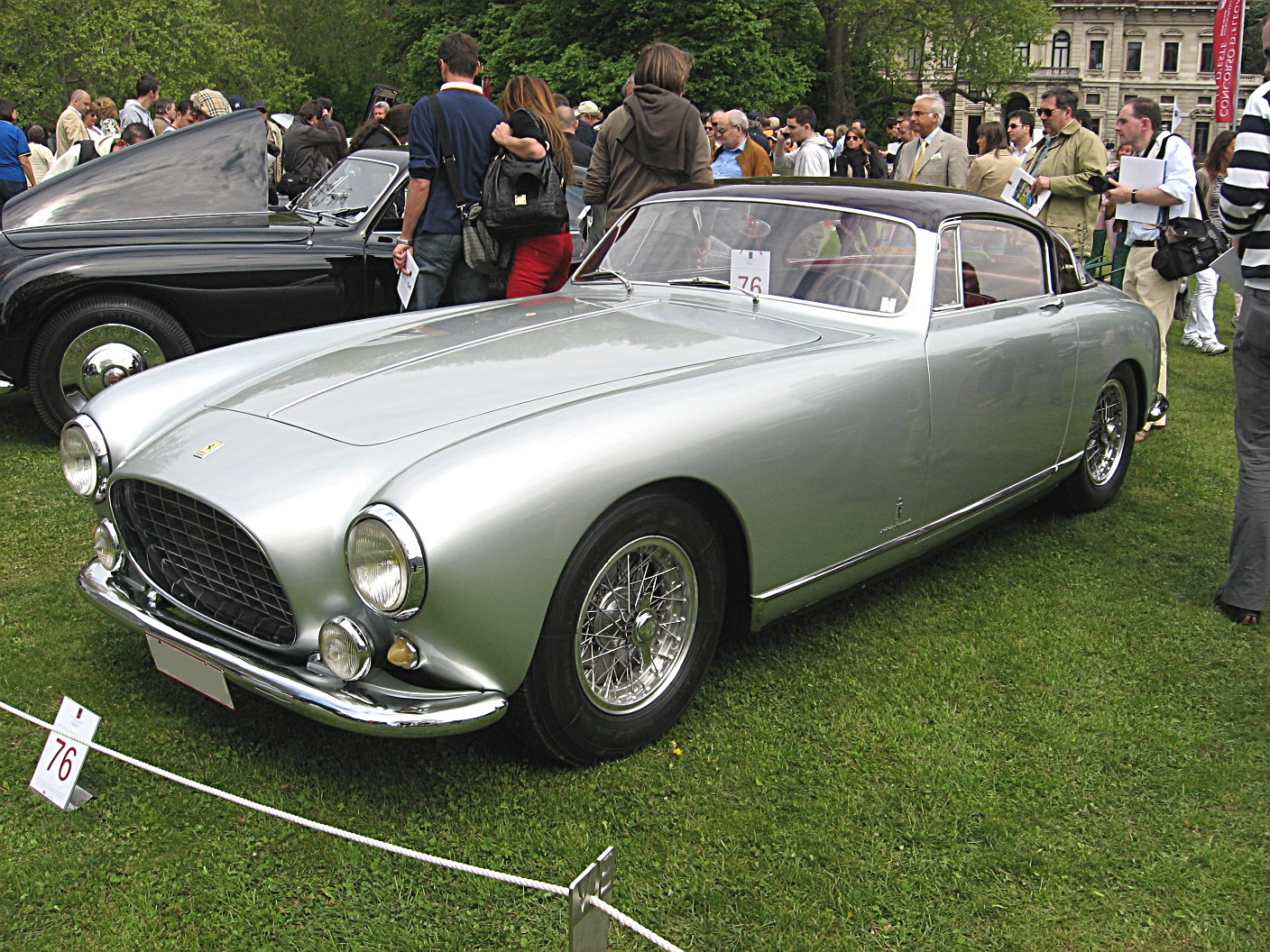
250GTスパイダーカリフォルニアSWB （1960年）
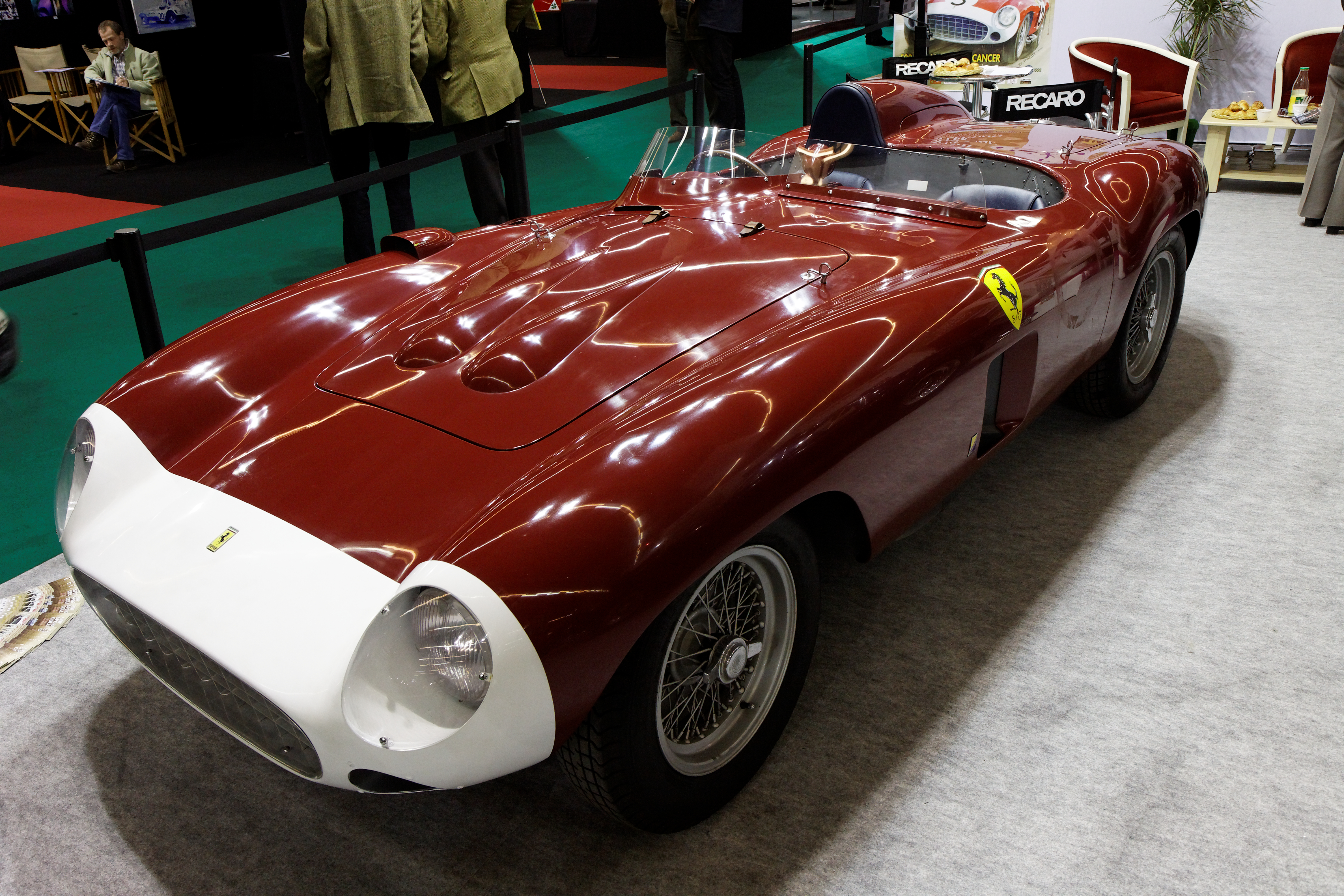
250GT SWB （1959年）
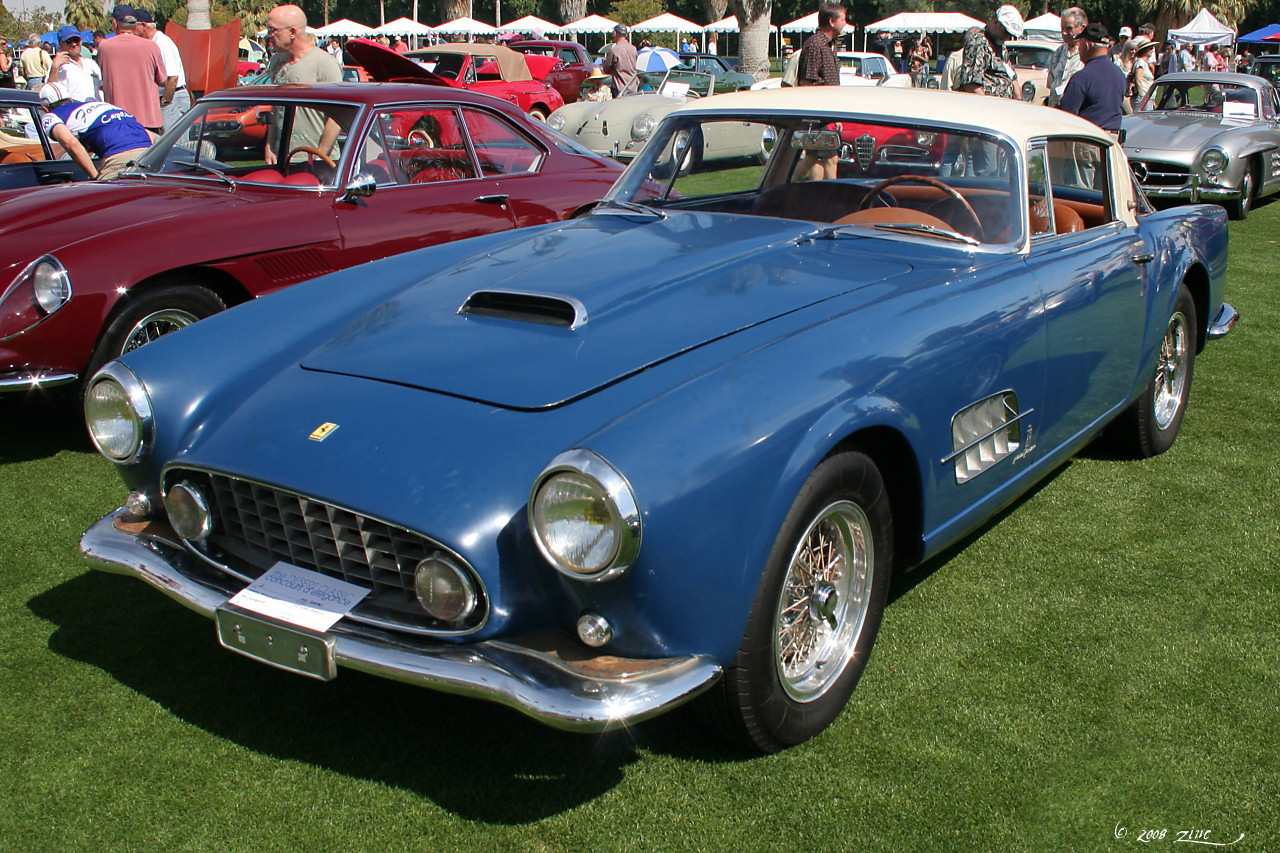
250GTE （1959年）
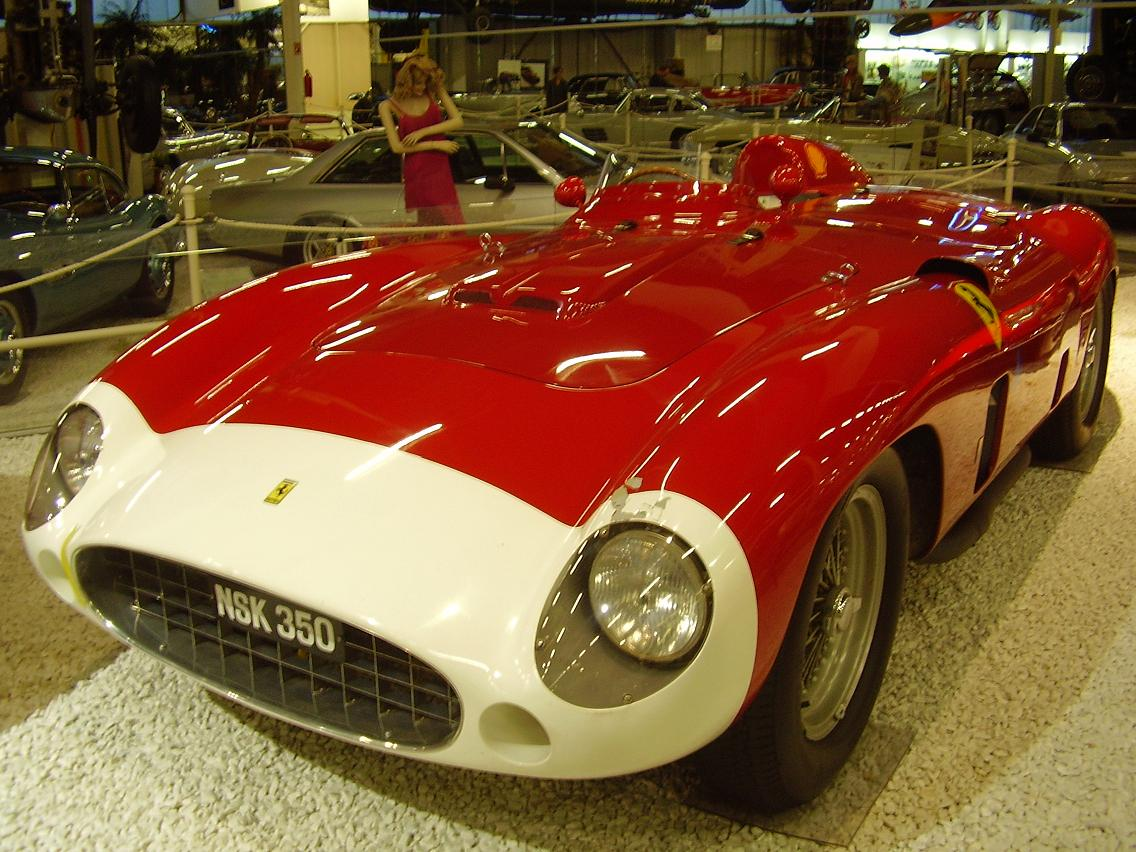
250TR （1957年）
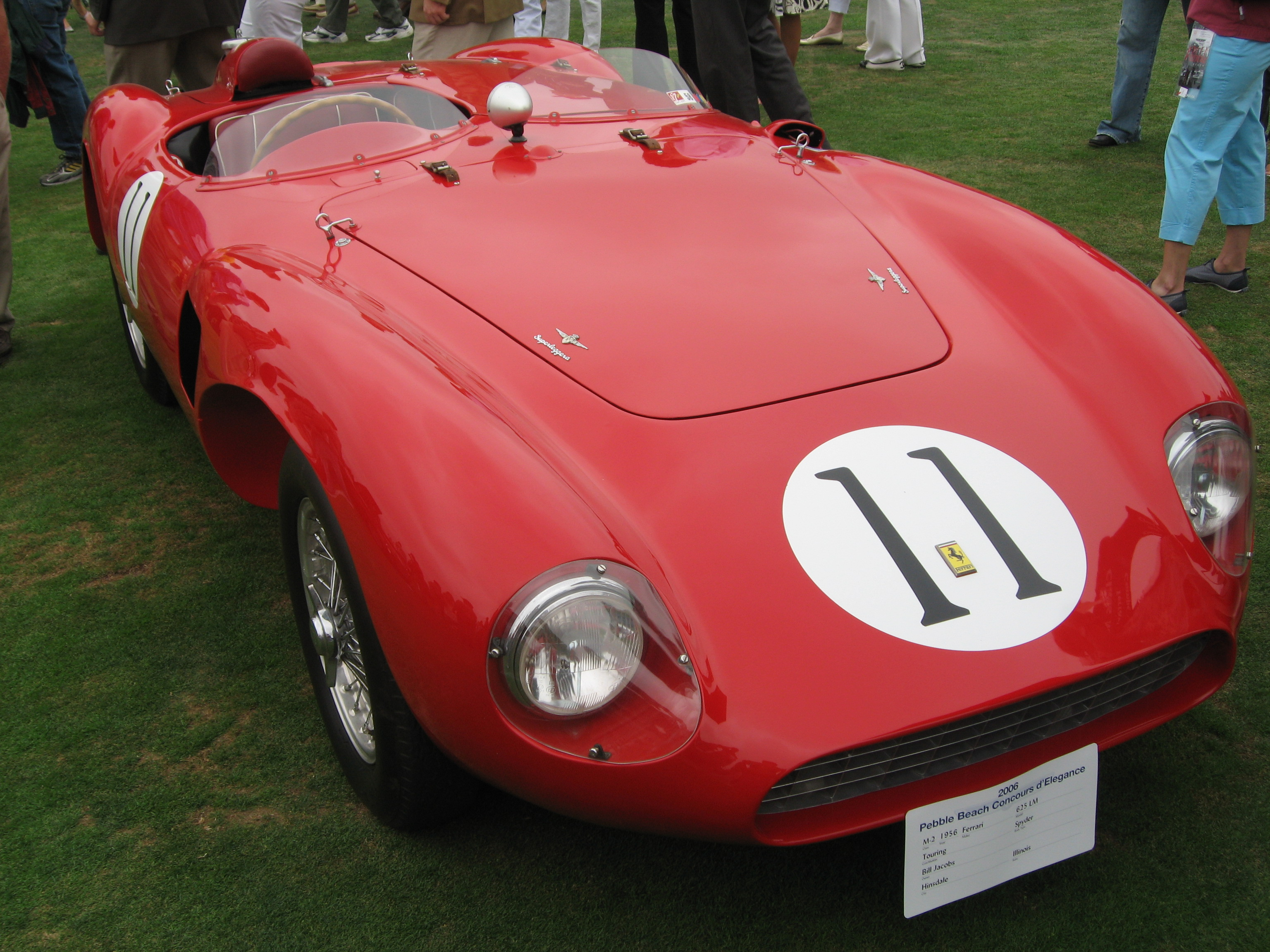
290MM （1956年）
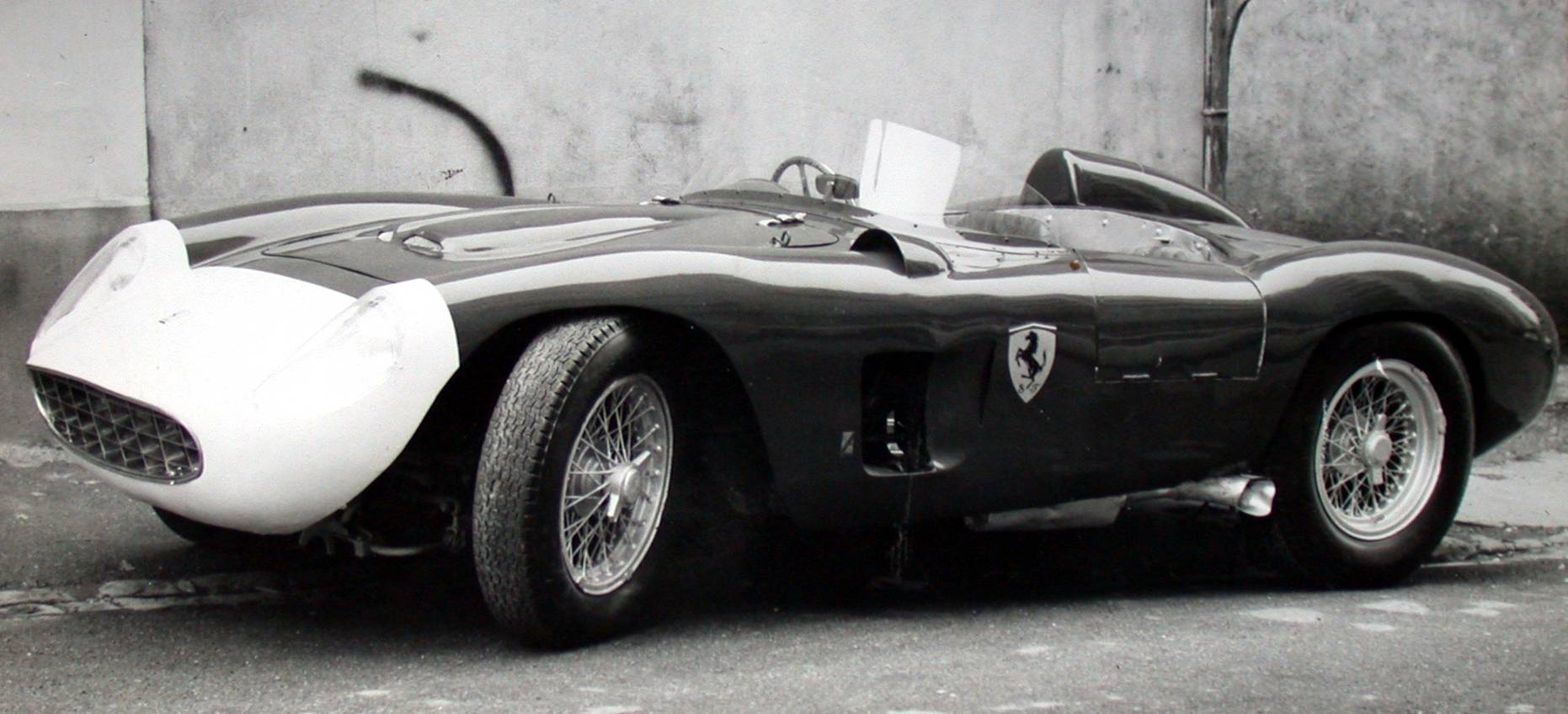
500TR （1956年）
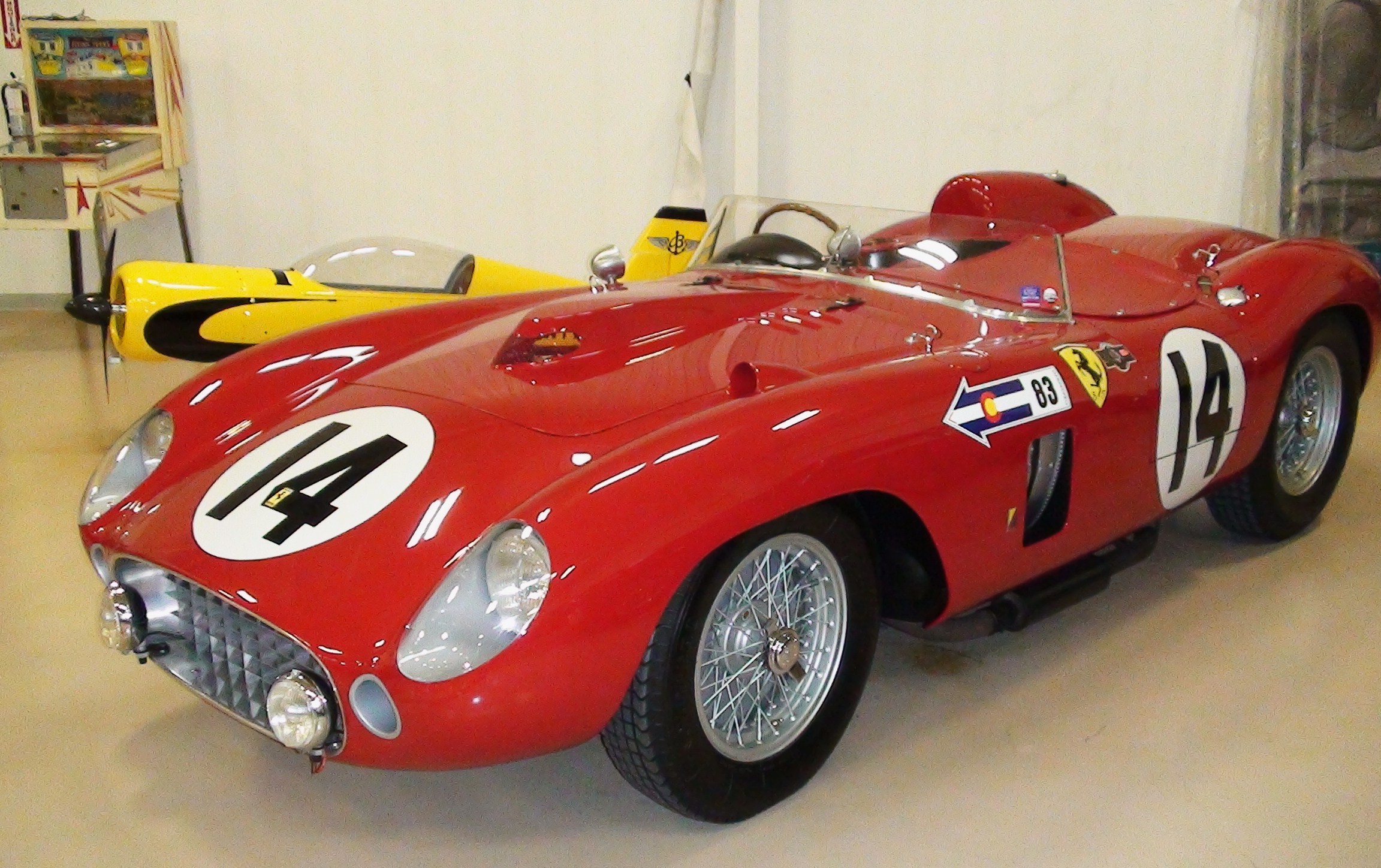
625LM （1956年）
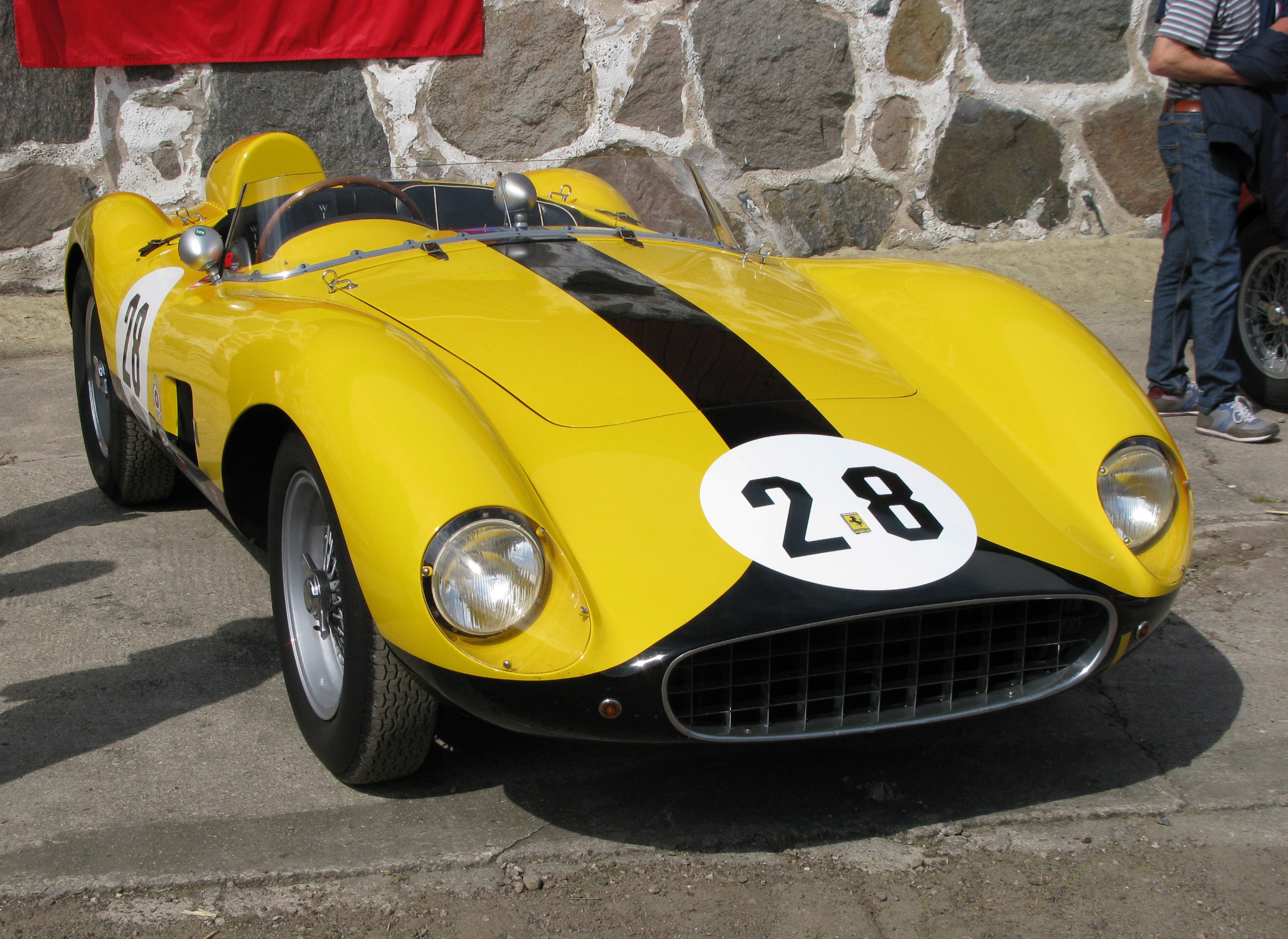
860モンツァ （1956年）
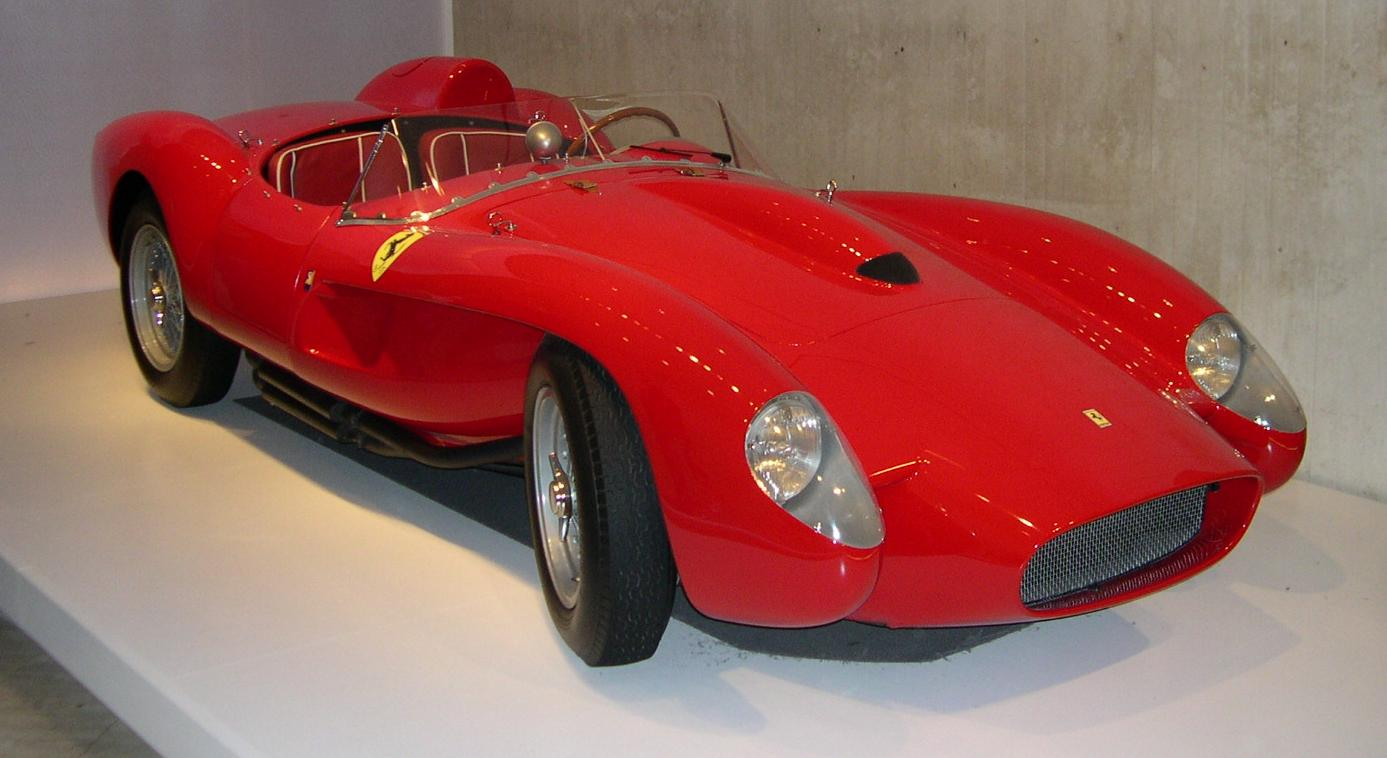
410SAスーパーファスト （1955年）
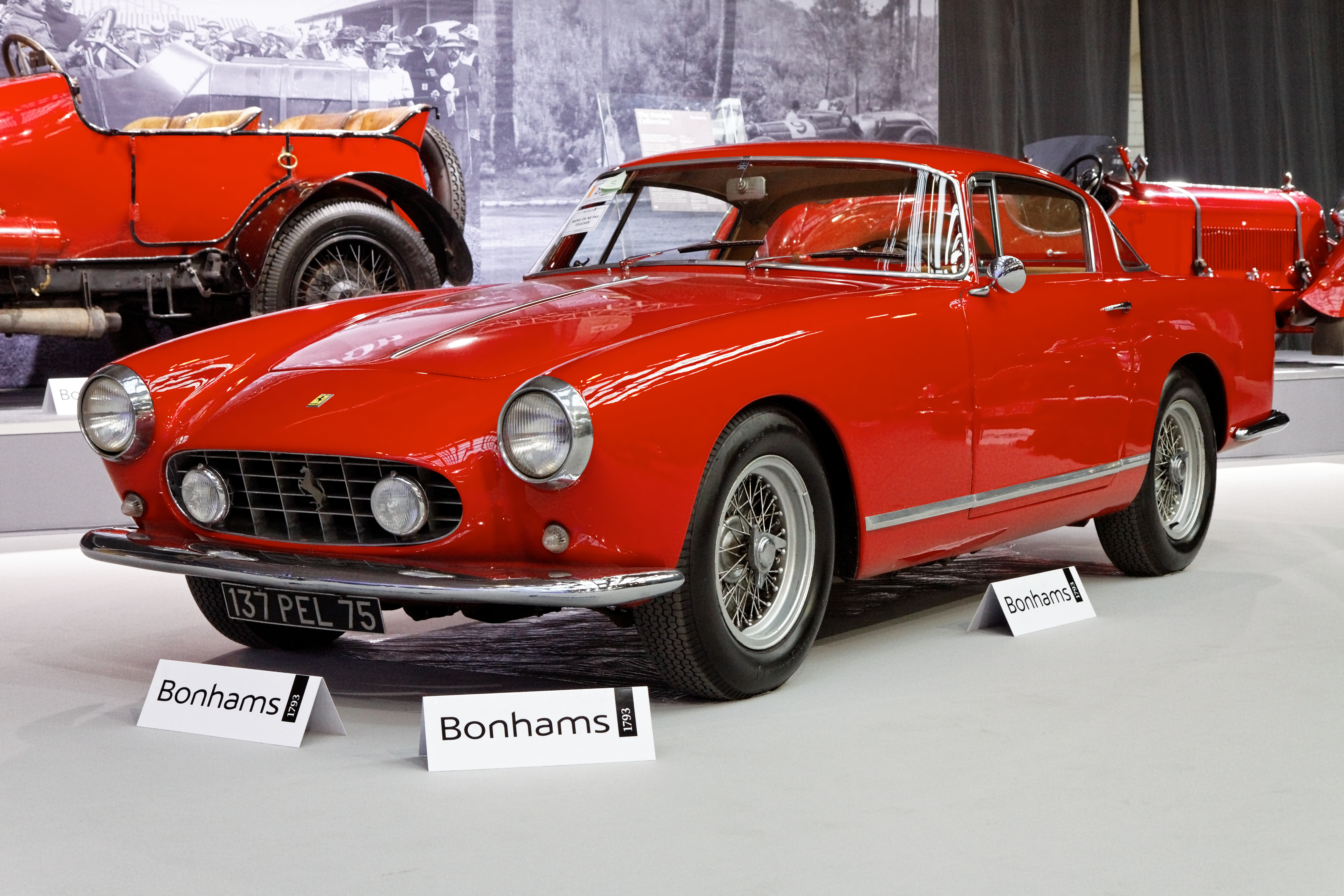
750モンツァ （1954年）
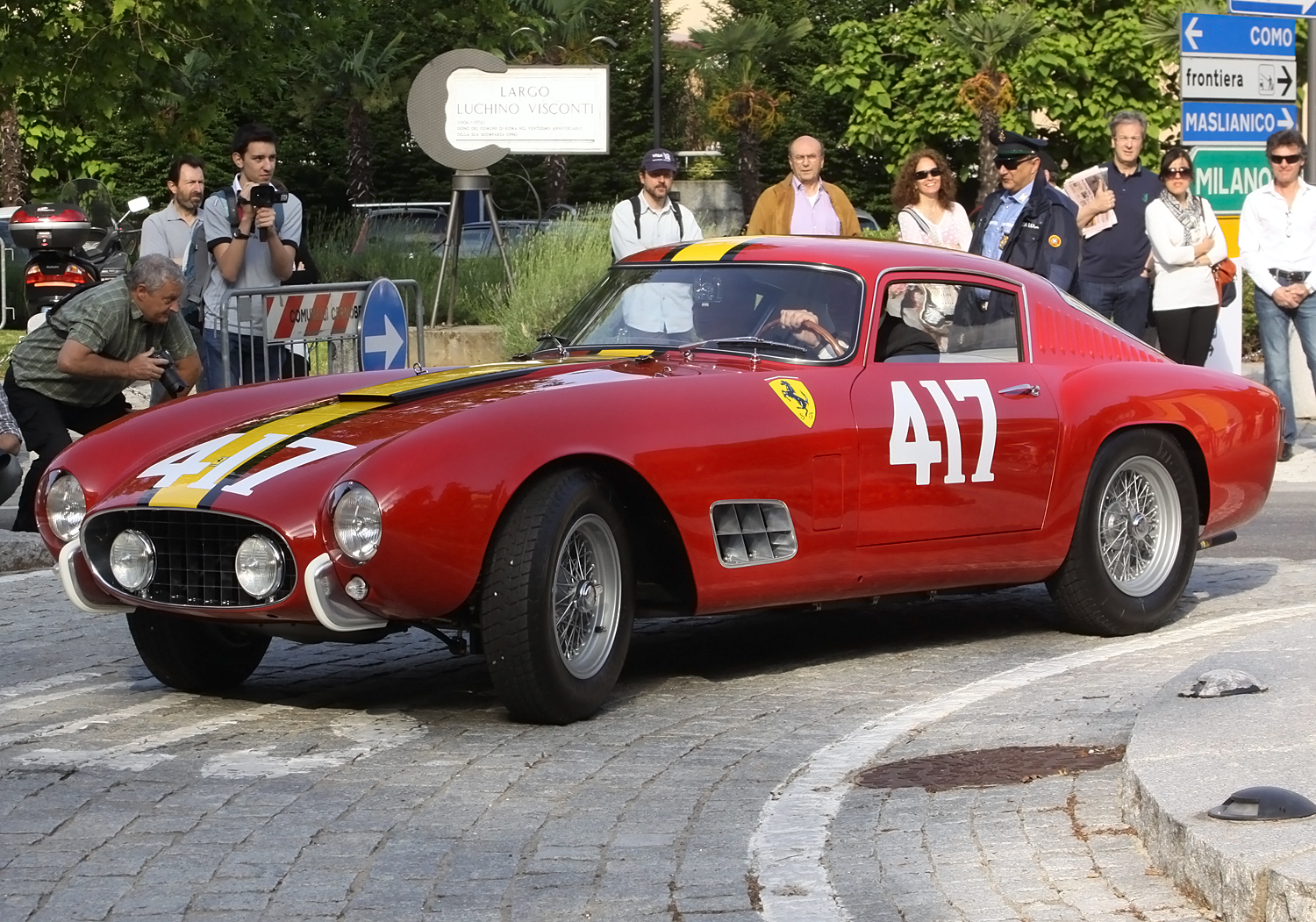
375MM （1953年）
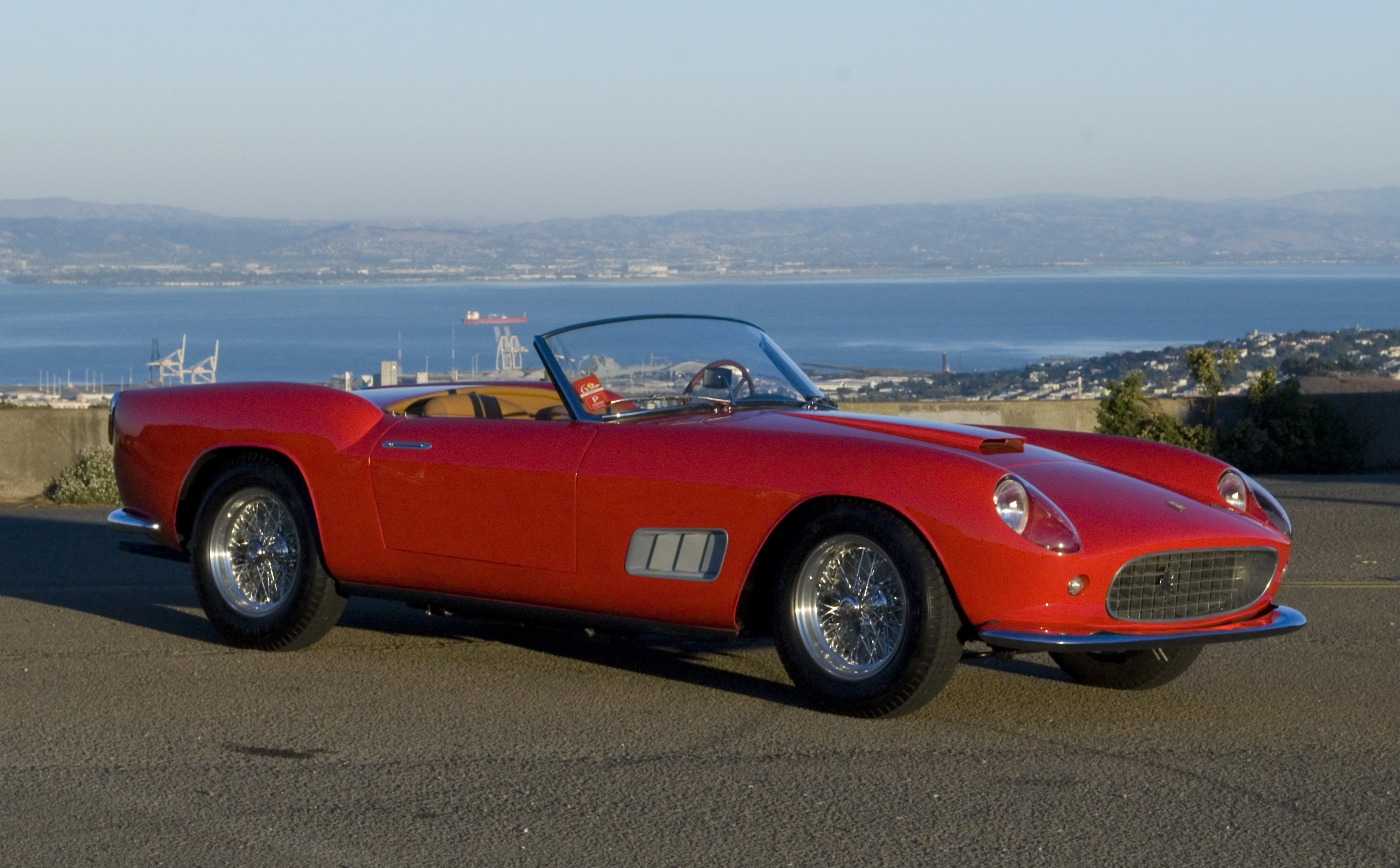
250MM （1953年）
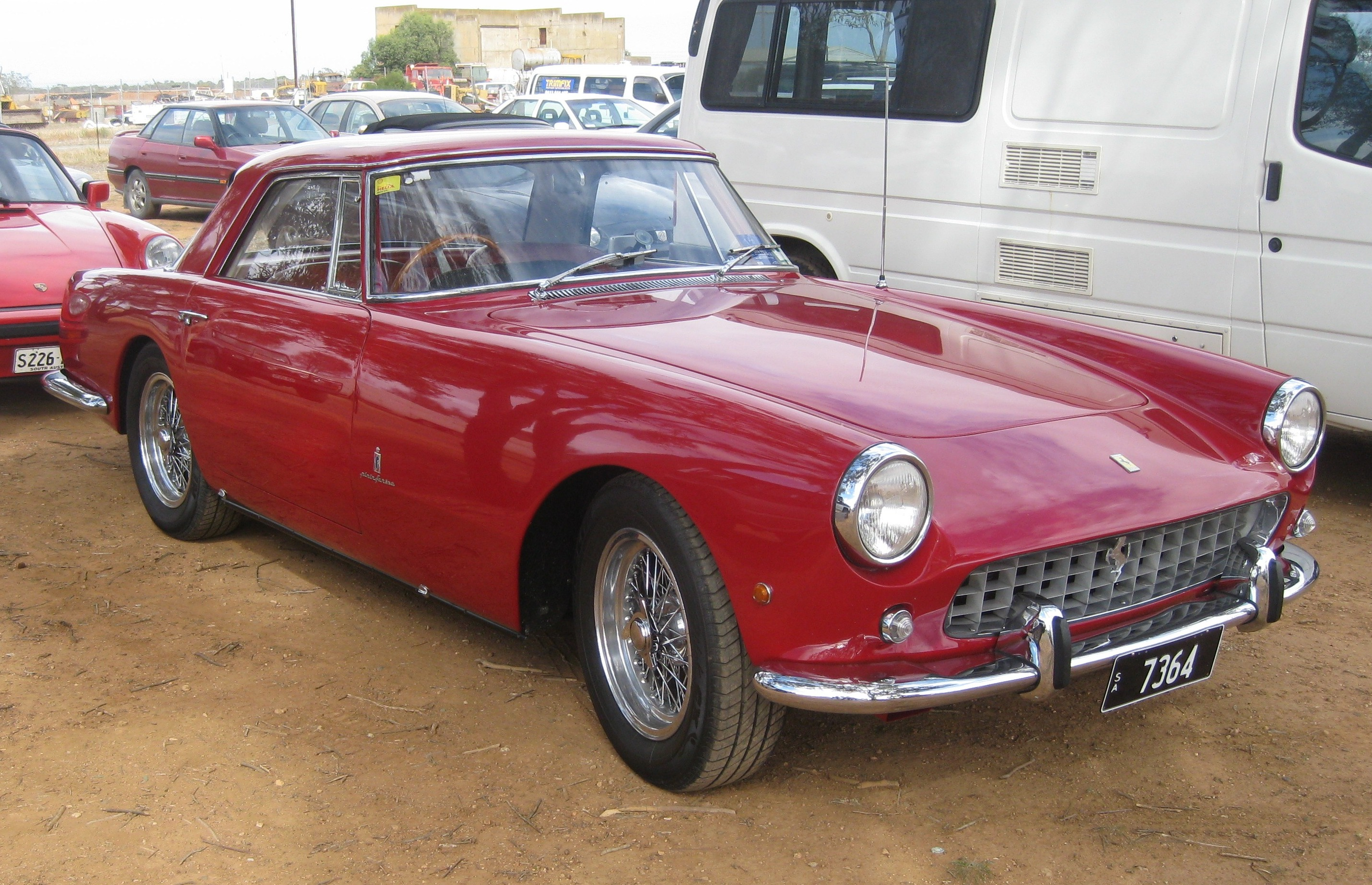
340メキシコ （1952年）
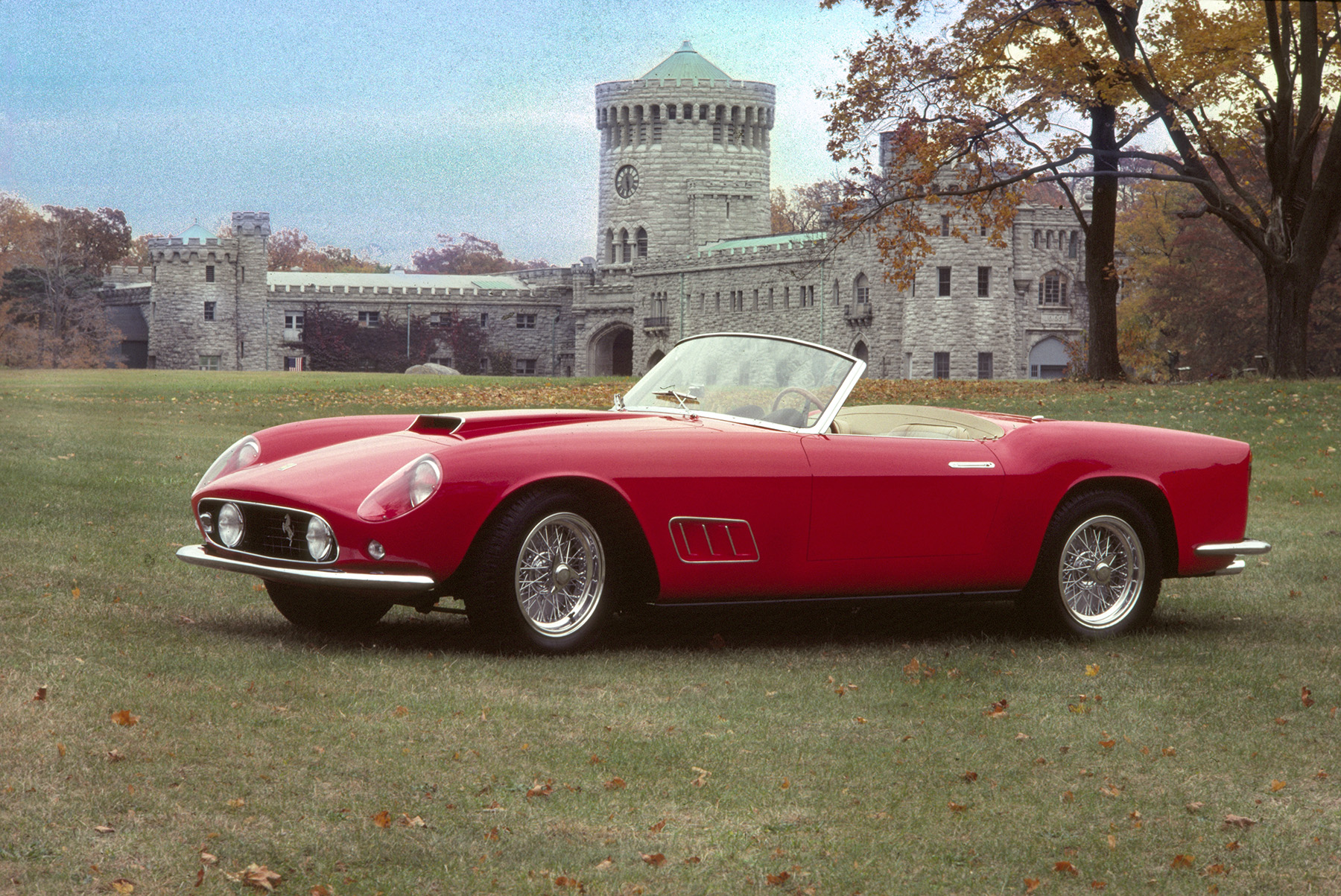
250GTカリフォルニア・スパイダー（1958年-1961年）
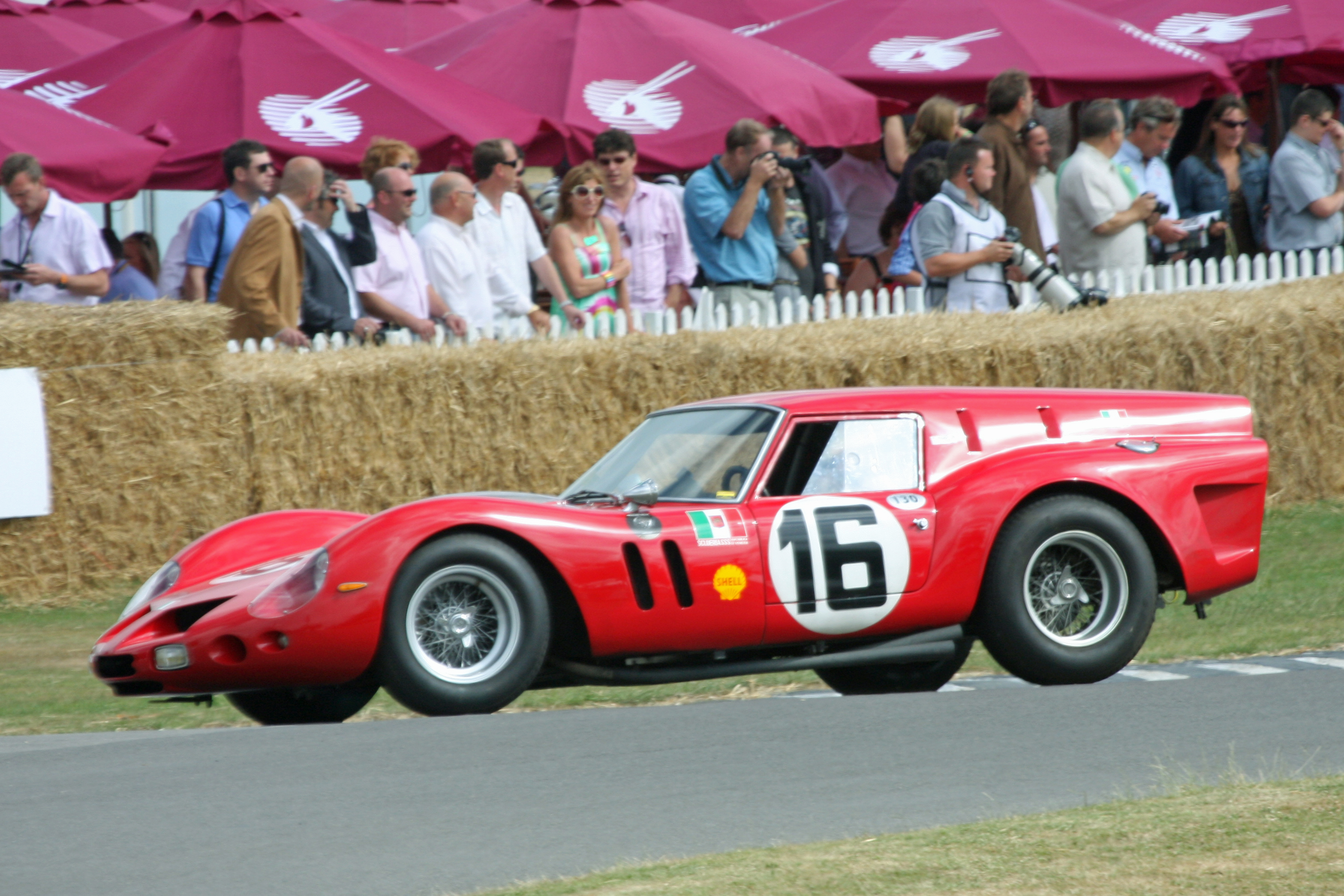
225S （1952年）
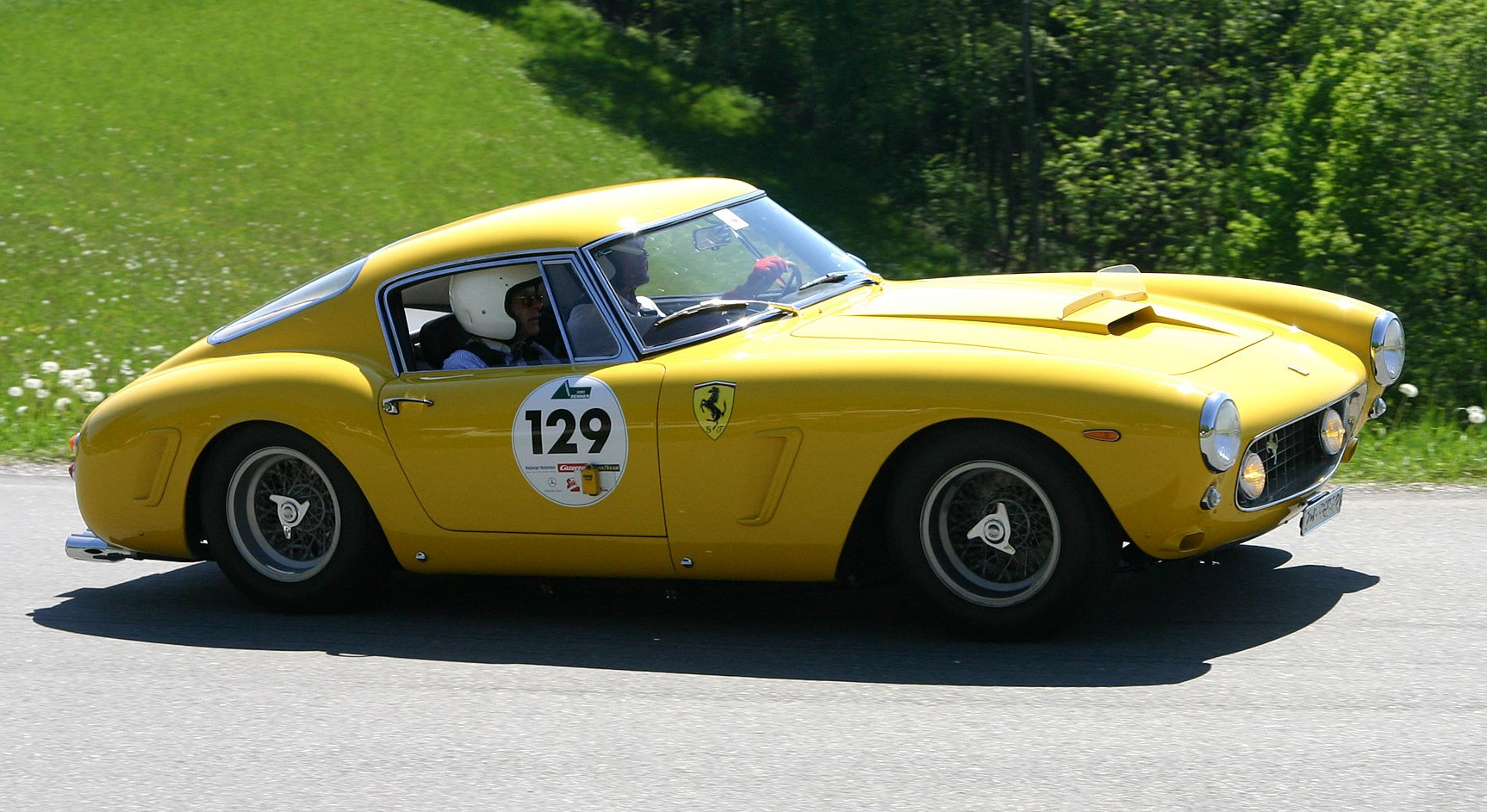
250S （1952年）
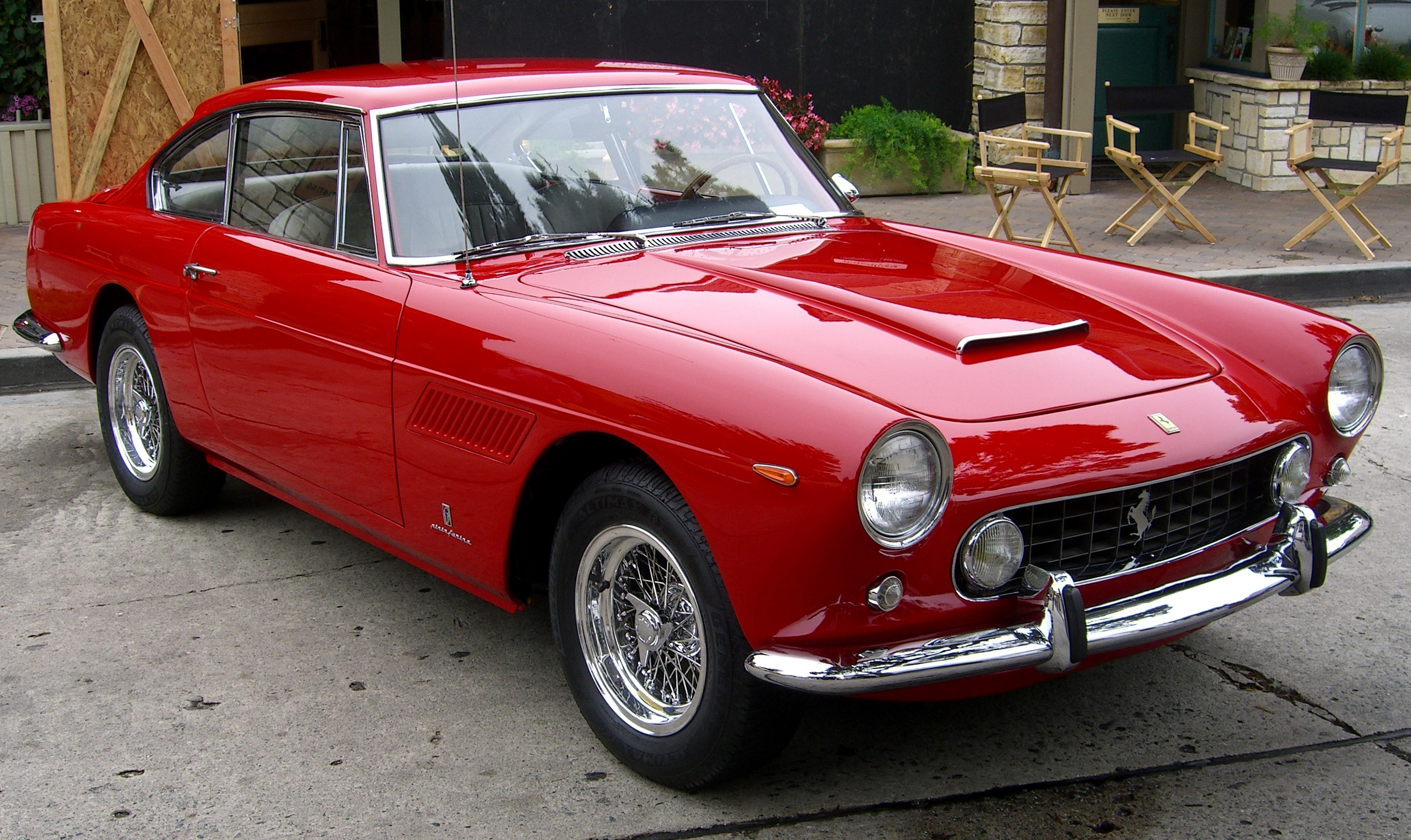
342アメリカ （1951年）
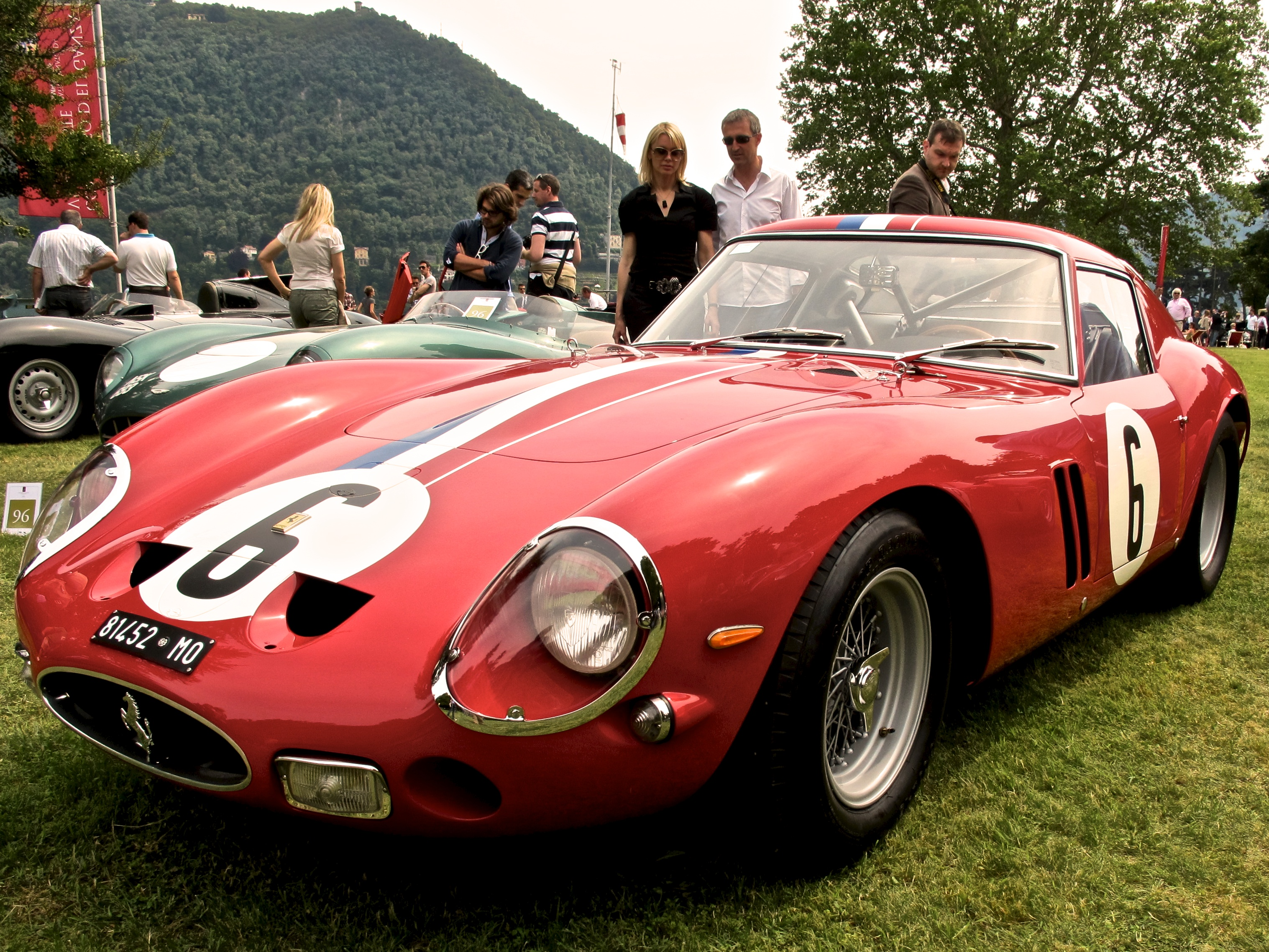
212 （1951年）
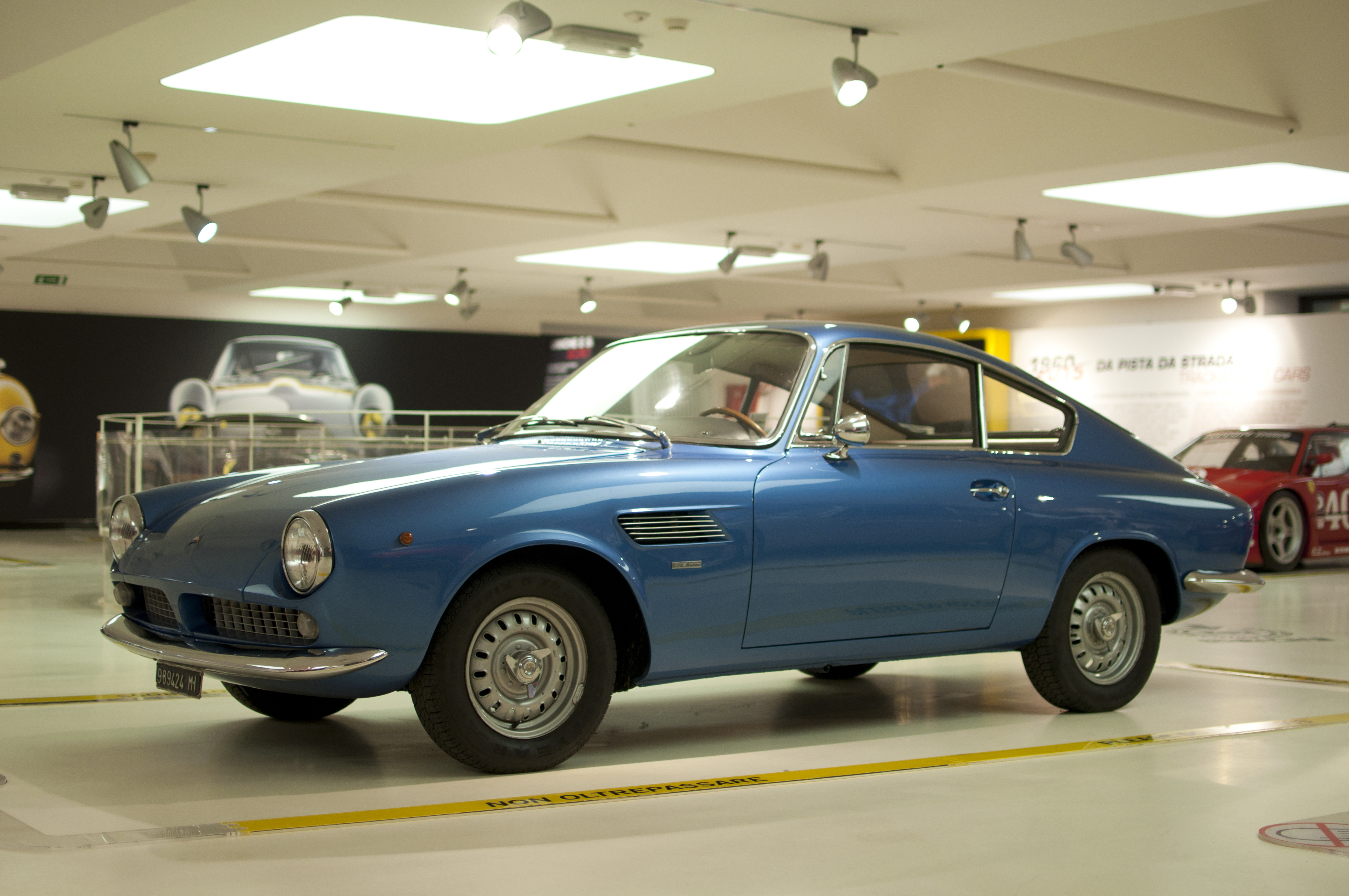
340アメリカ （1950年）
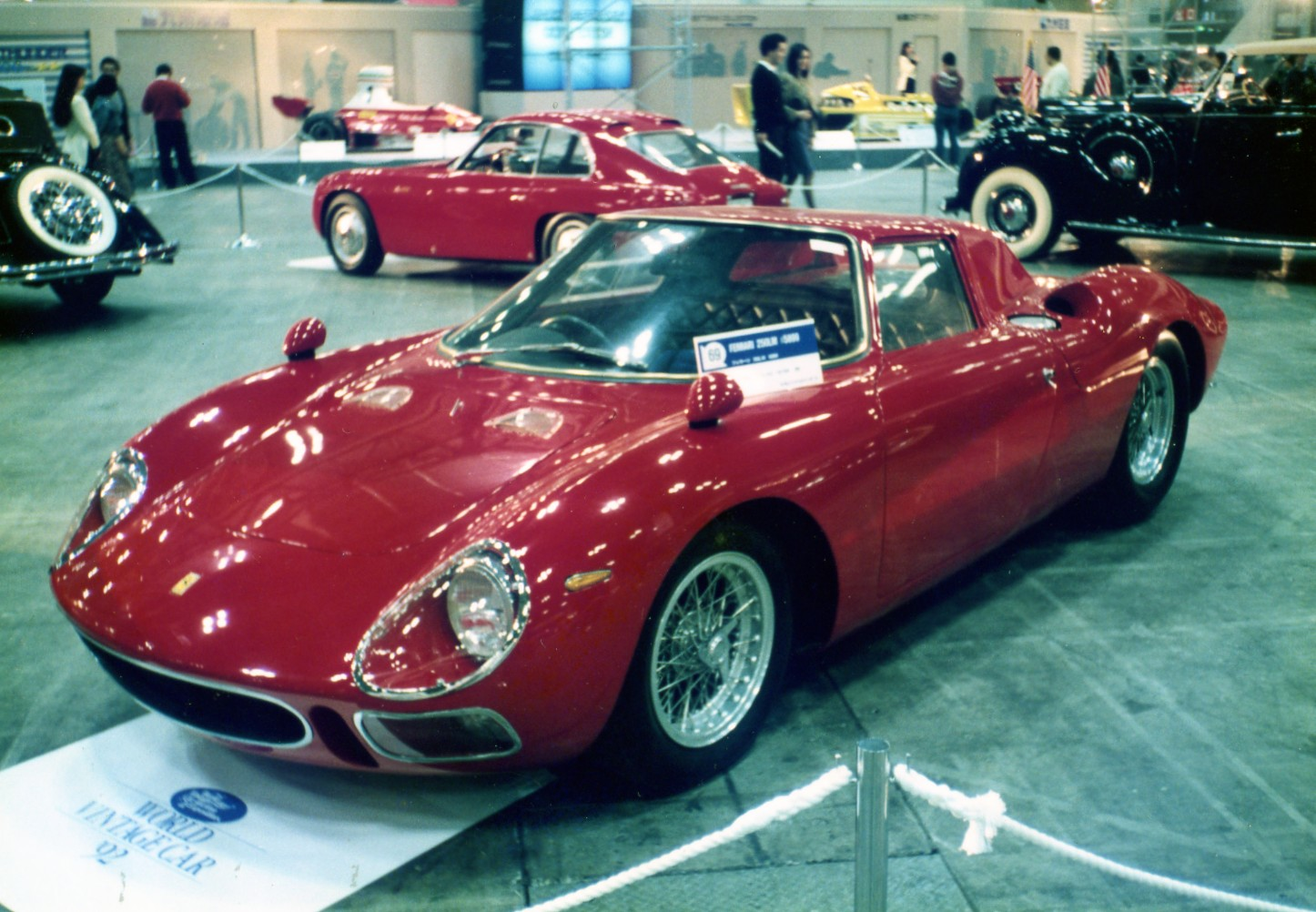
275S （1950年）
- 195 （1950年）
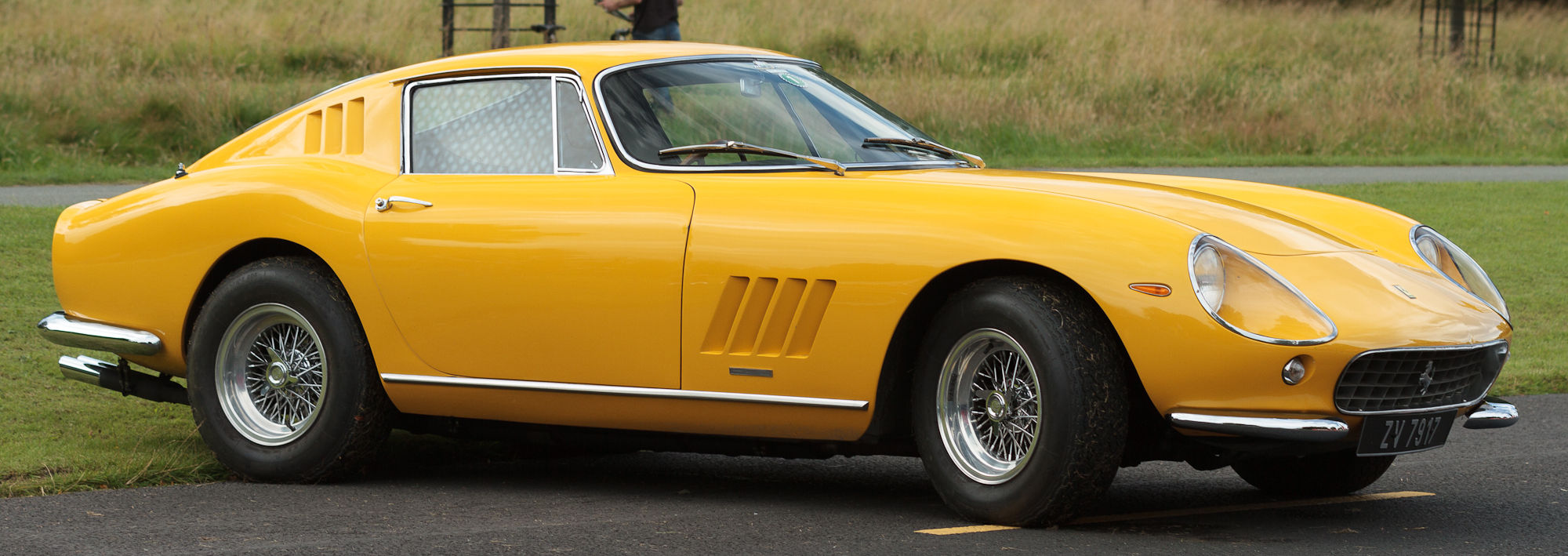
166 （1948年）
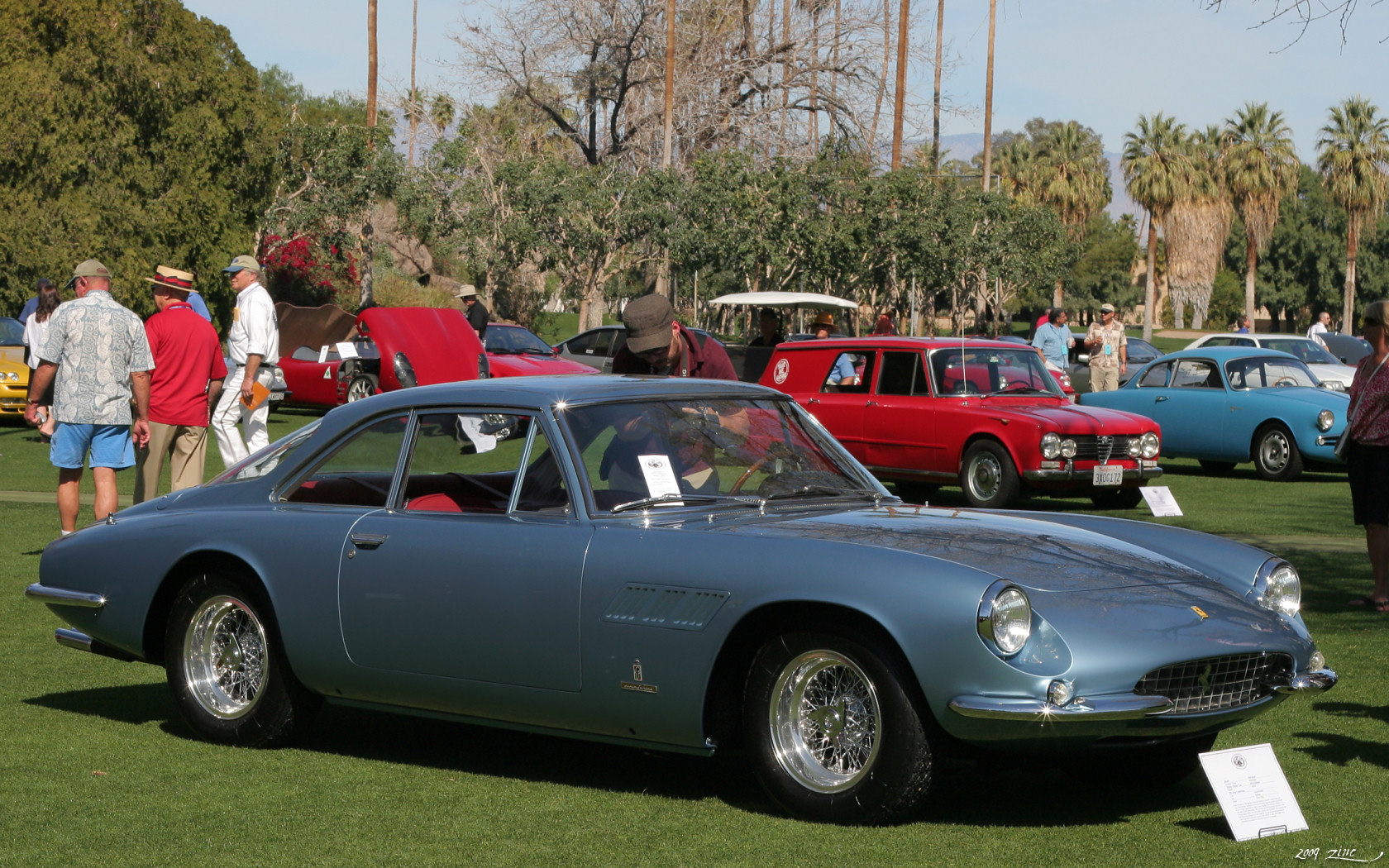
159S （1947年）
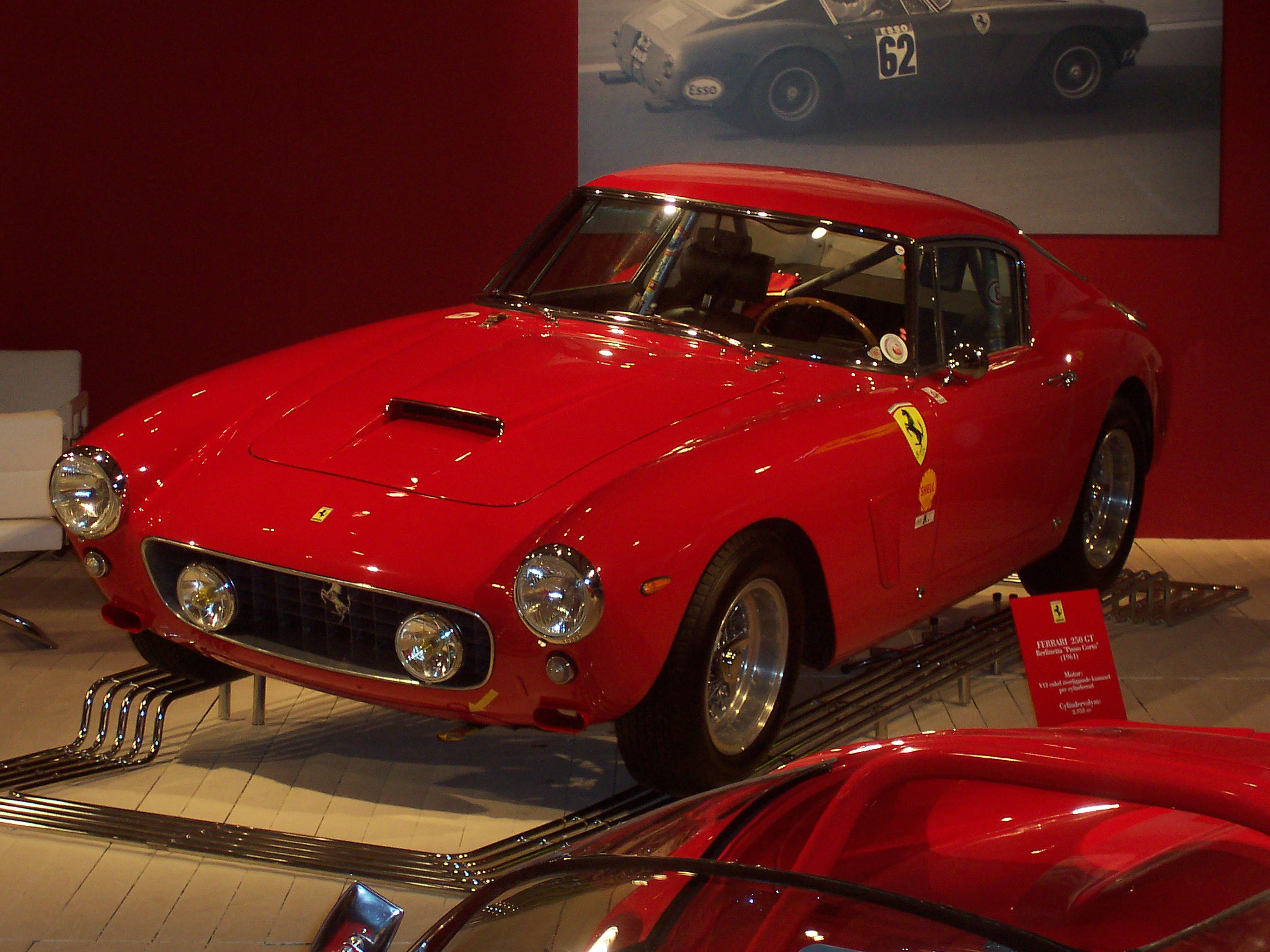
125S （1947年）
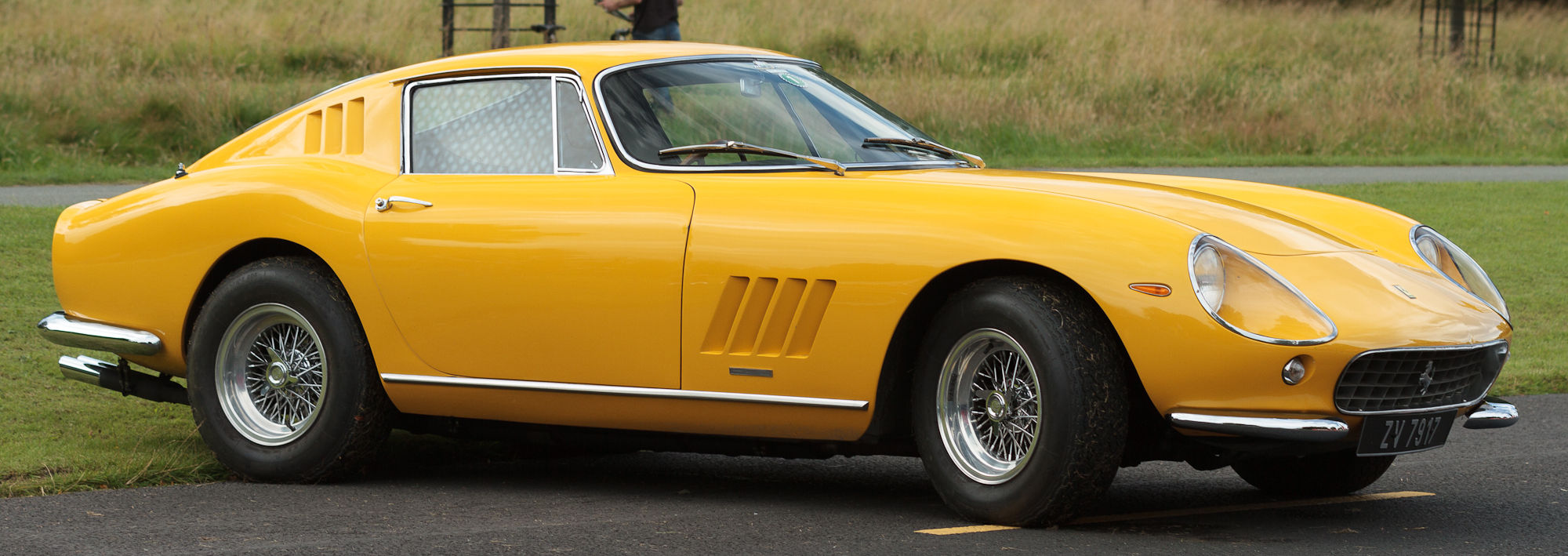
275GTB （1964年-1968年）
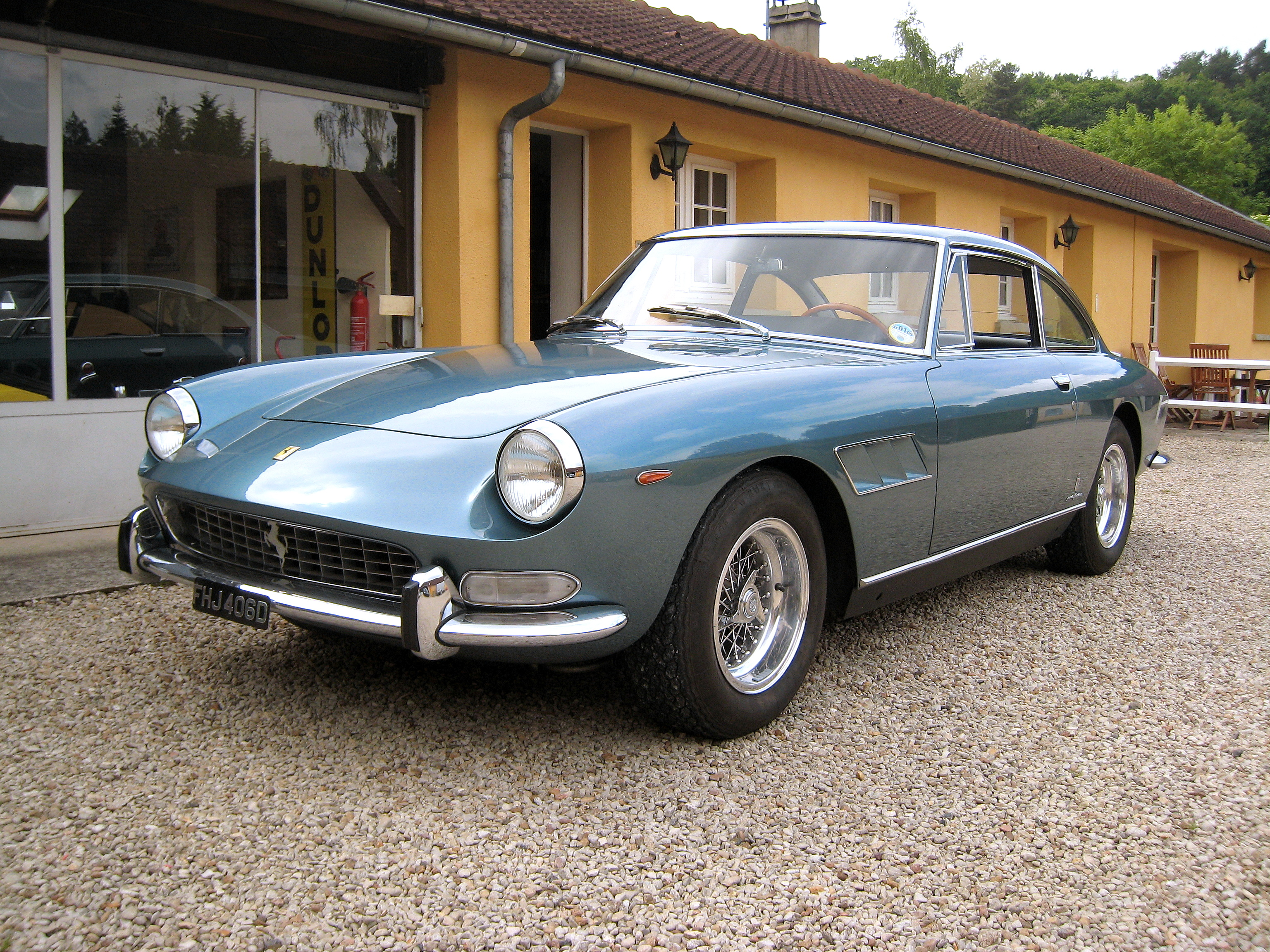
330GT （1966年）
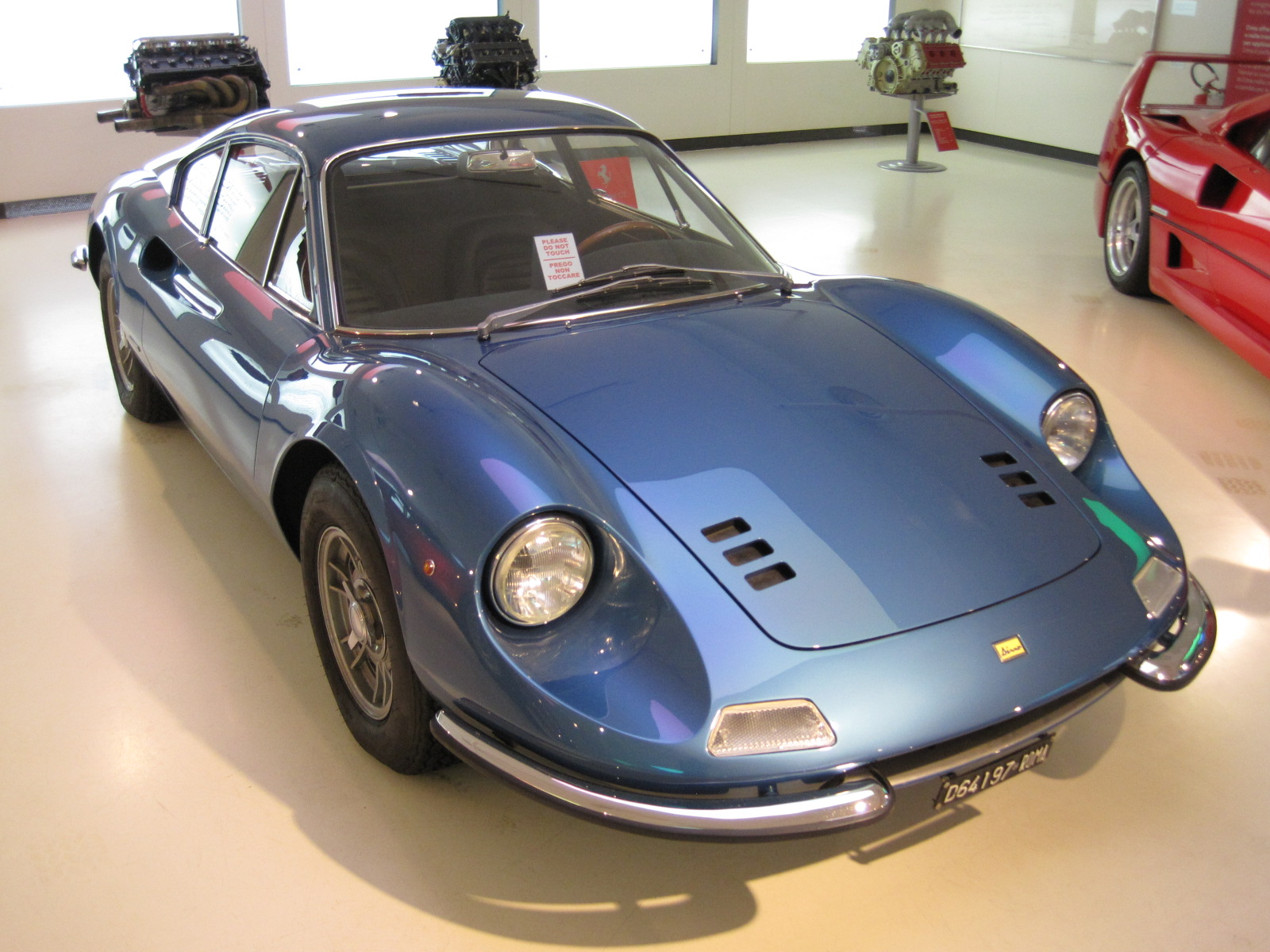
206GT （1967年-1969年）
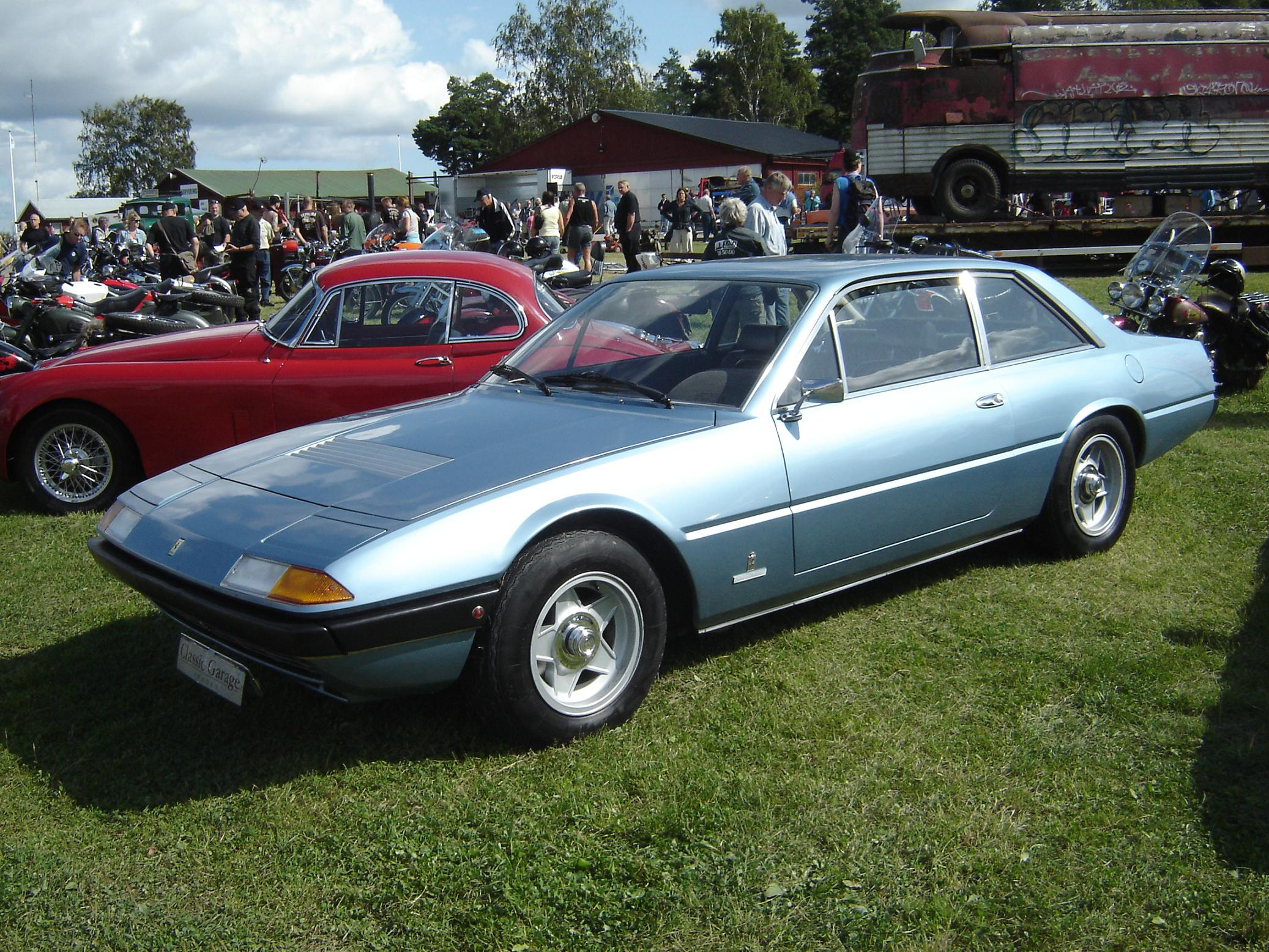
365GT2+2 （1967年-1972年）
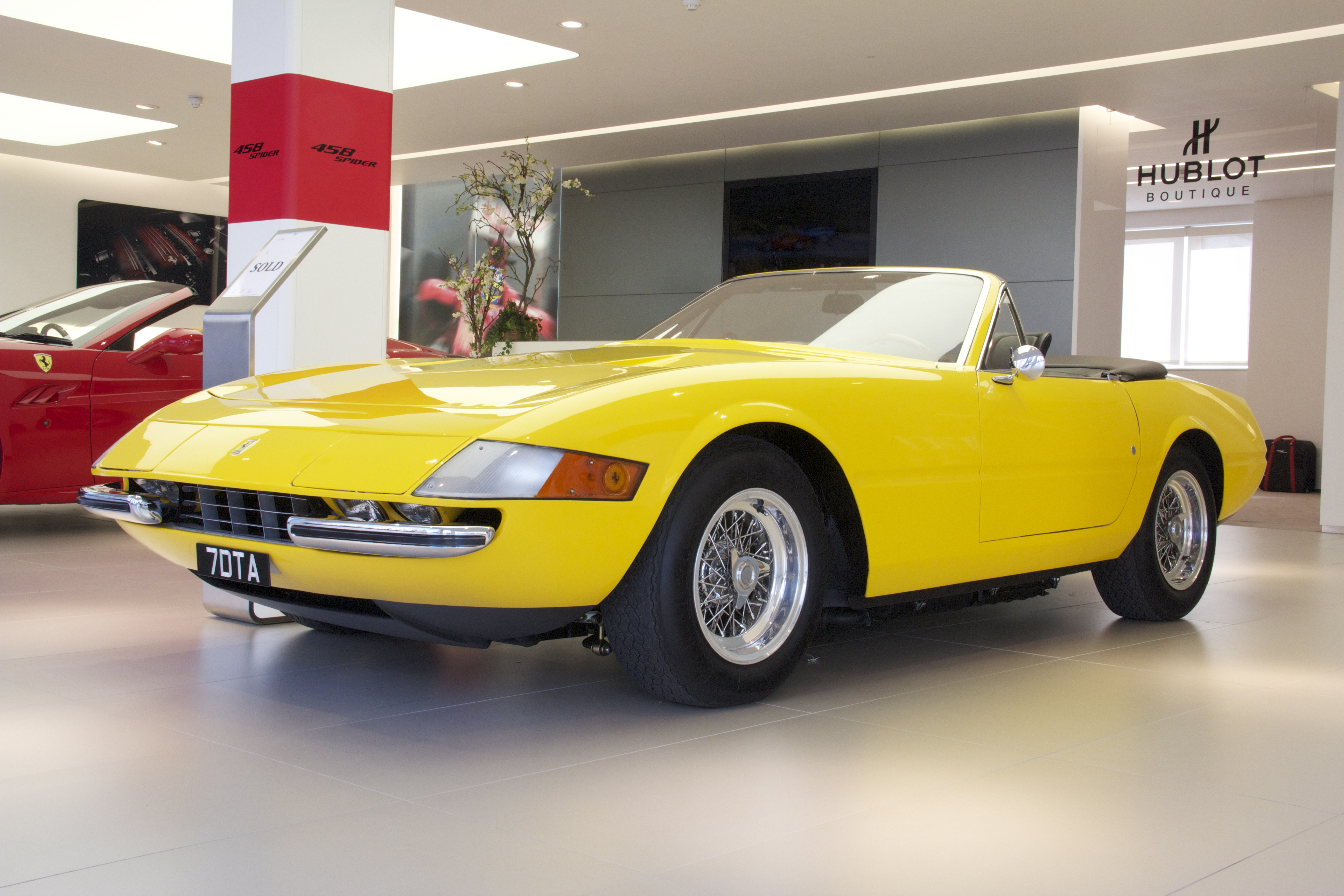
365GTB/4デイトナ・スパイダー （1968年-1973年）
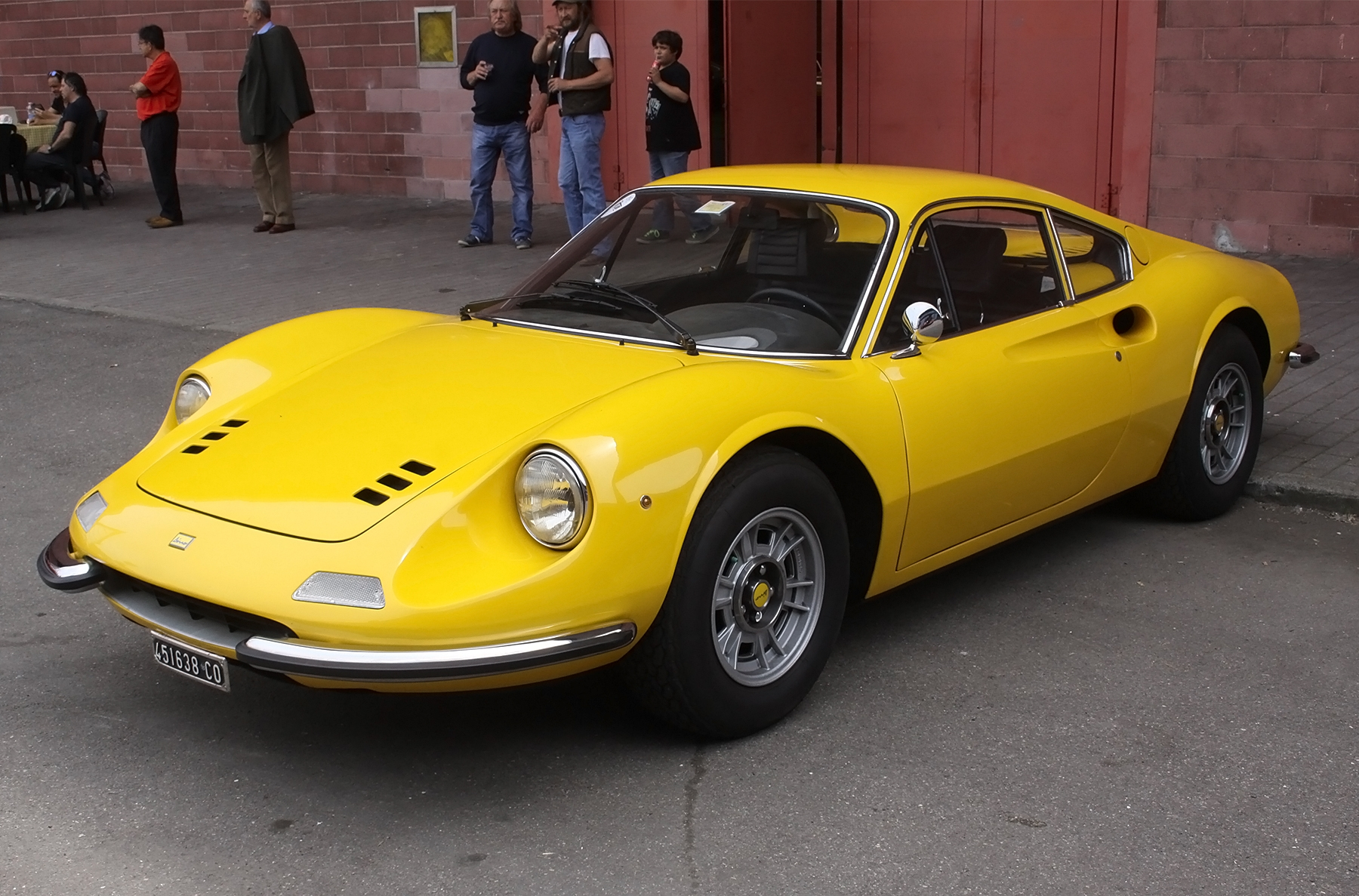
ディーノ246GT （1969年-1974年）
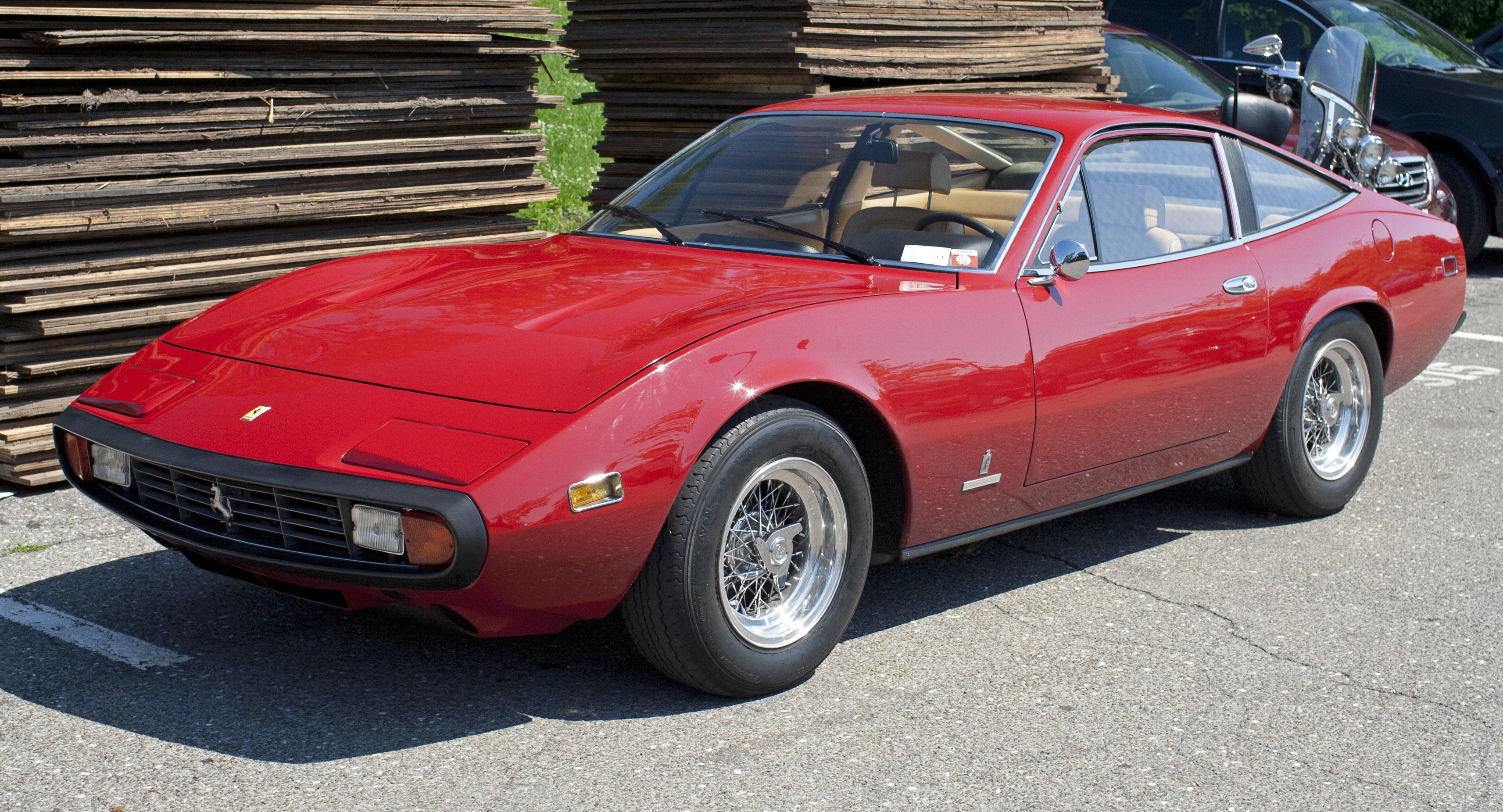
365GTC/4 （1971年-1972年）
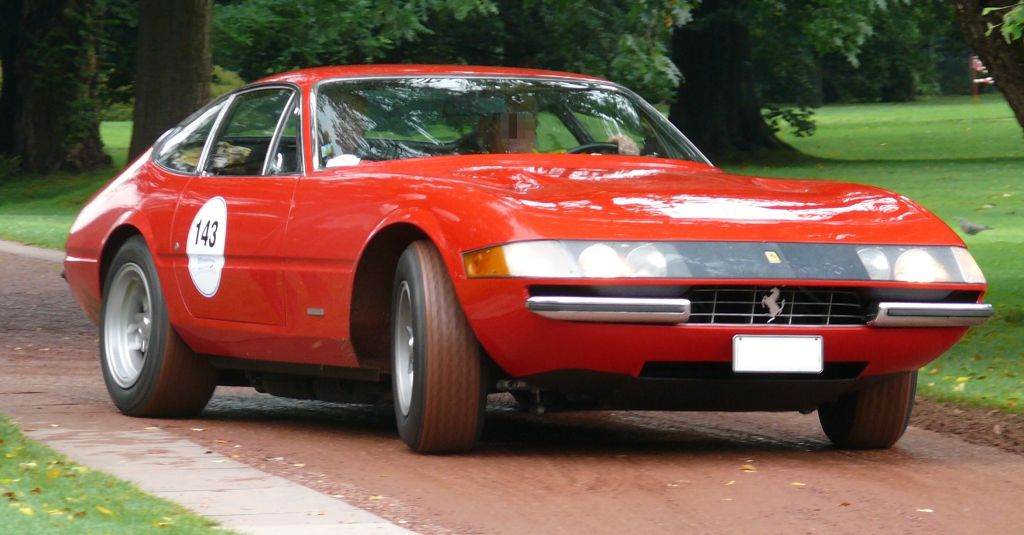
365GTB/4（デイトナ） （1972年）
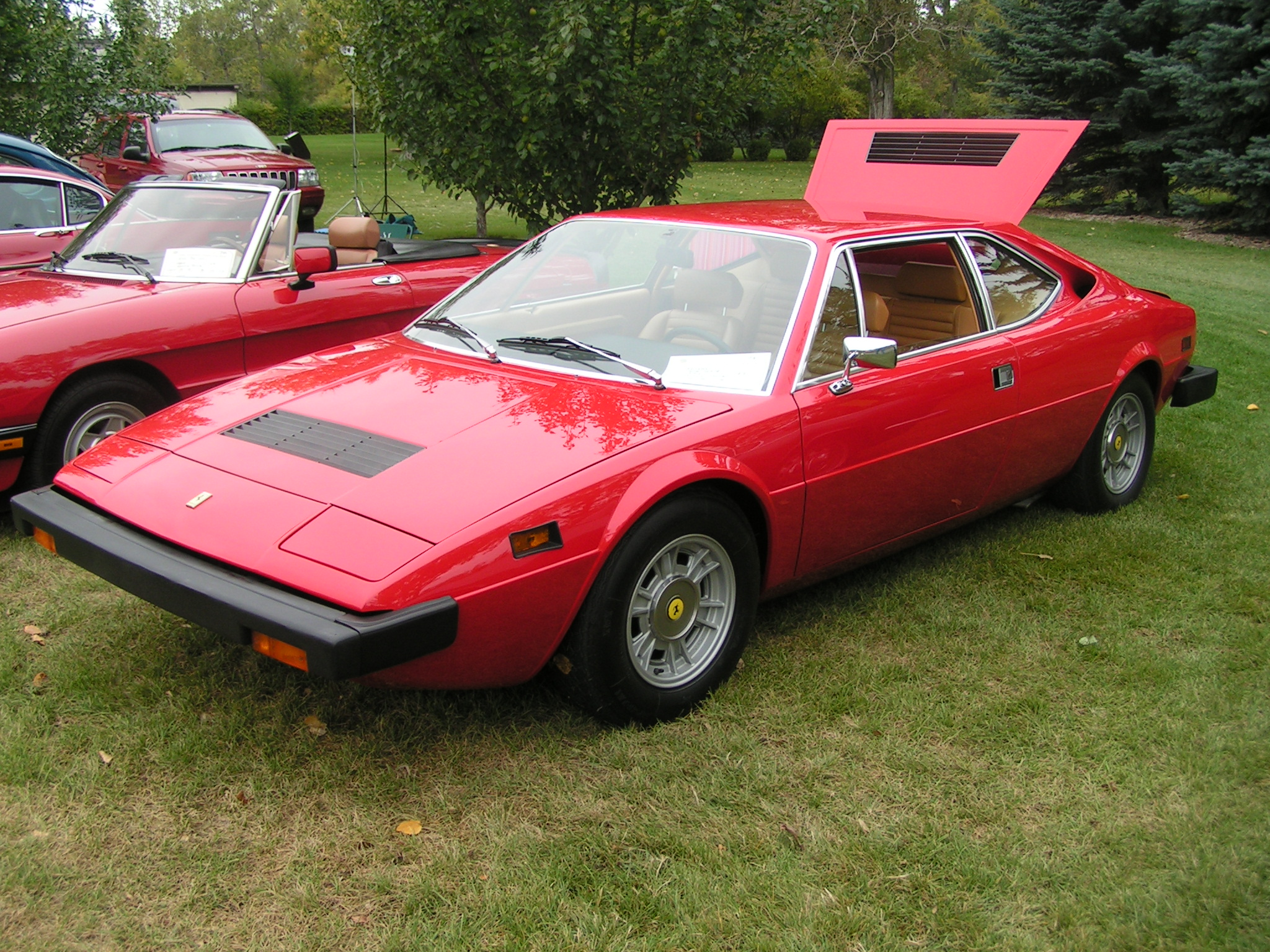
308GT4 （1973年）
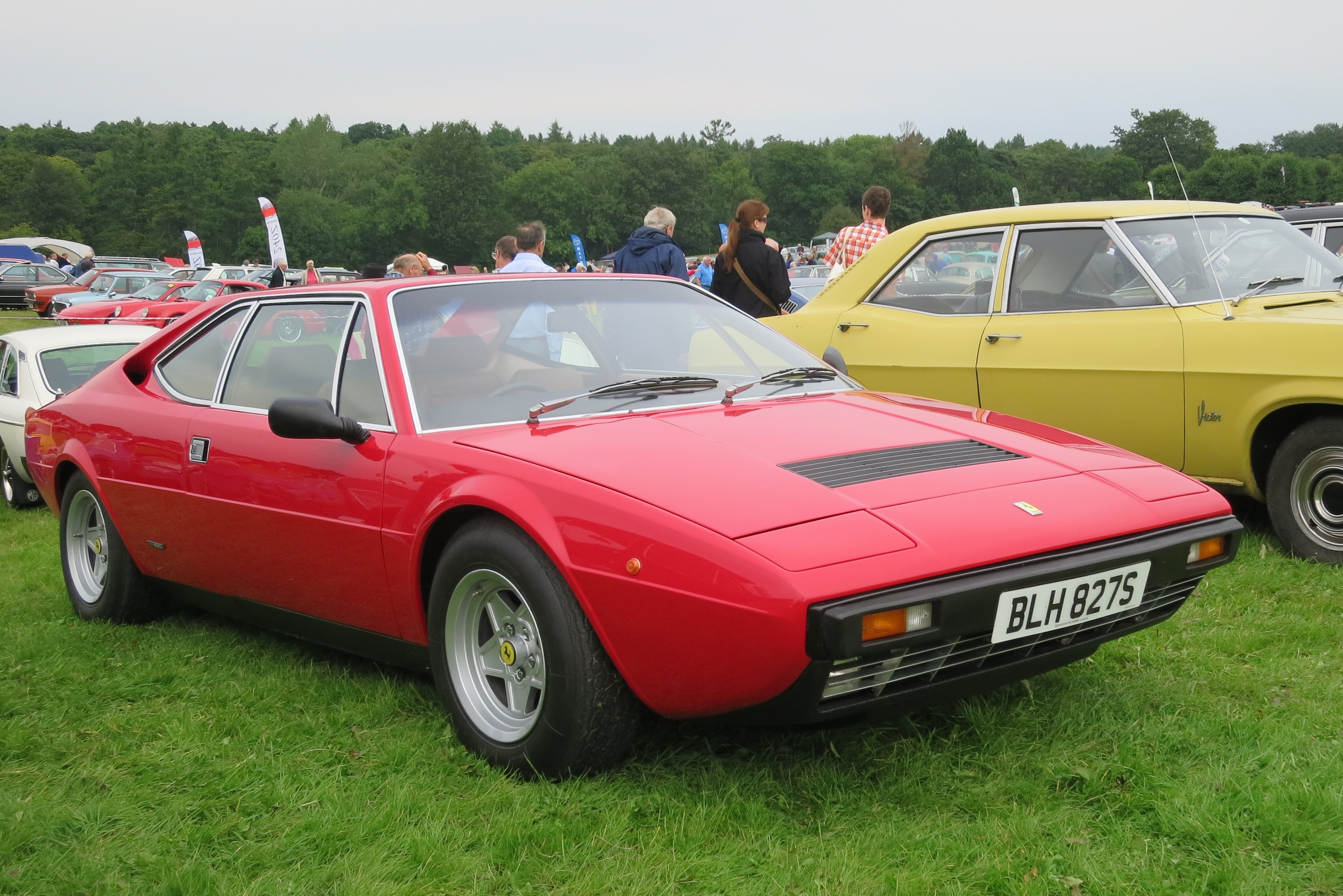
ディーノ208/308GT4 （1973年-1980年）
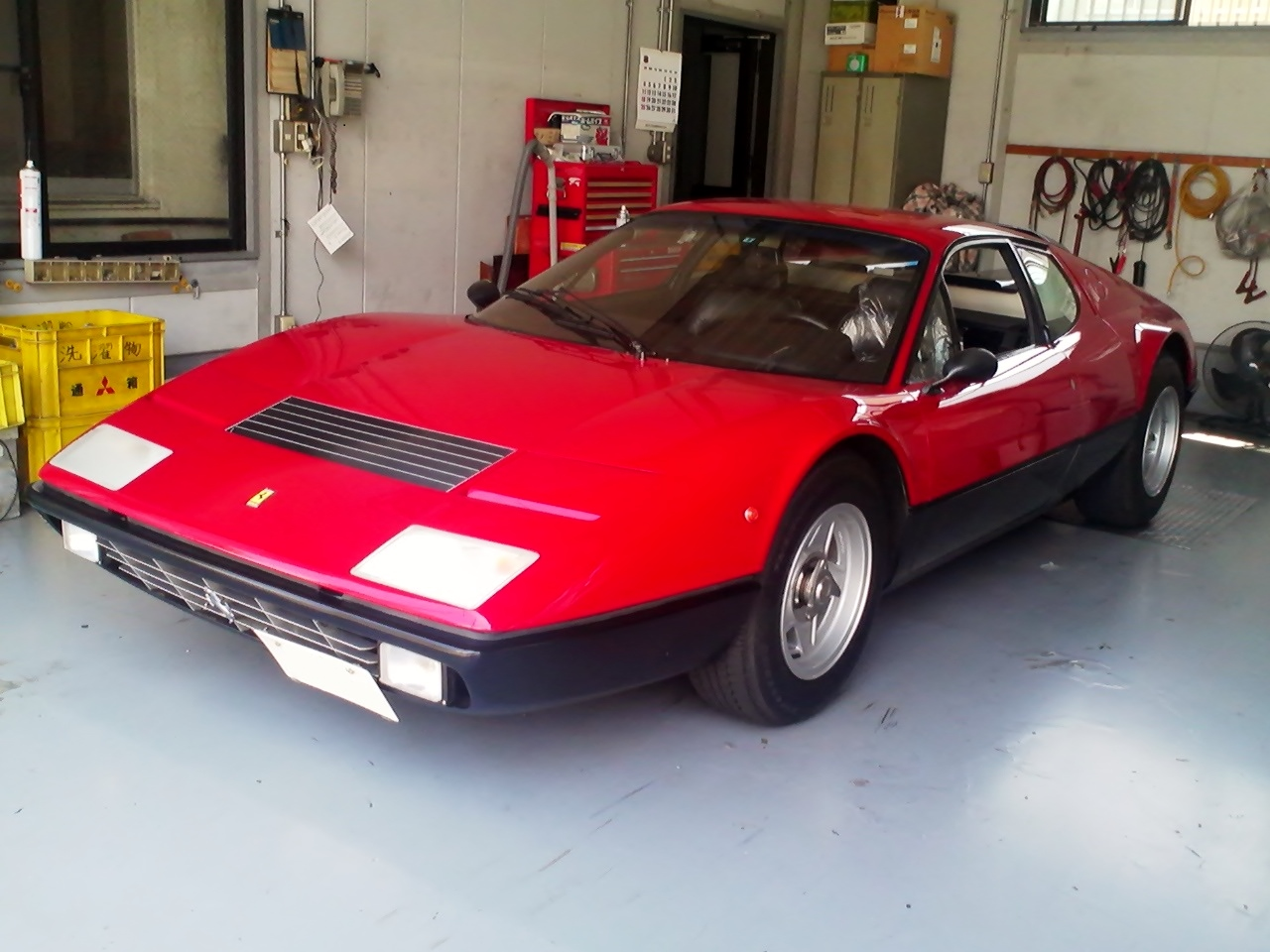
365GT4BB （1973年-1976年）
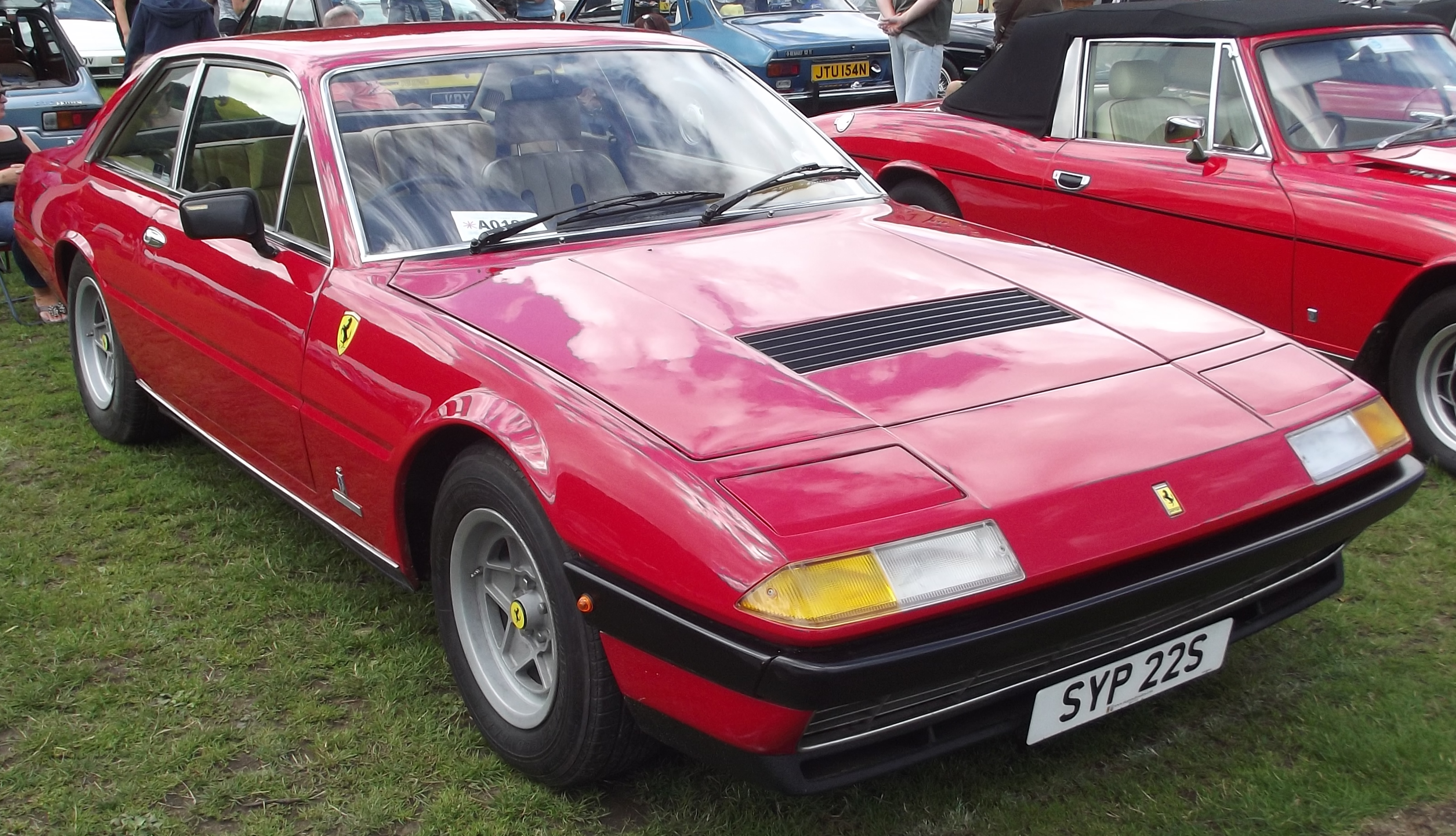
400/400i （1975年-1979年）
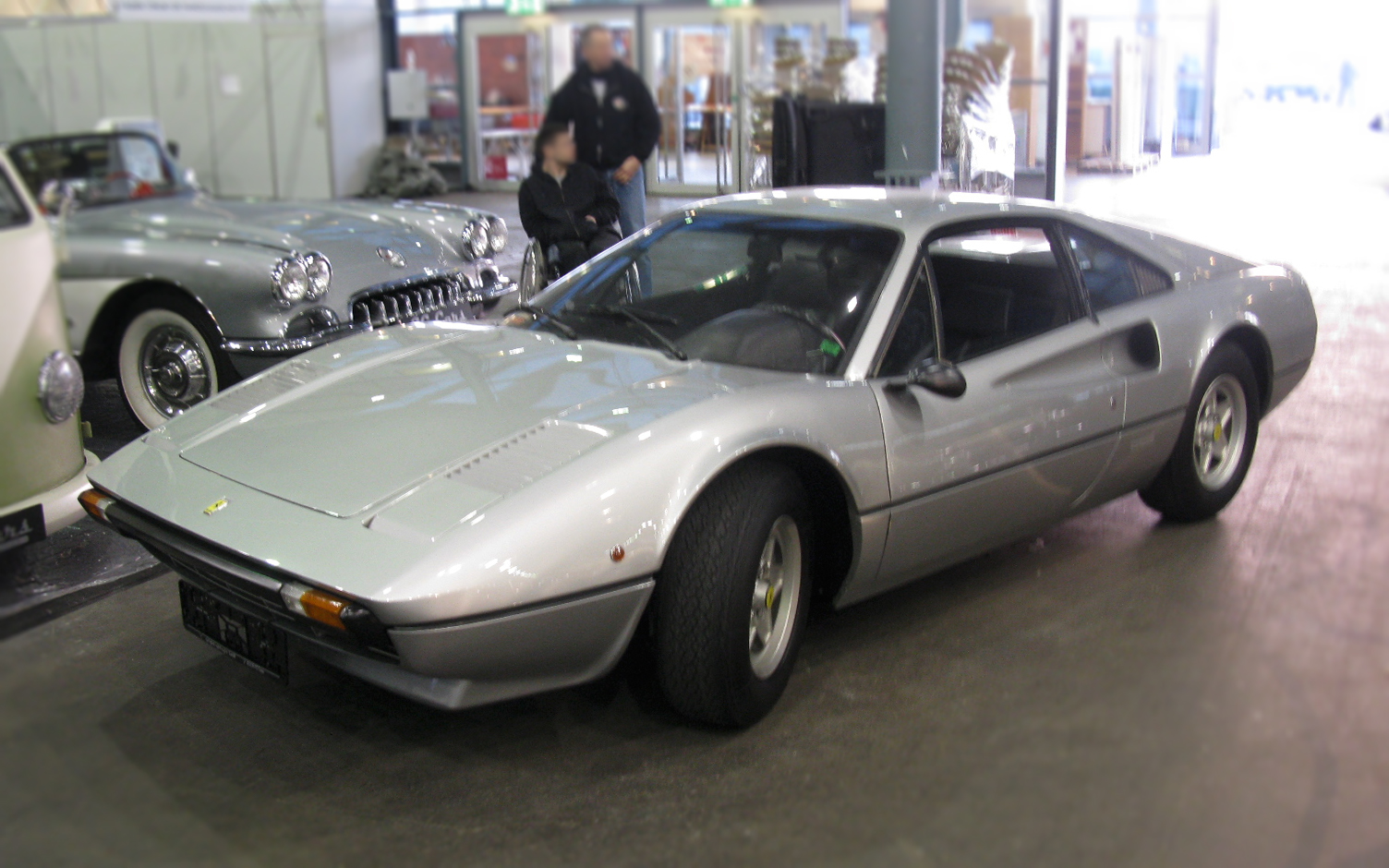
308GTB （1975年-1985年）
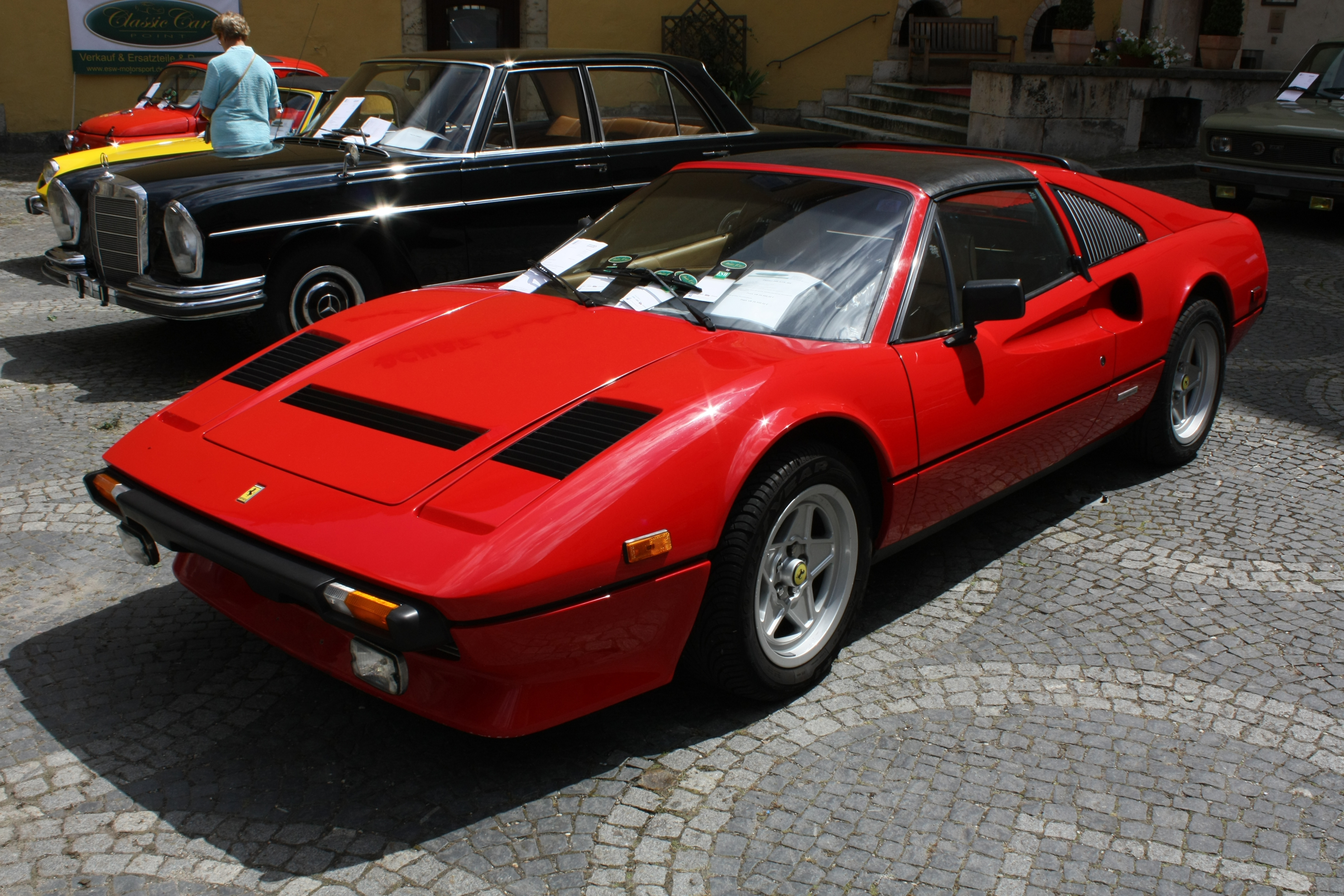
308GTS （1975年-1985年）
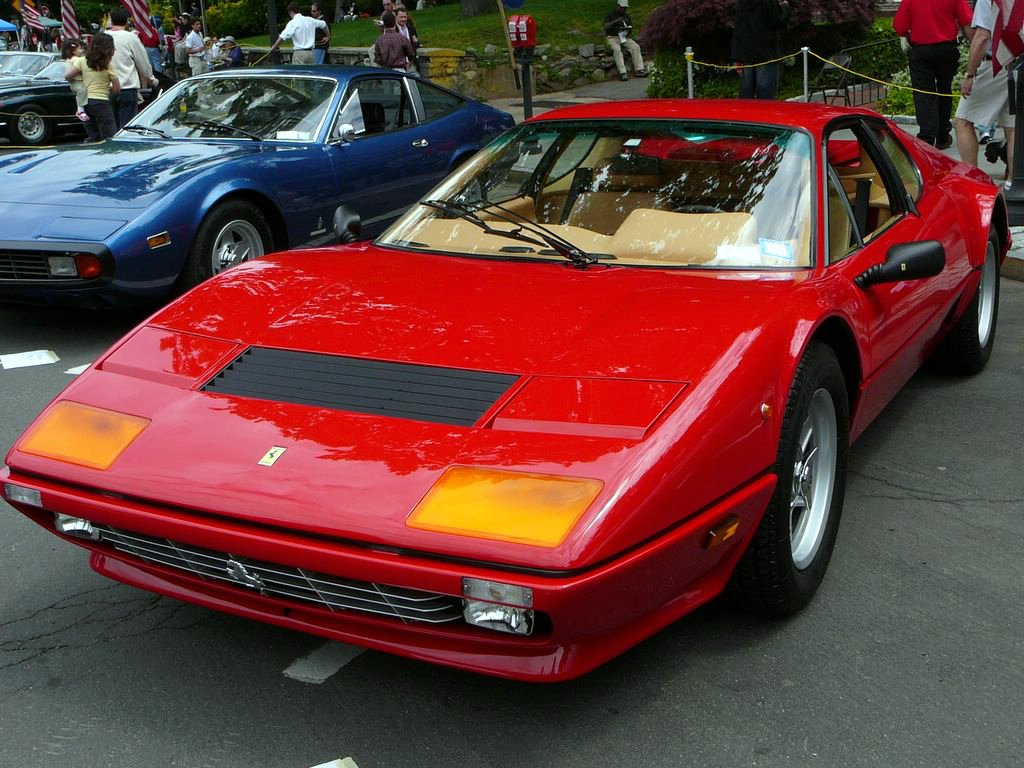
512BB （1976年-1984年）
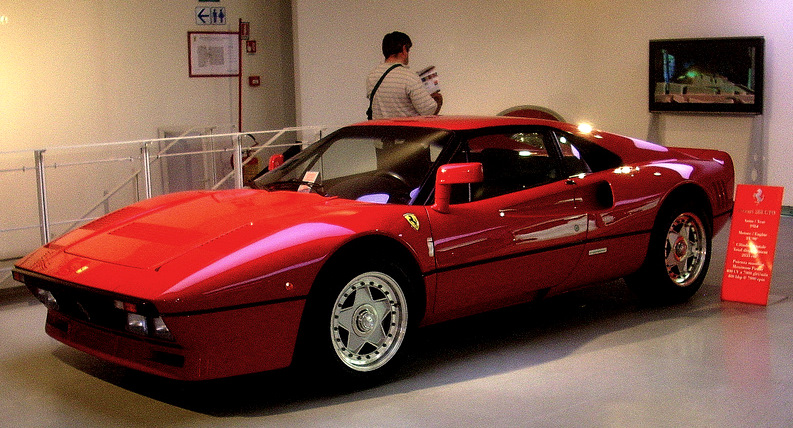
288GTO （1984年-1986年）
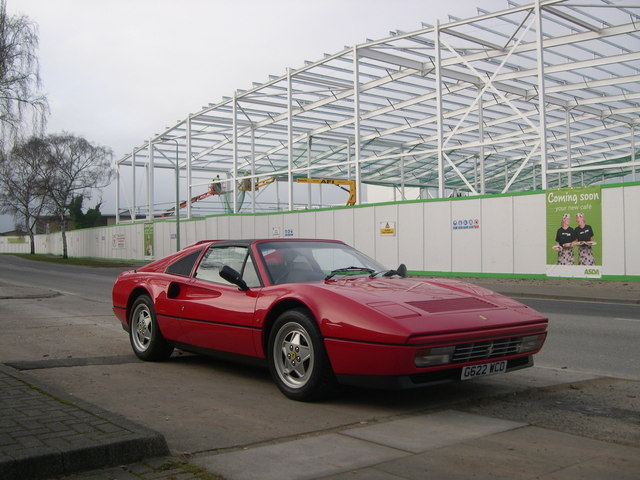
328GTS （1985年-1989年）
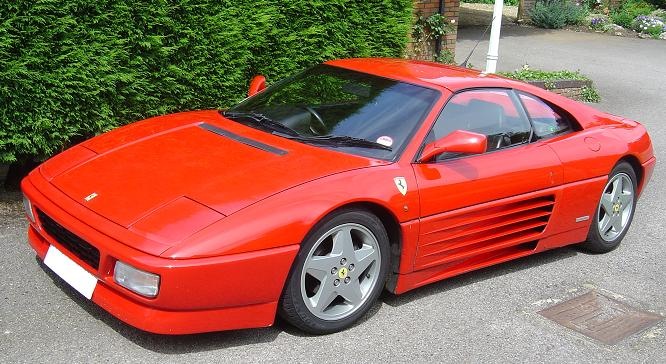
348tb （1989年-1994年）
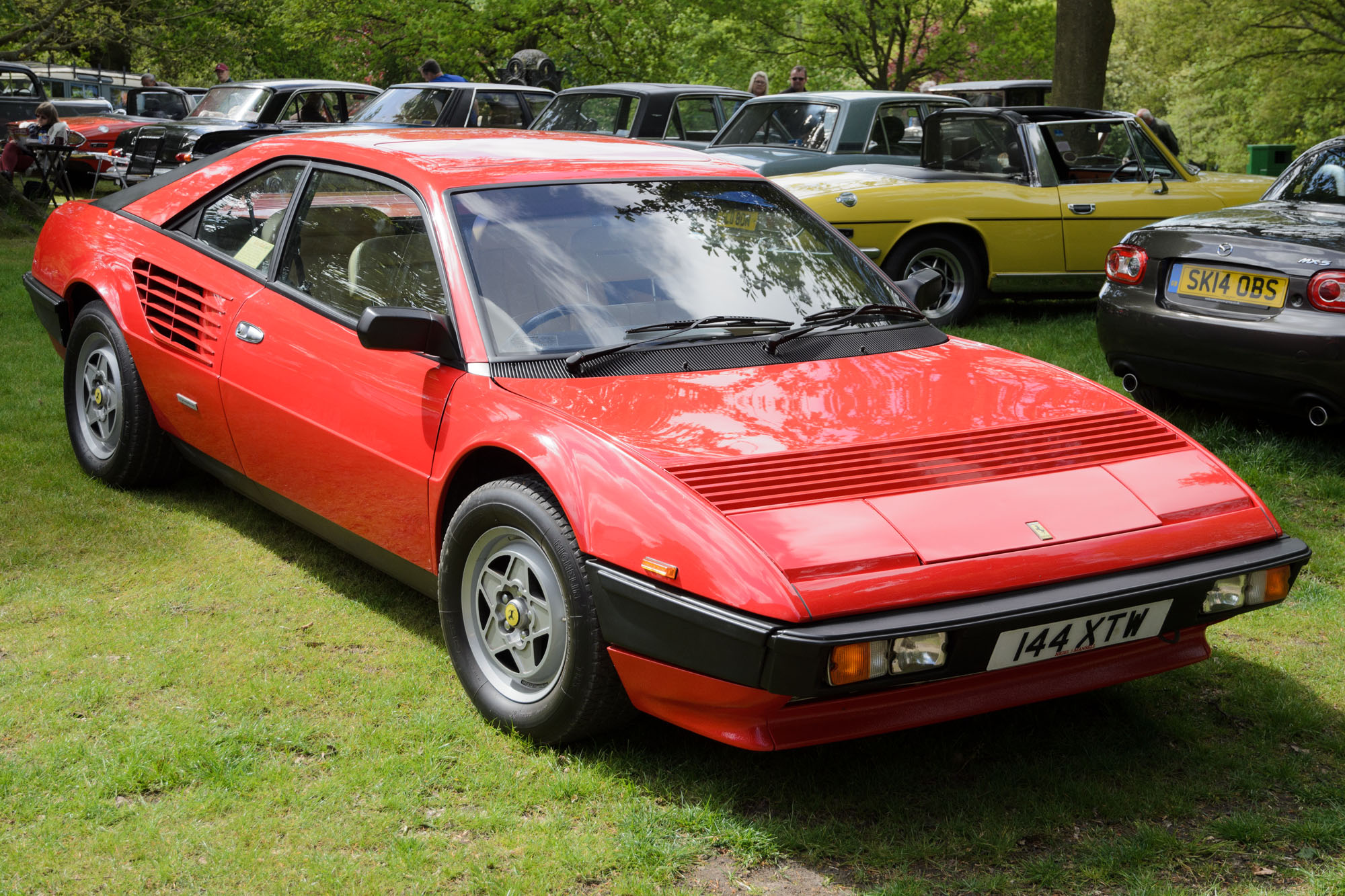
モンディアル （1980年-1993年）
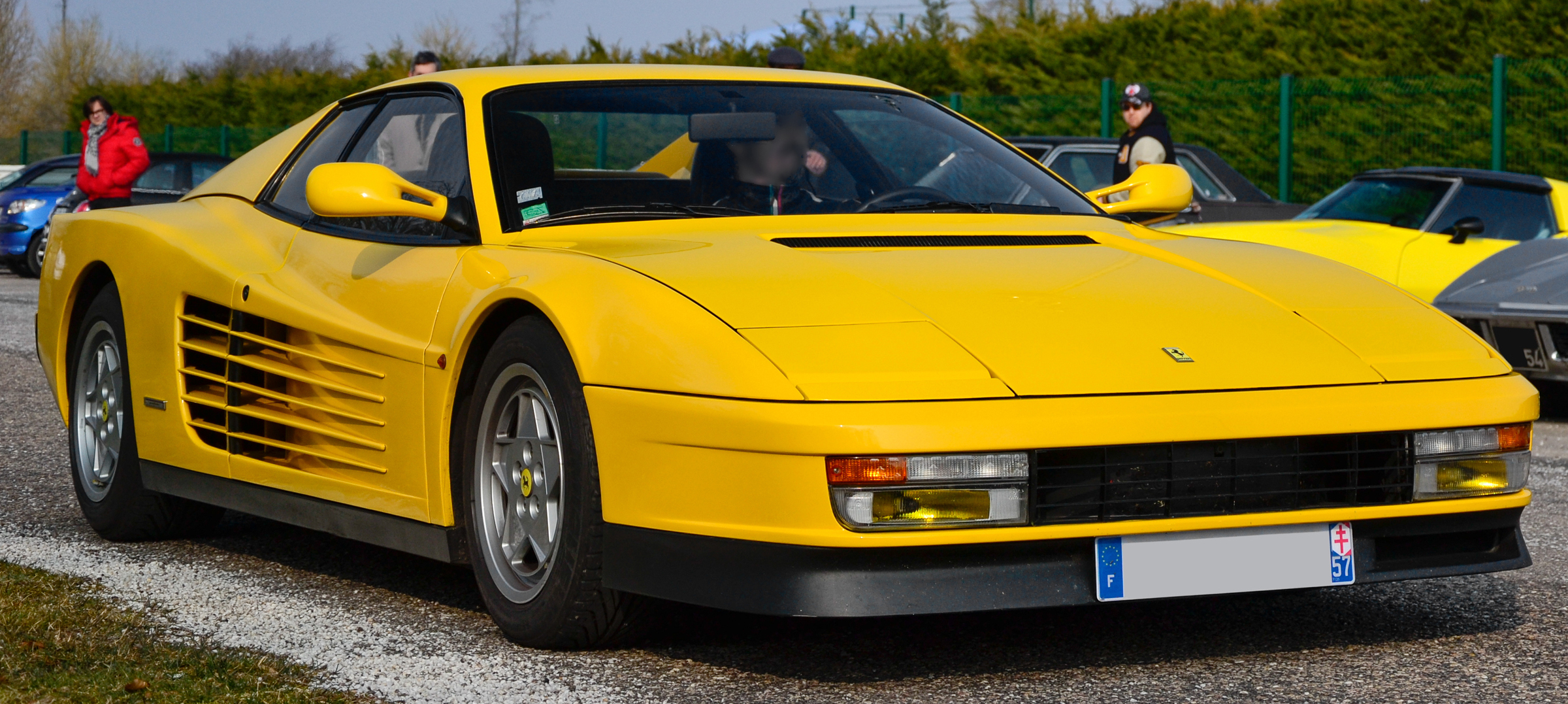
テスタロッサ （1984年-1991年）
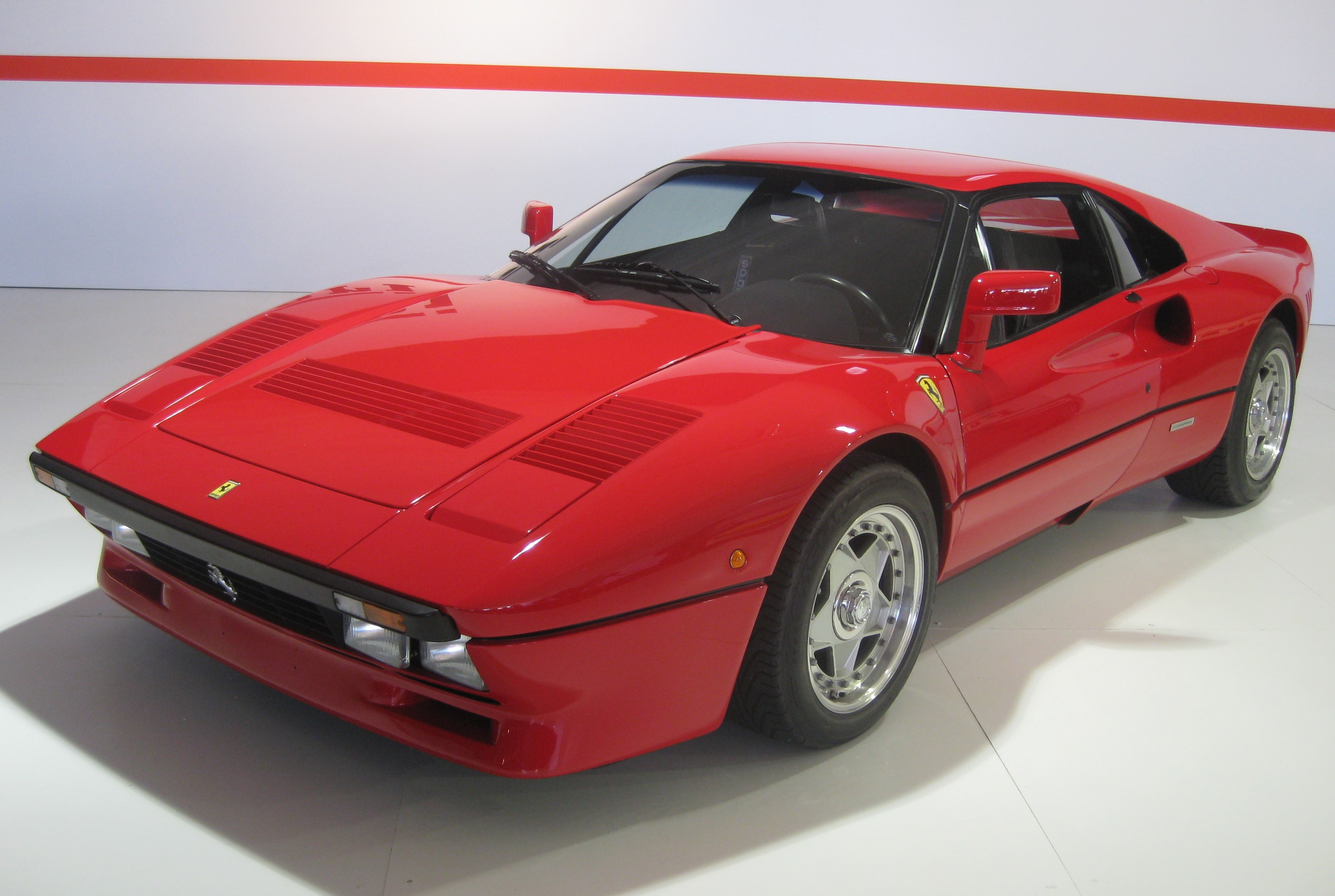
288GTO （1984年-1986年）
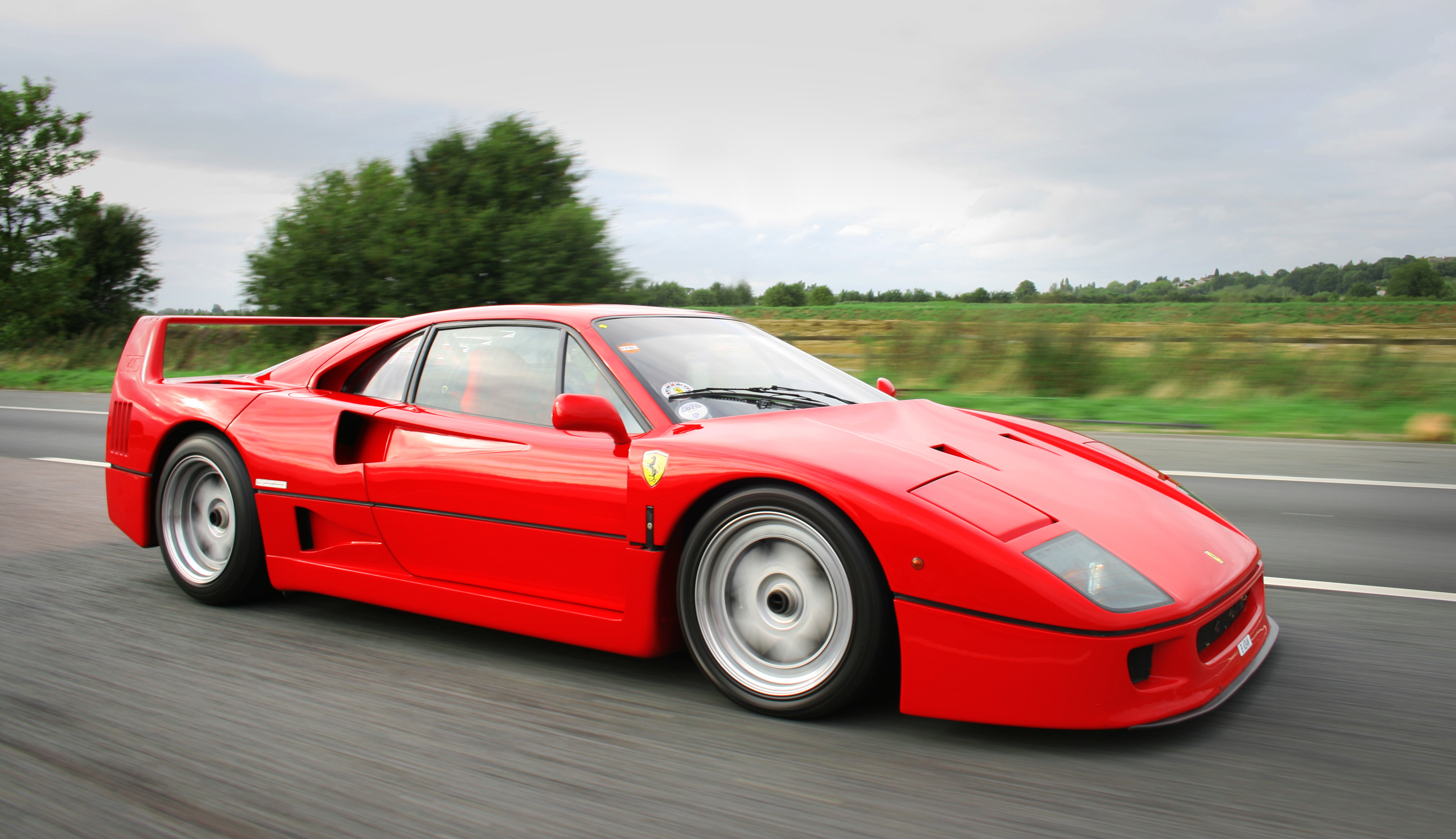
F40 （1987年-1992年）
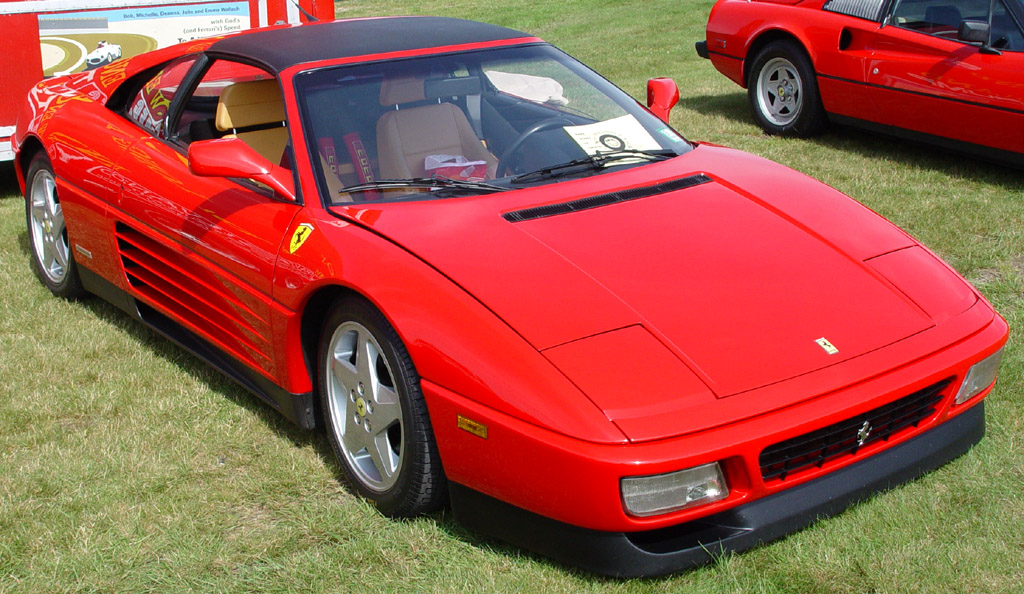
348ts （1989年-1994年）
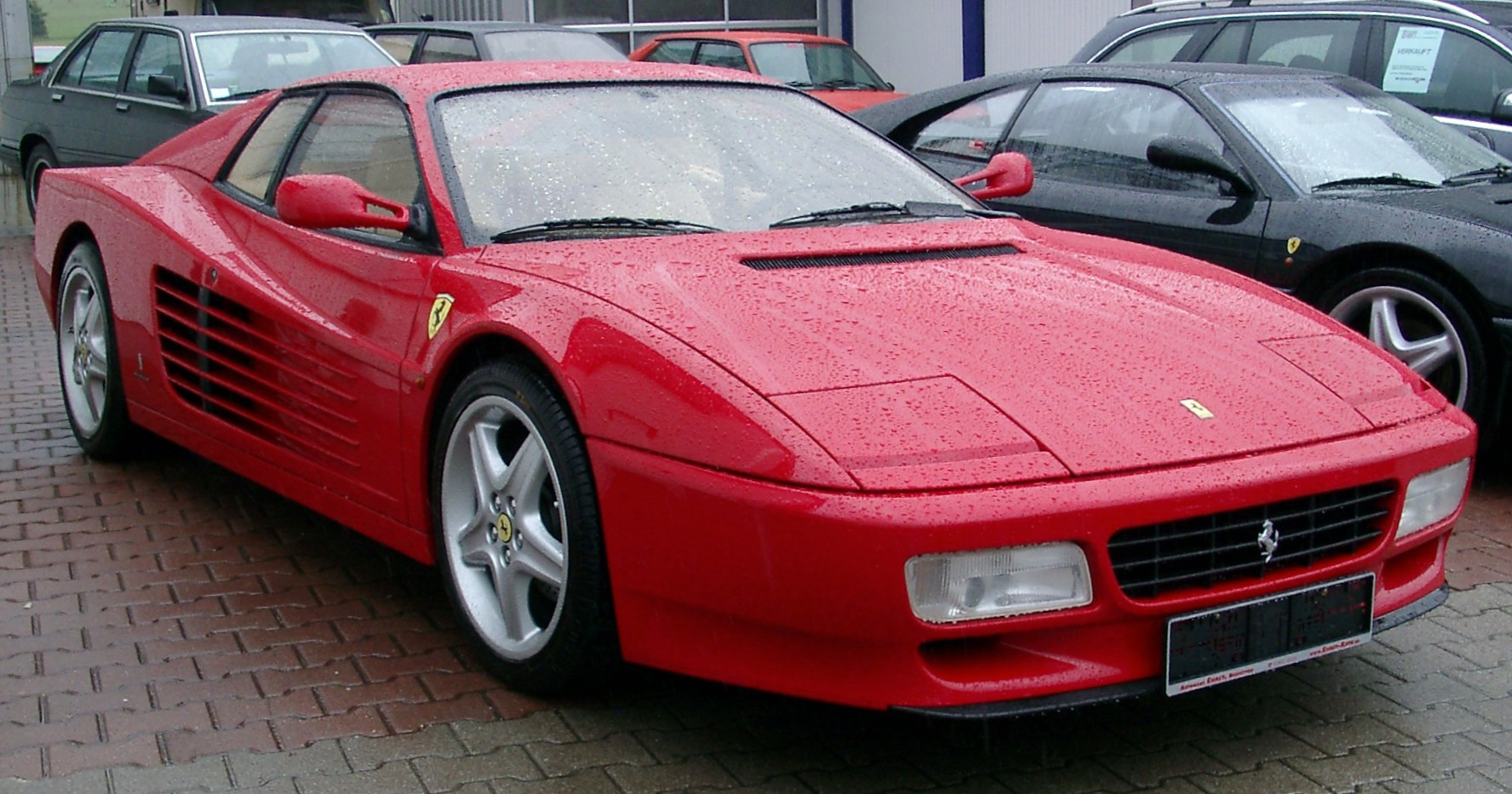
512TR （1991年-1994年）
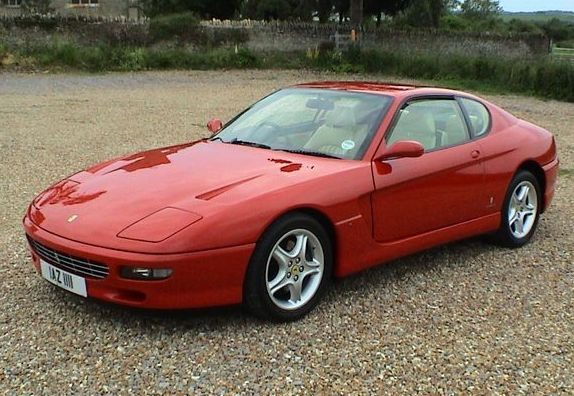
456GT （1992年-2003年）
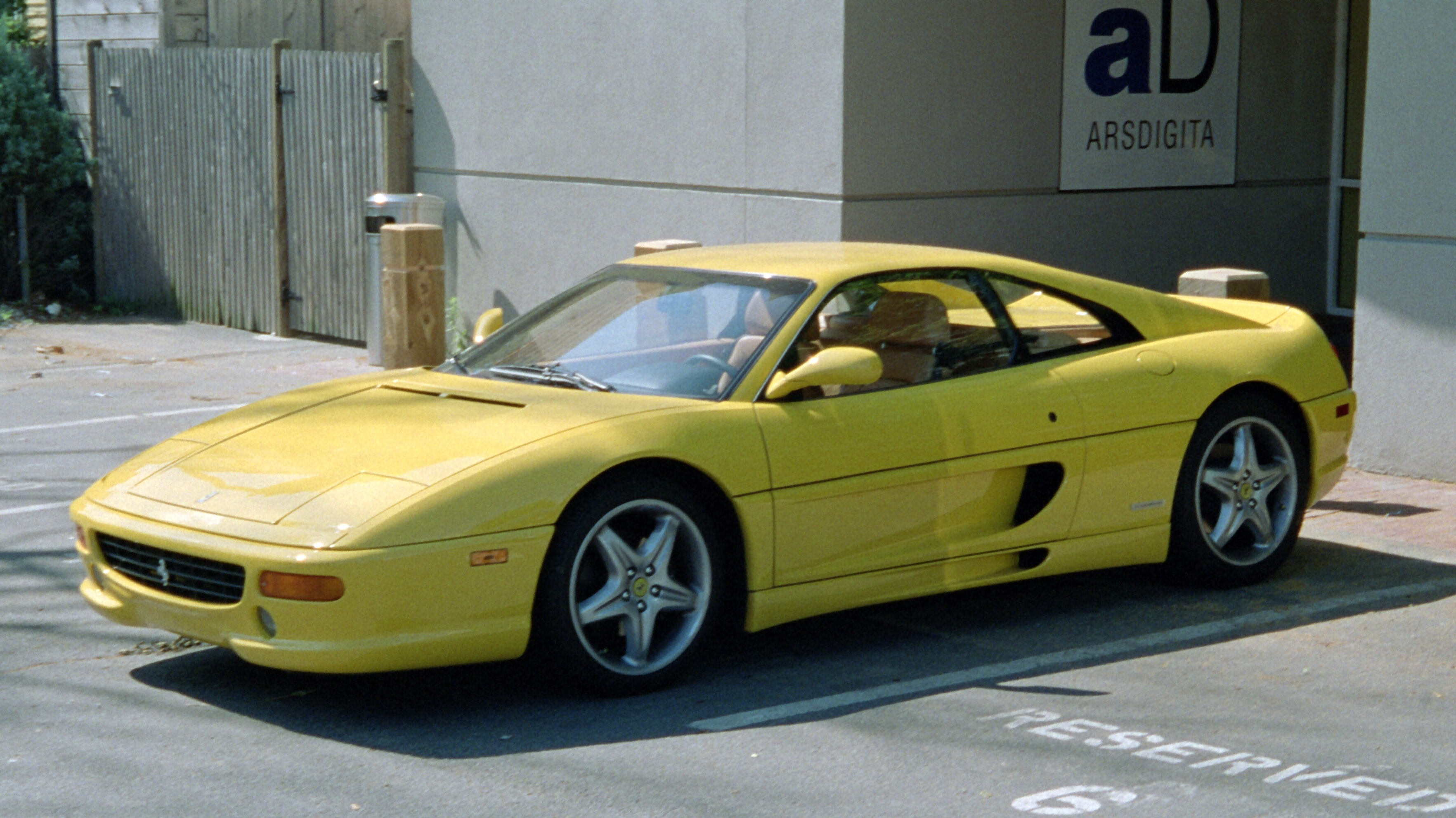
F355 （1994年-1999年）
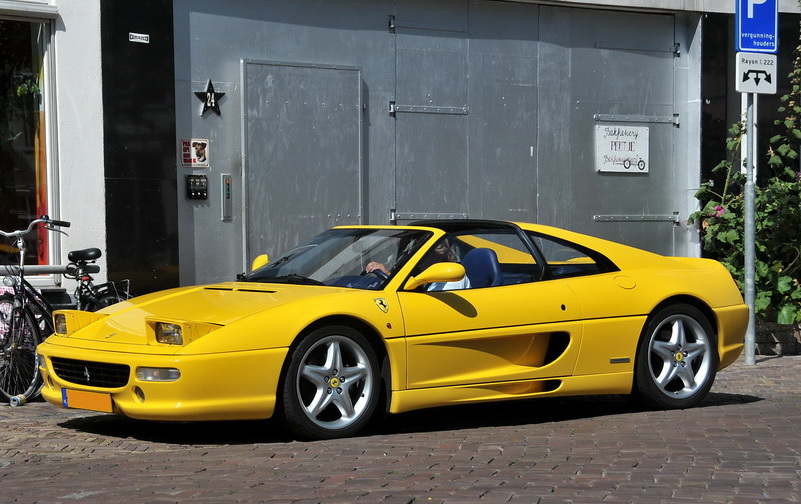
F355GTS （1994年-1999年）
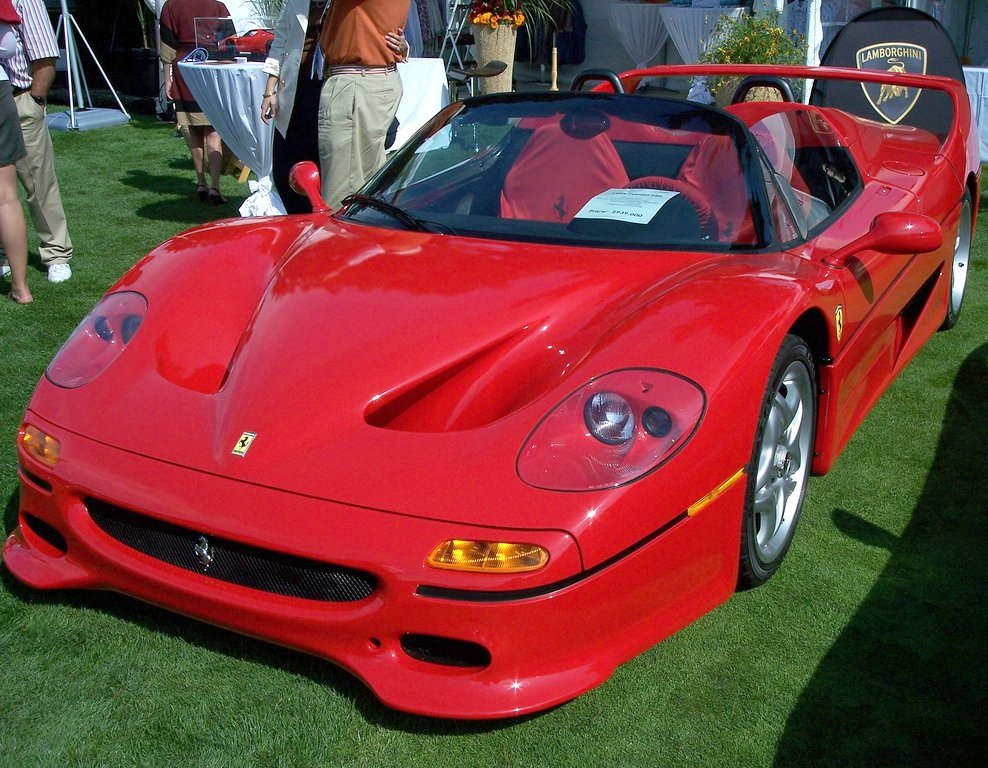
F50 （1995年-1997年）
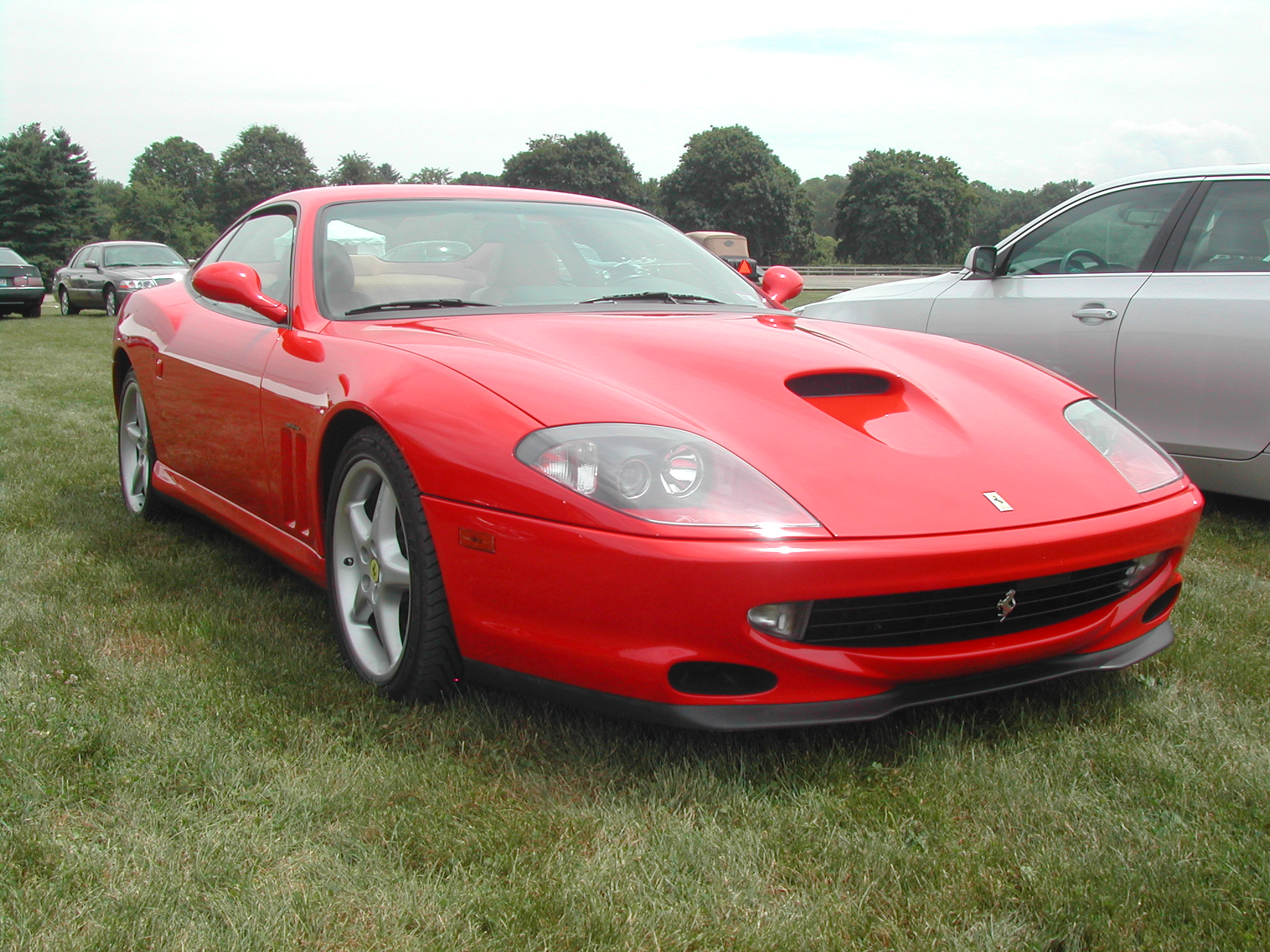
550マラネロ （1996年-2001年）
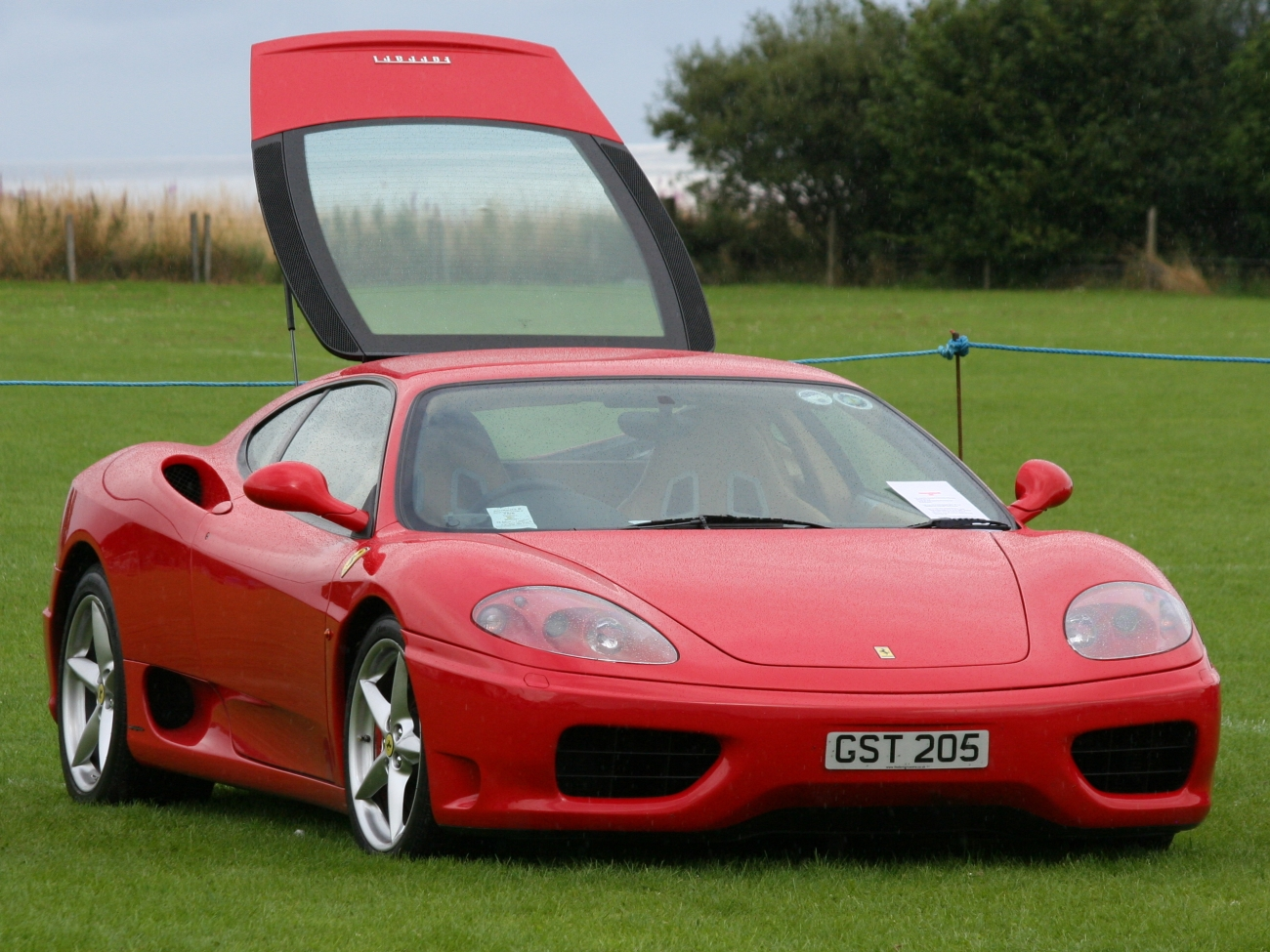
360モデナ （1999年-2004年）
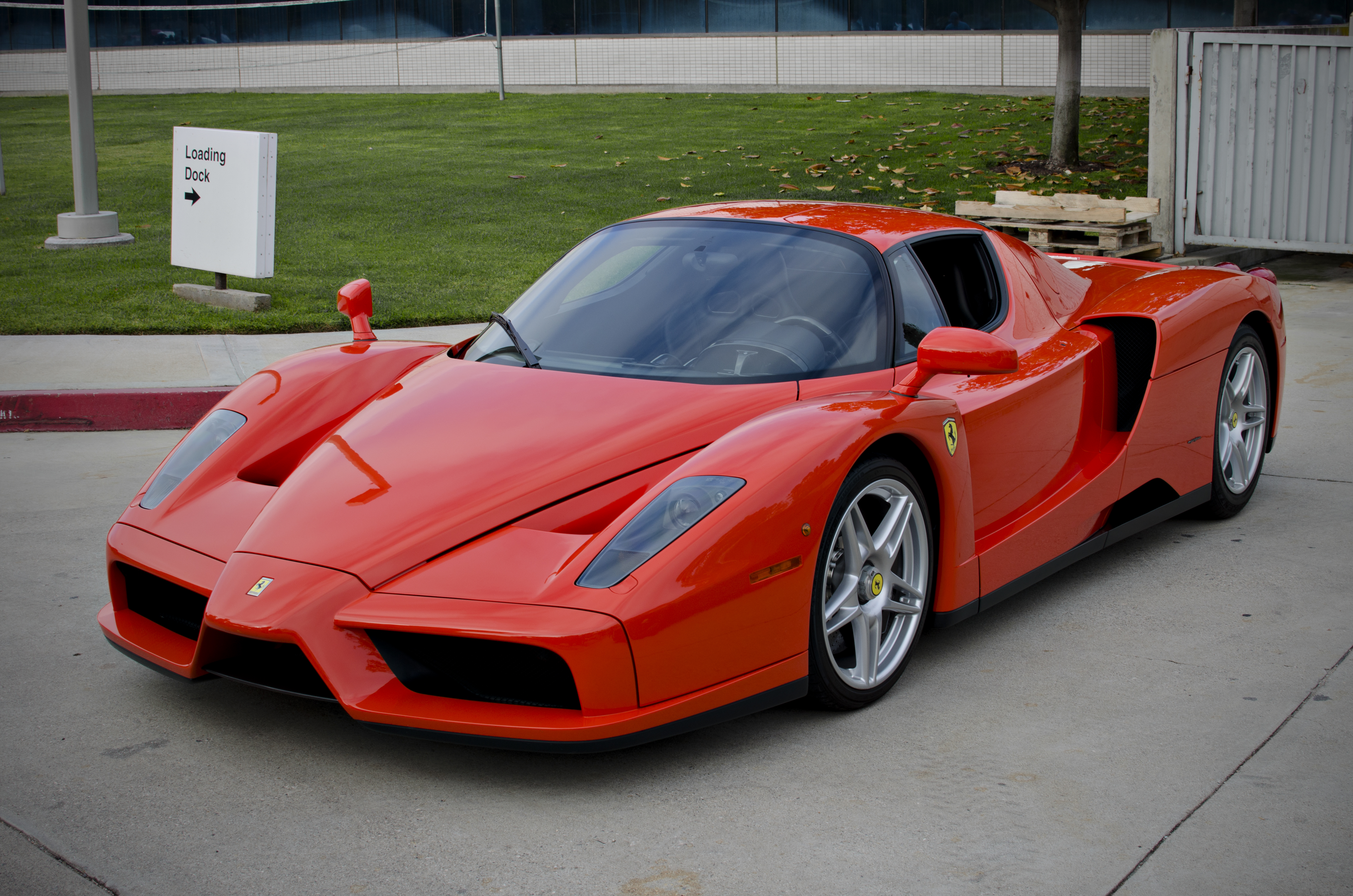
エンツォ （2002年-2005年）
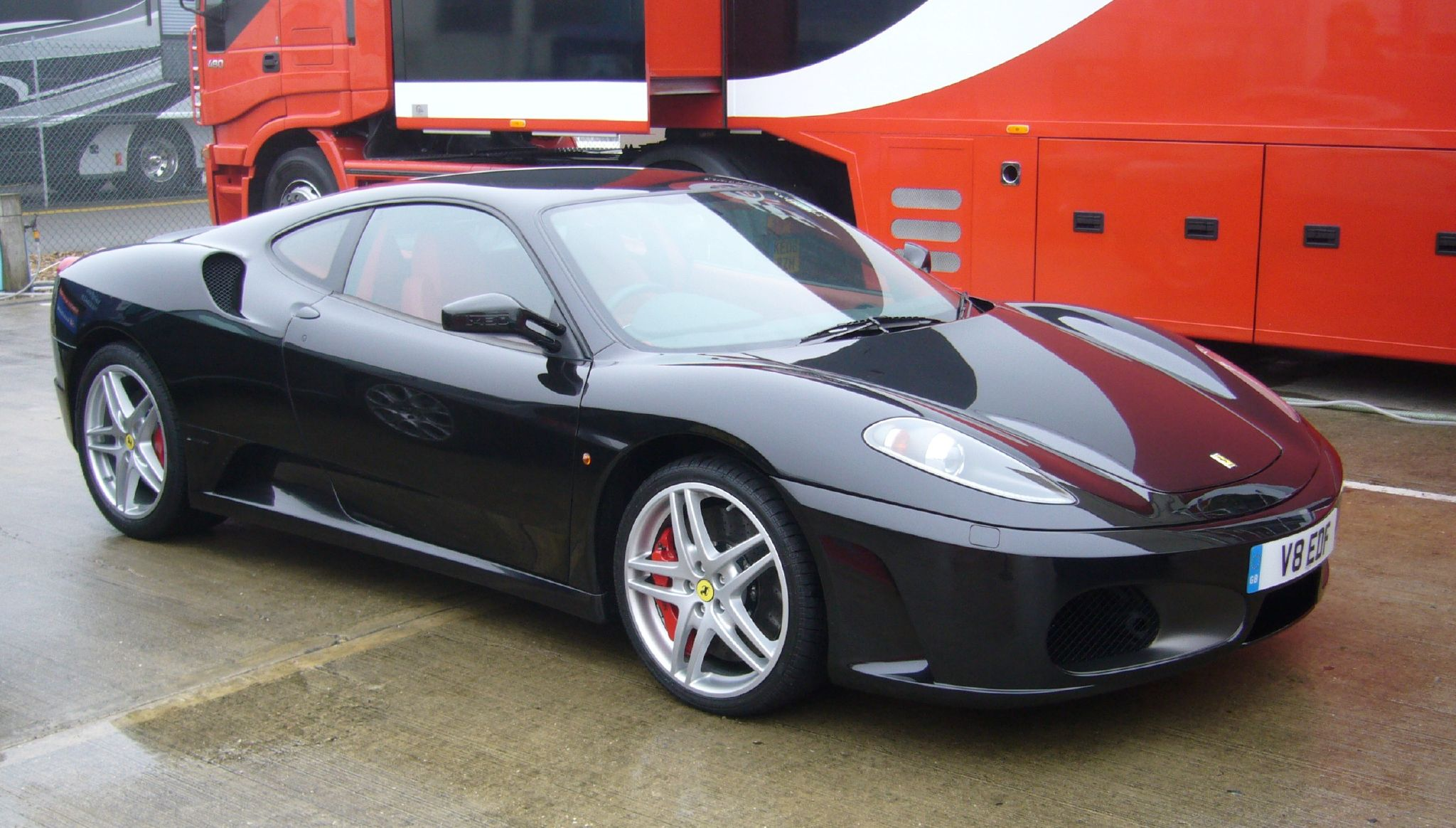
F430 （2004年-2009年）
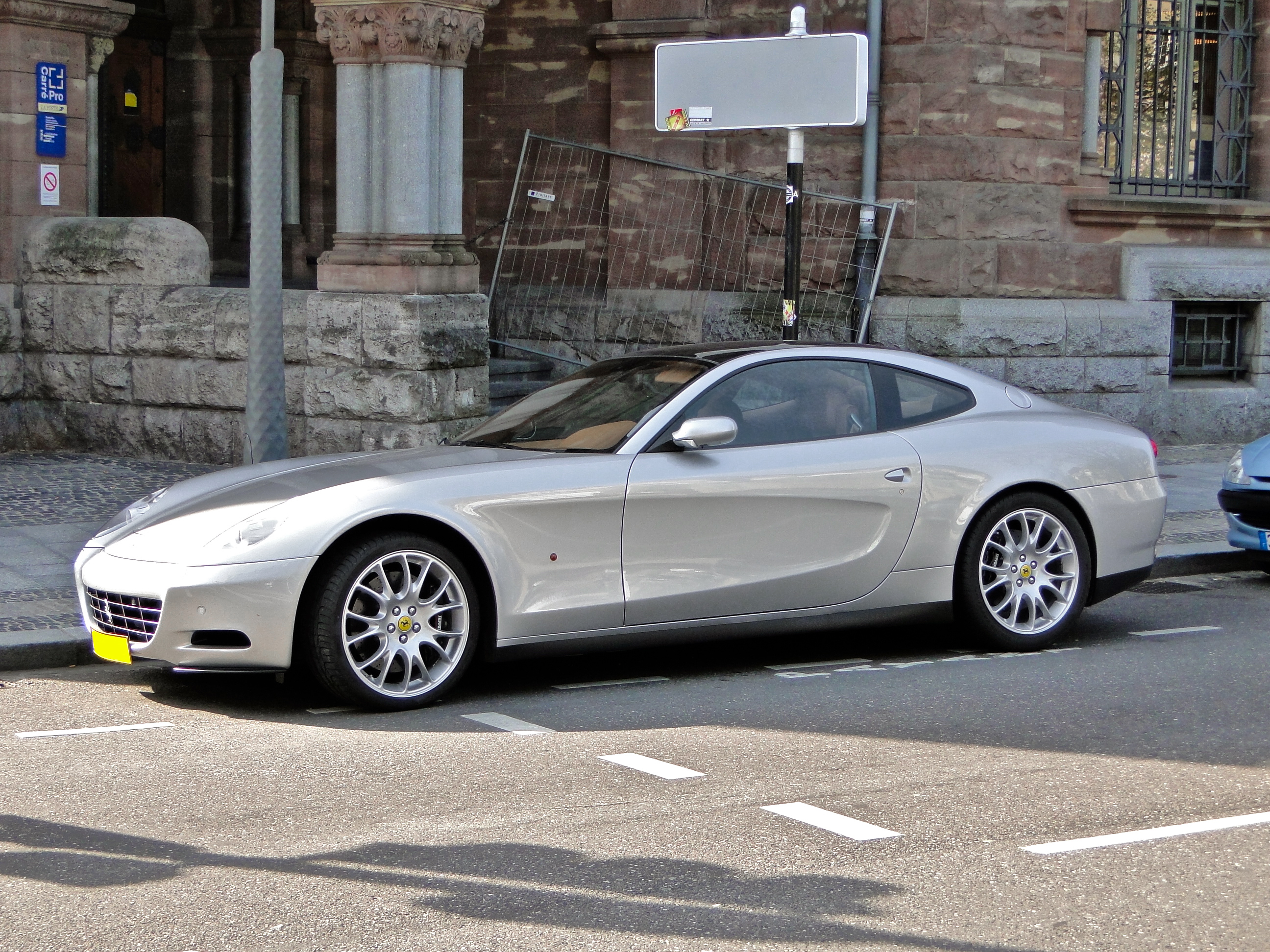
612スカリエッティ （2004年-2011年）
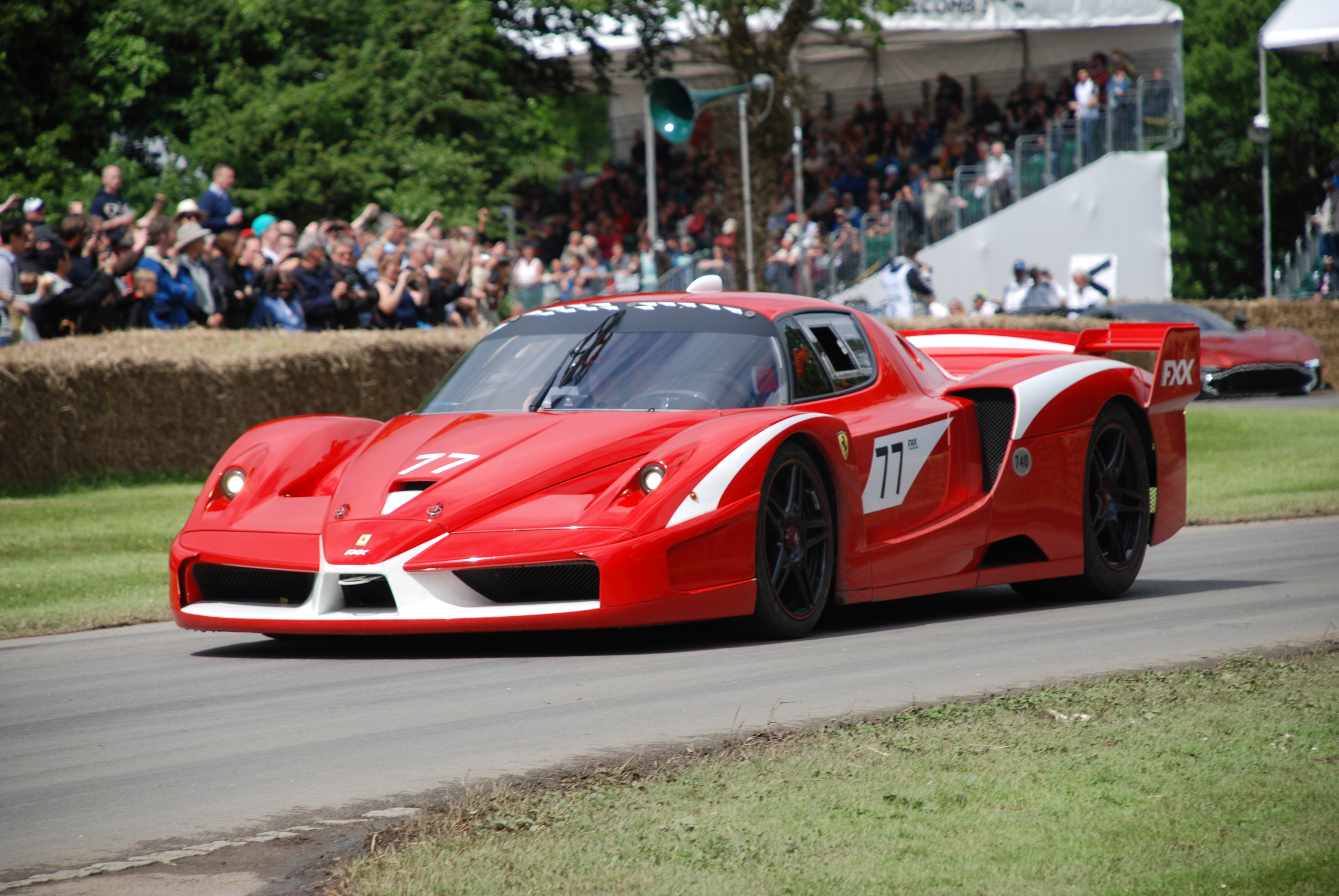
FXX （2005年-2007年）
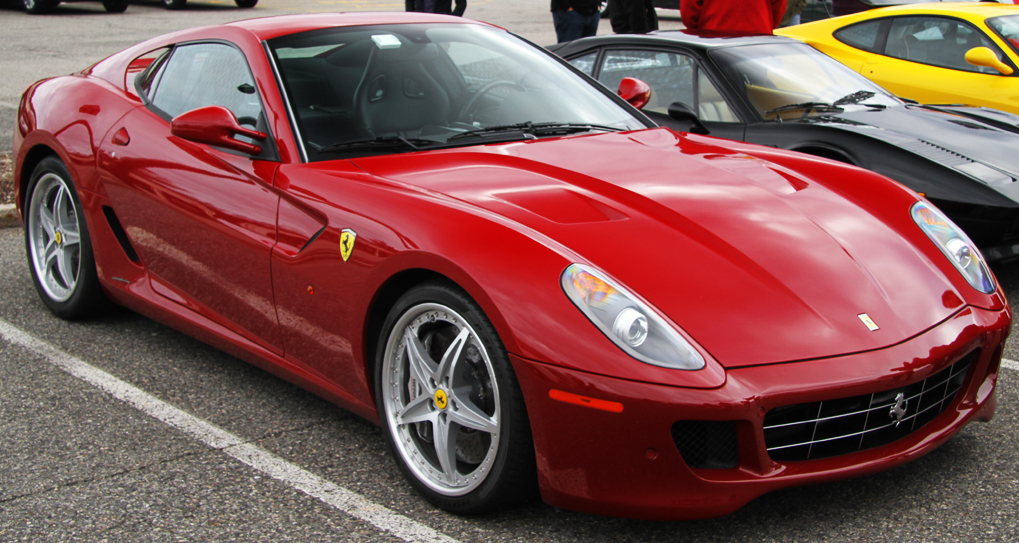
599 （2006年-2012年）
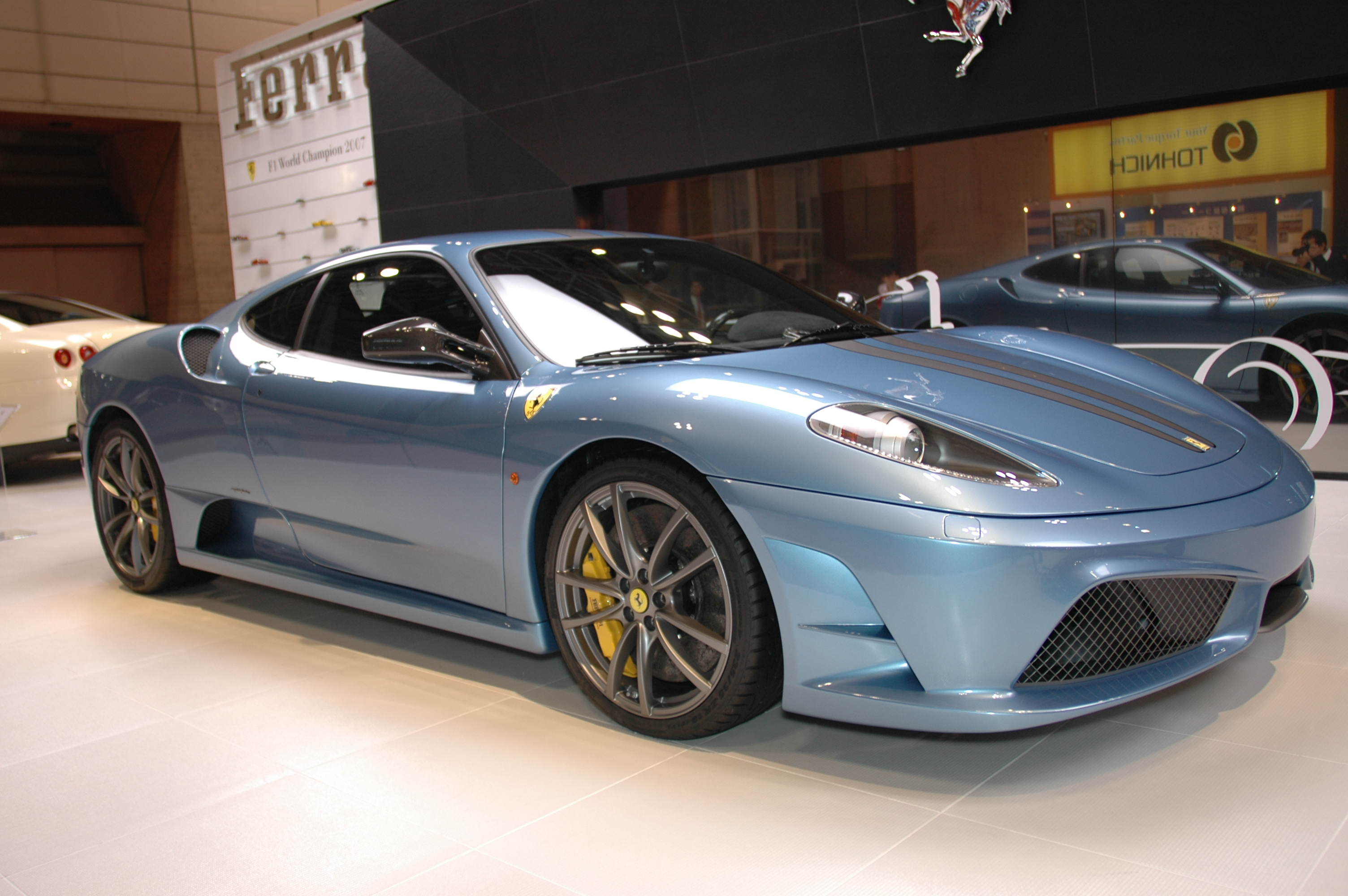
430スクーデリア （2007年-2013年）
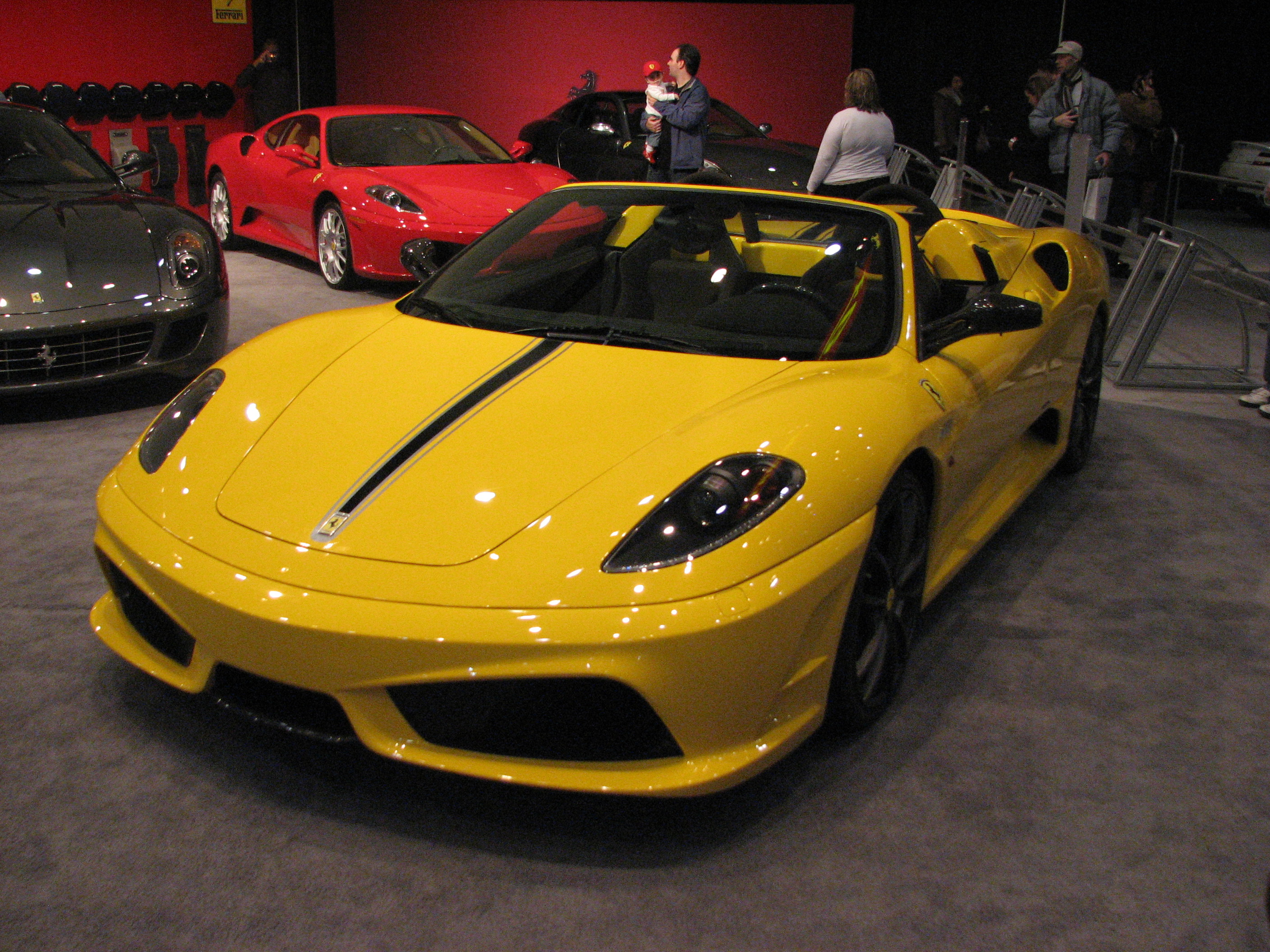
430スクーデリアスパイダー 16M （2008年-2014年）
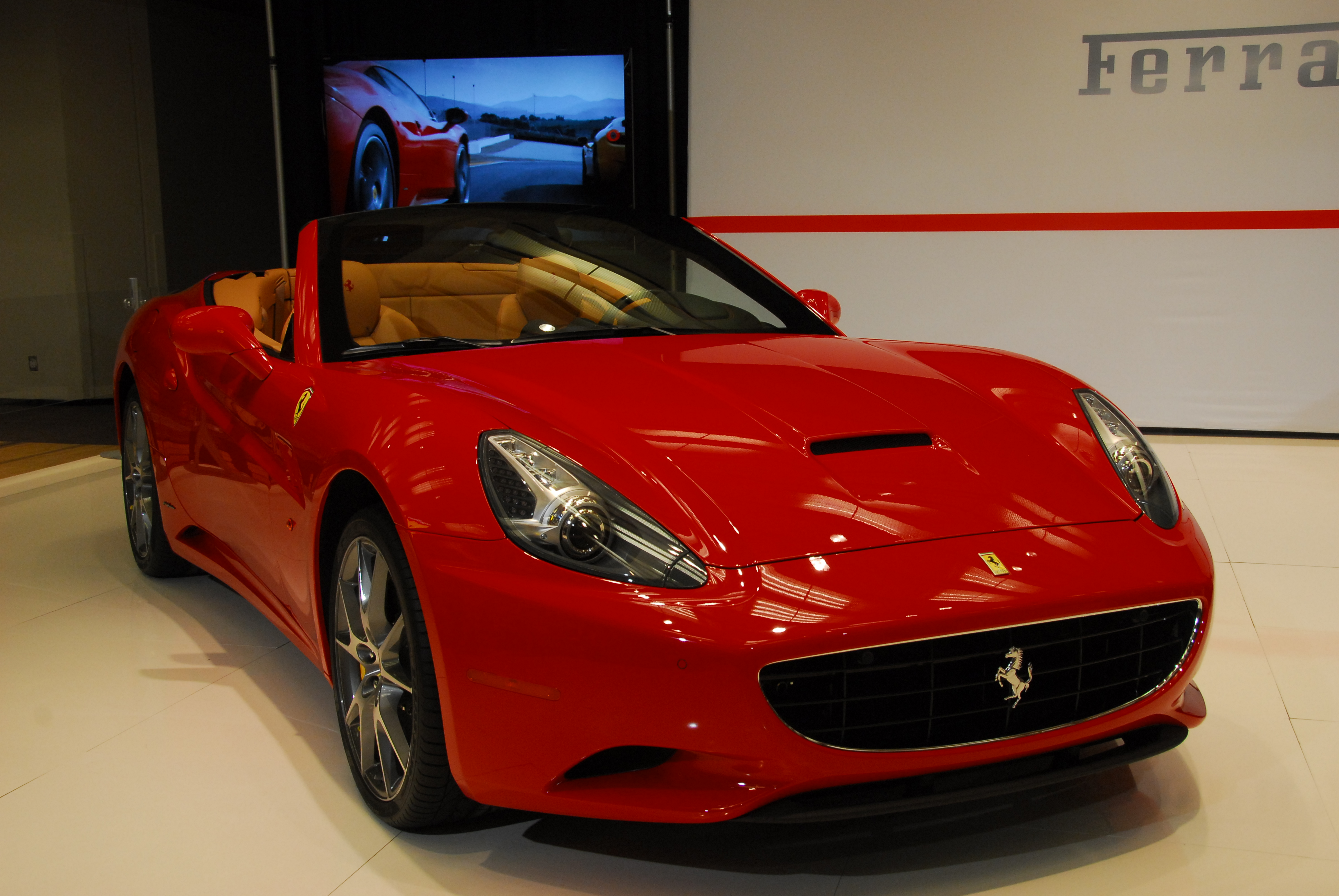
カリフォルニア （2008年-2013年）
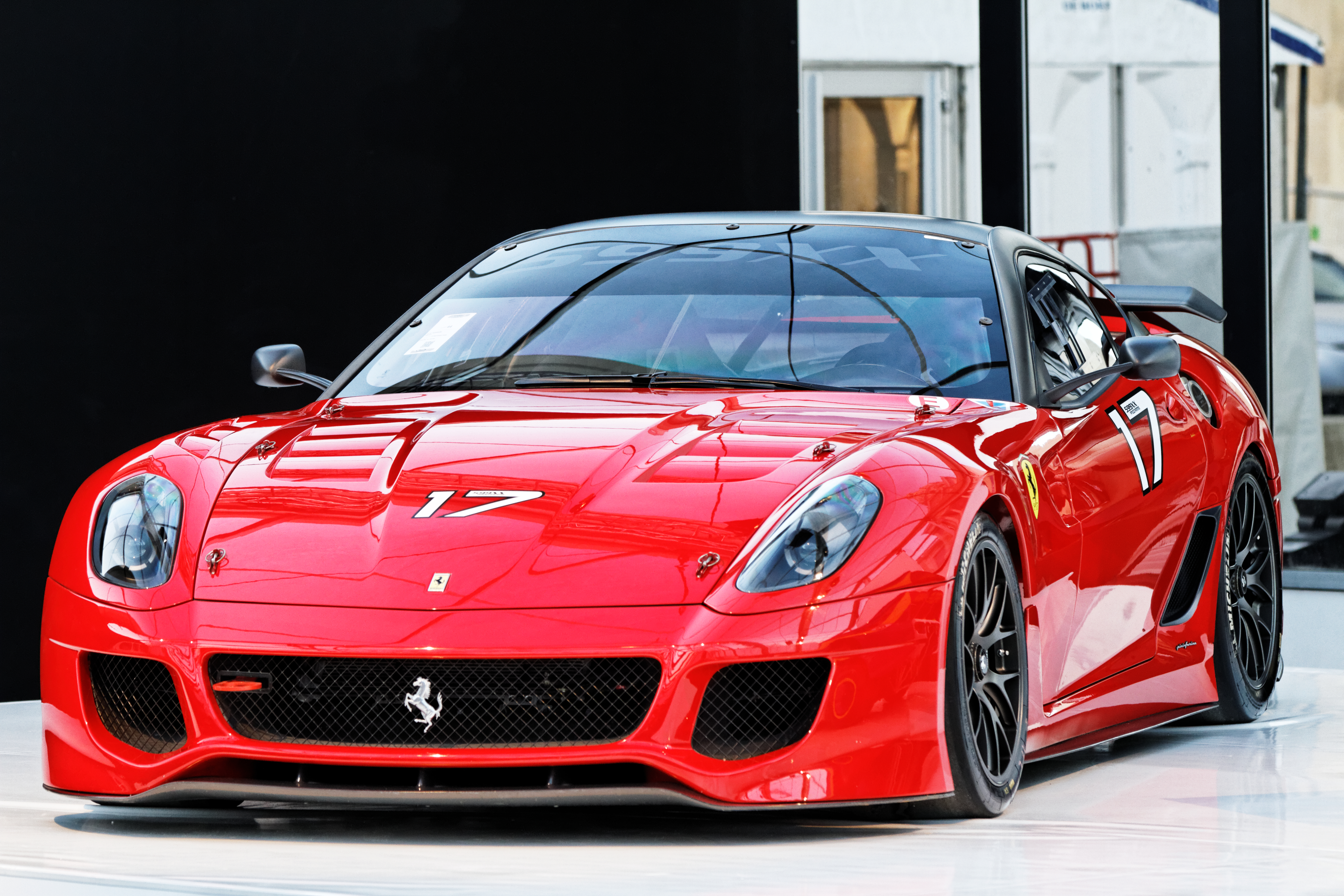
599XX （2009年-2013年）
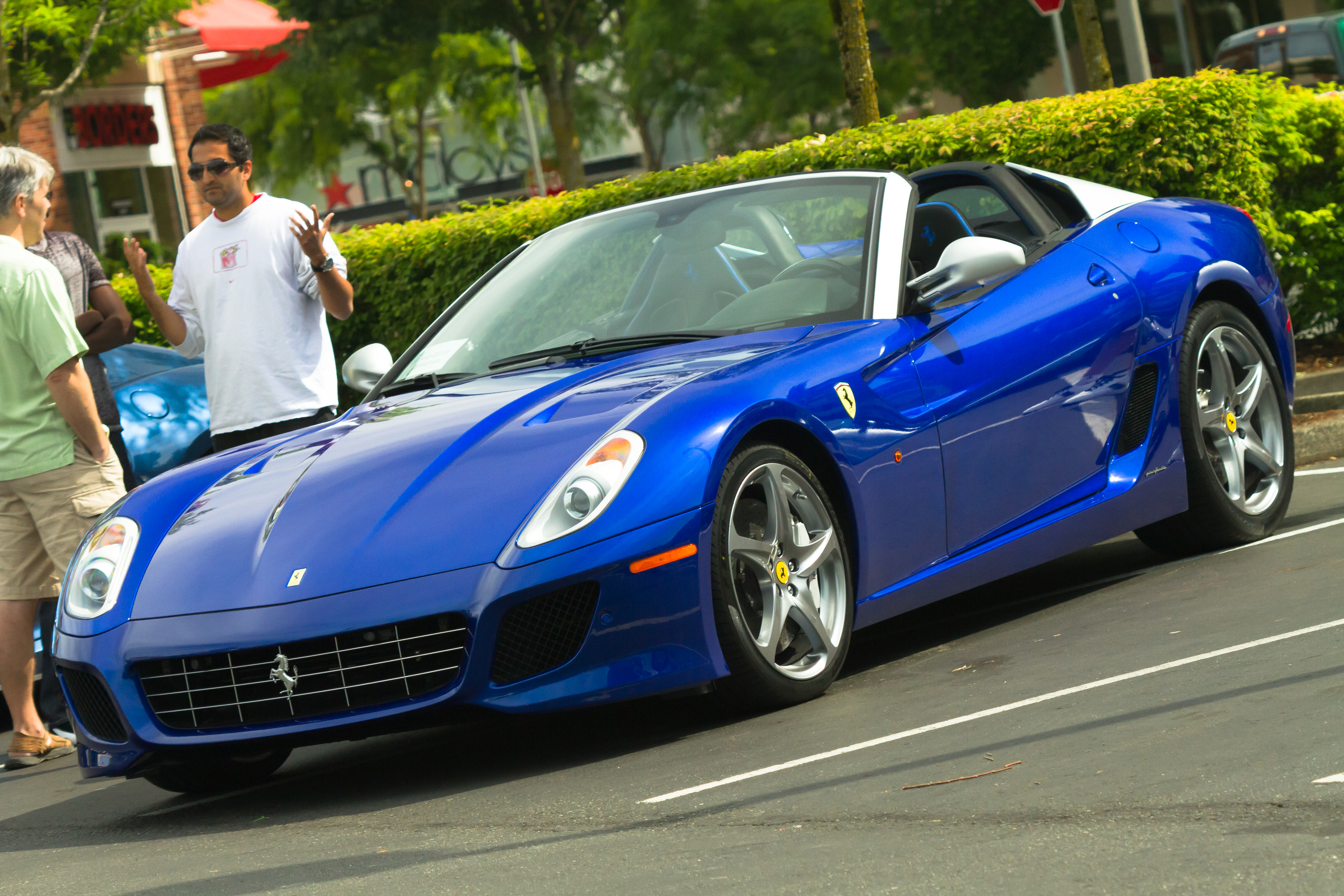
SA アペルタ （2010年-2011年）
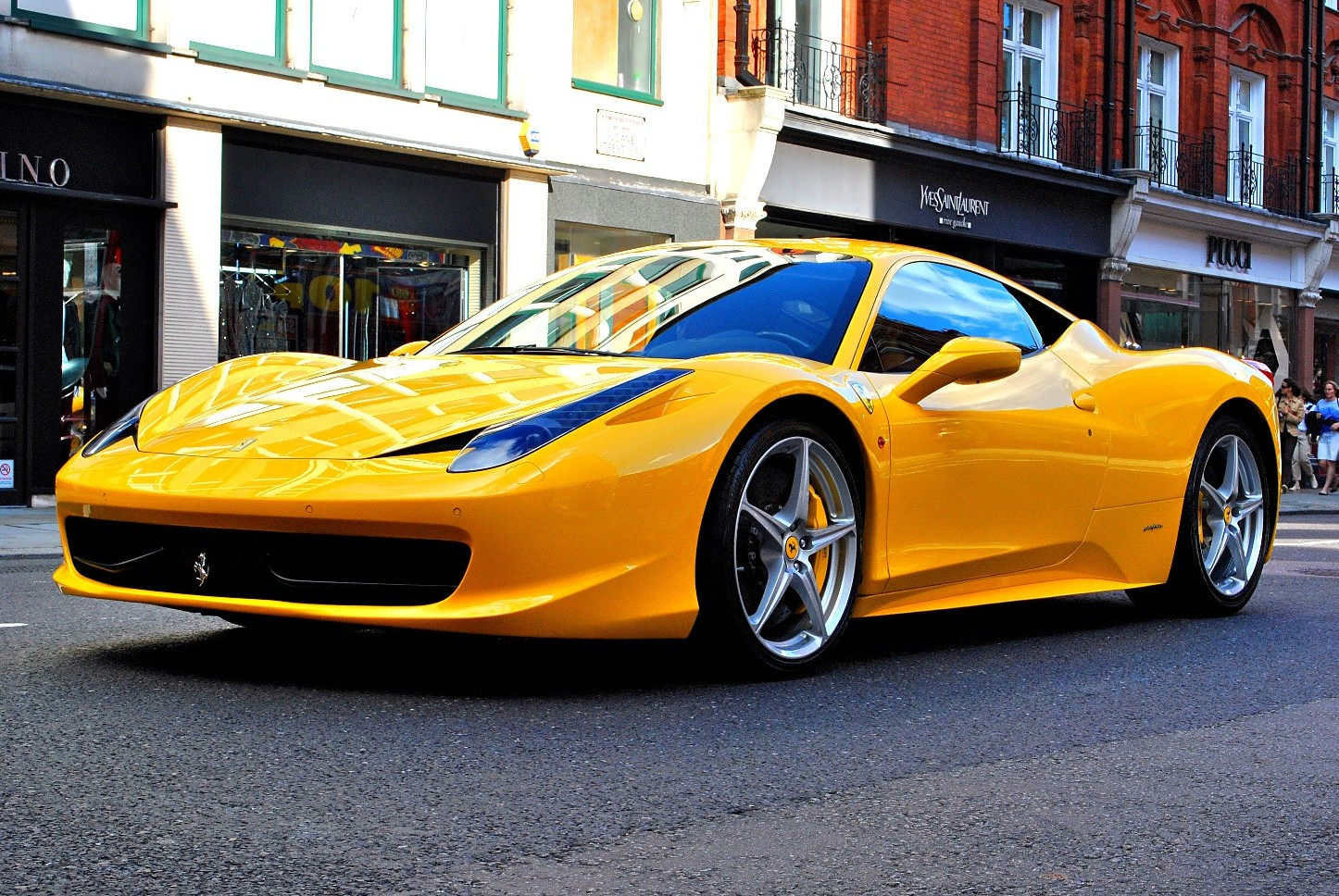
458イタリア （2009年-2015年）
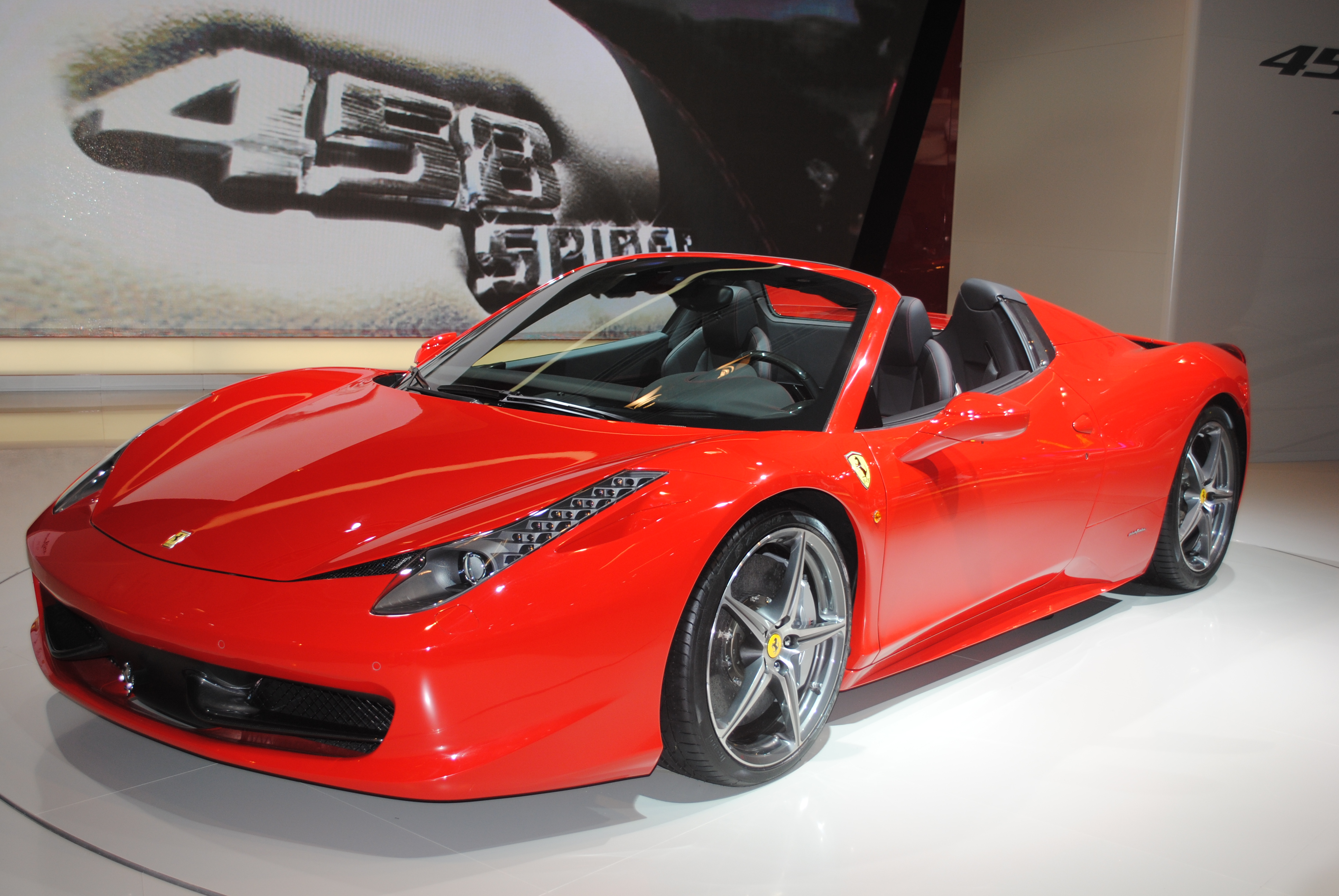
458スパイダー （2011年-2016年）
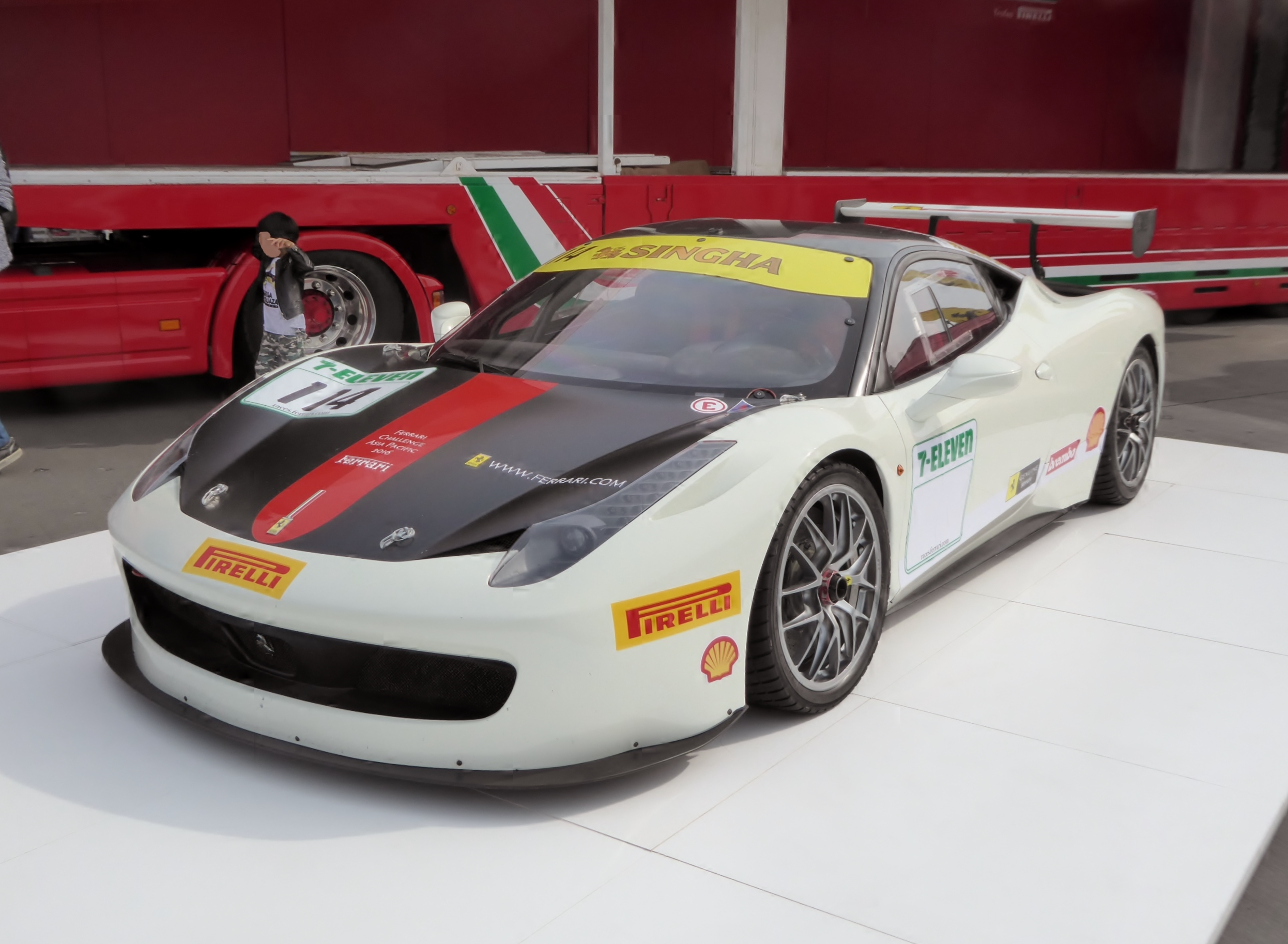
458チャレンジ （2011年-）
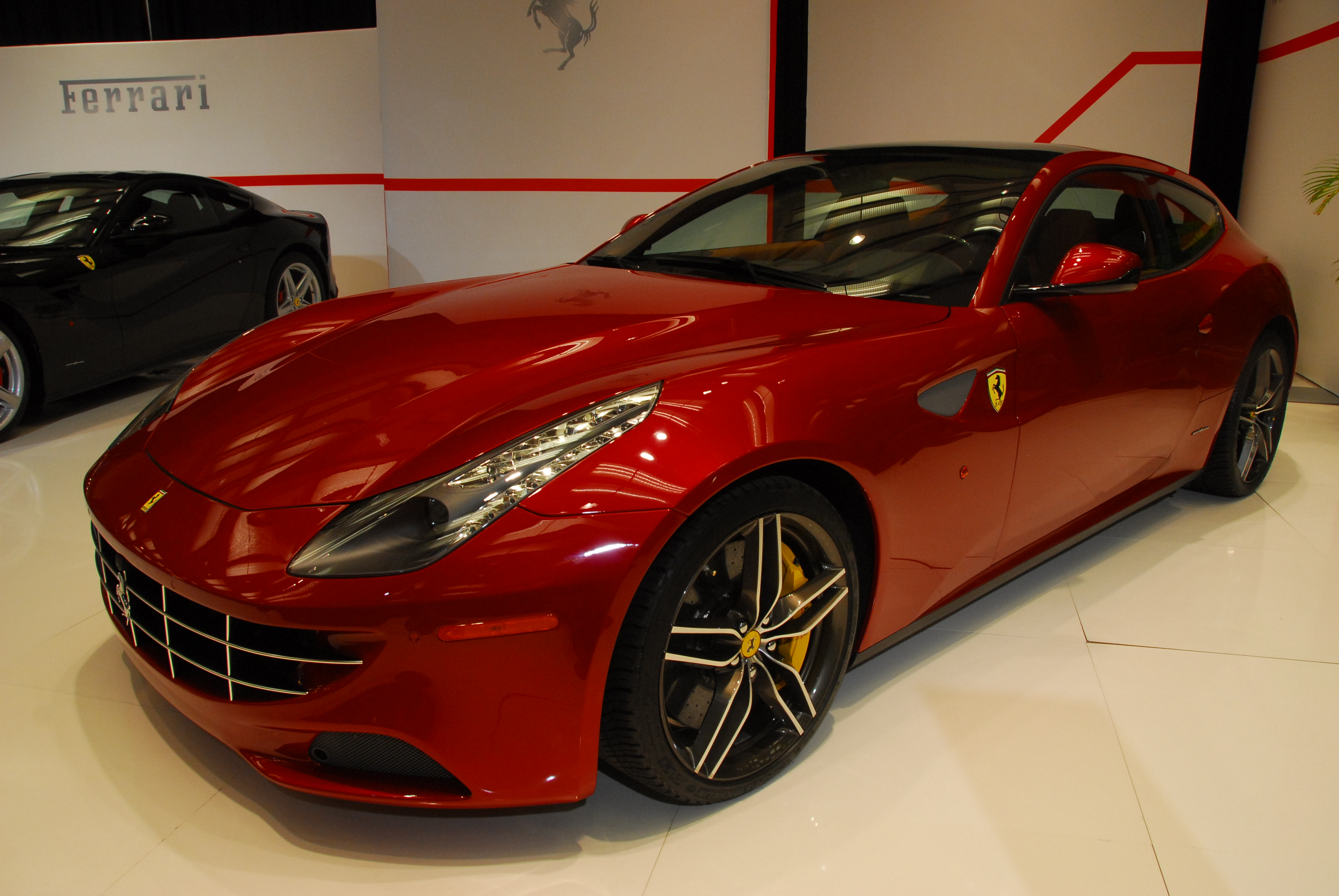
FF （2011年-2016年）
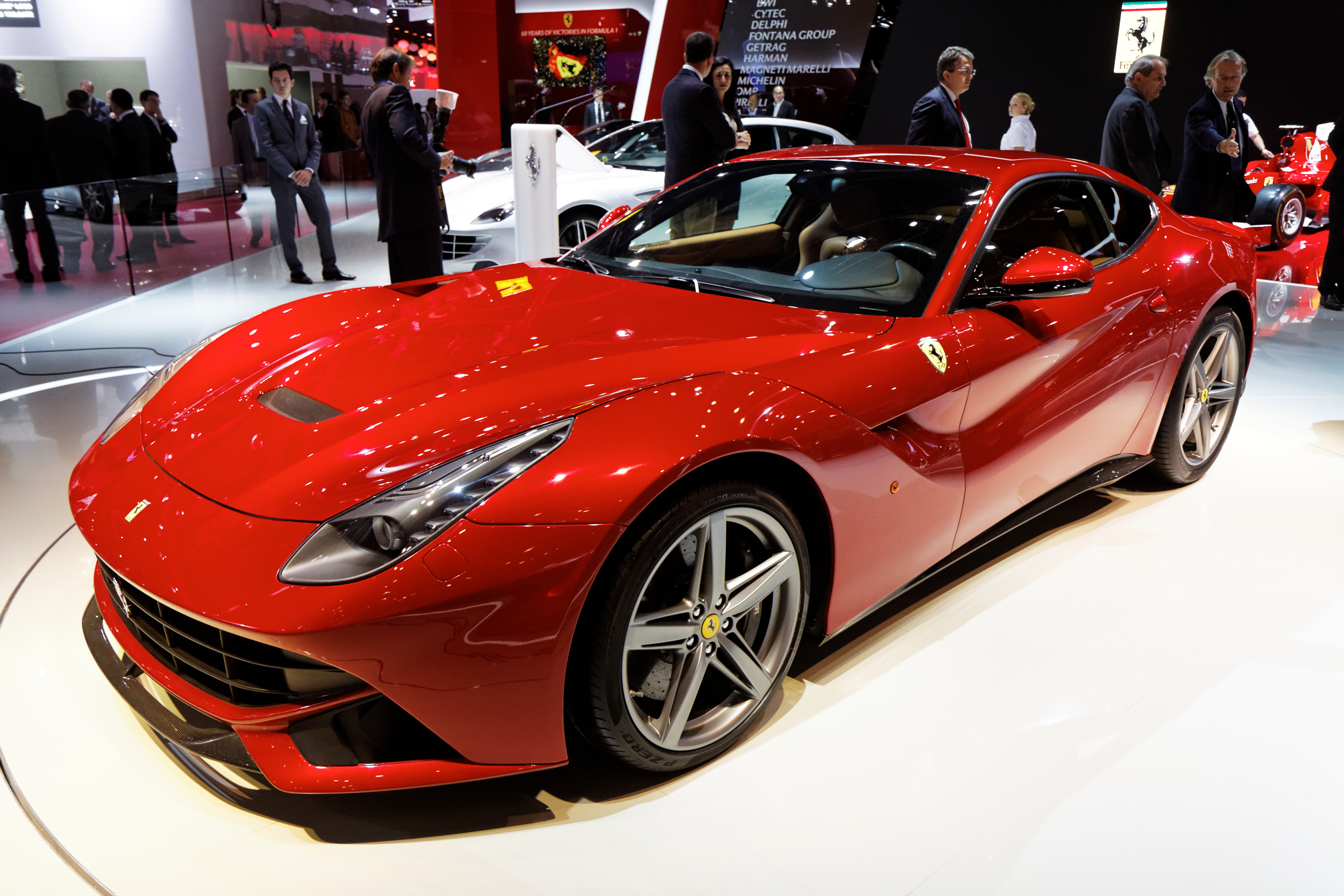
F12ベルリネッタ （2012年-2017年）
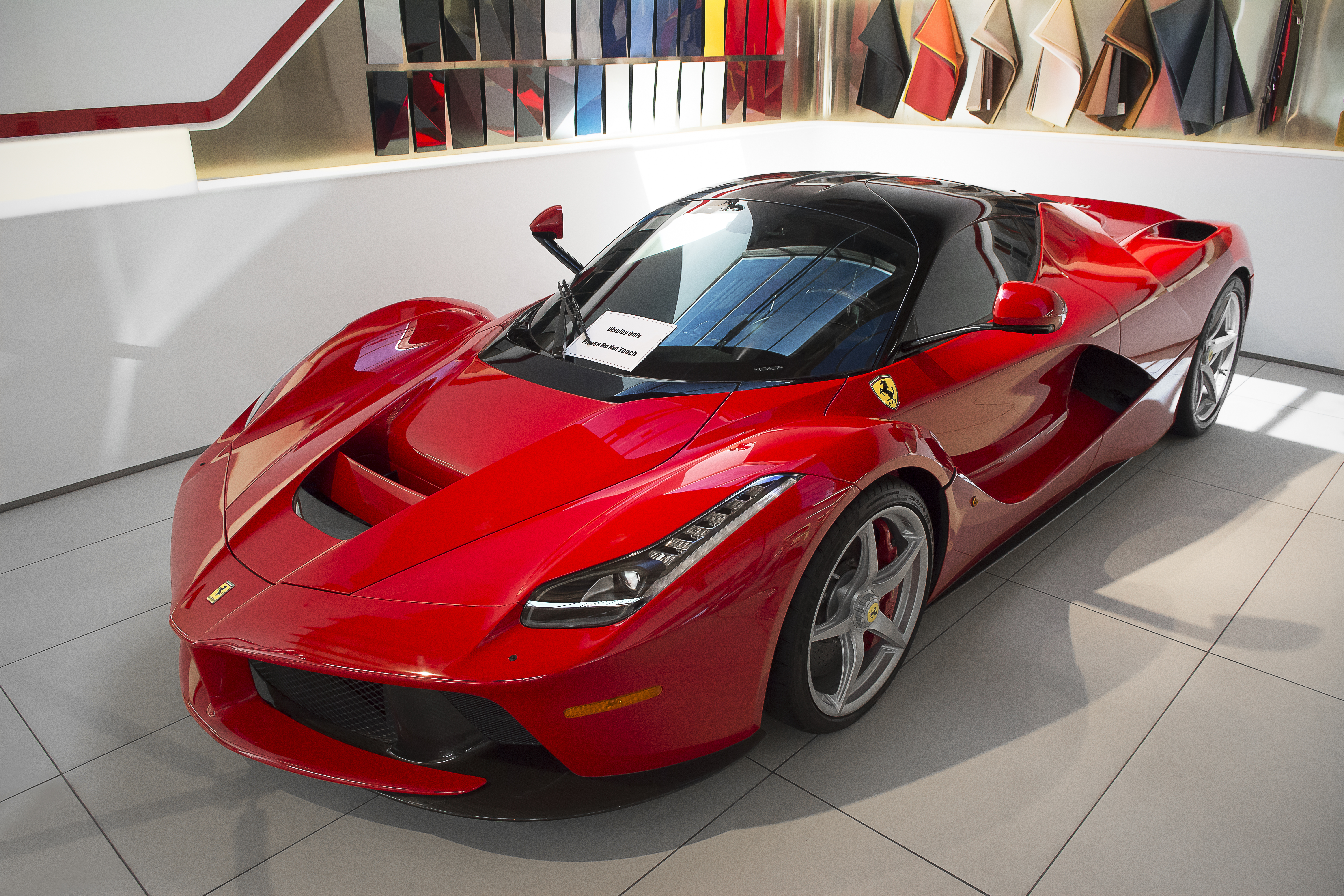
ラ フェラーリ （2013年-2016年）
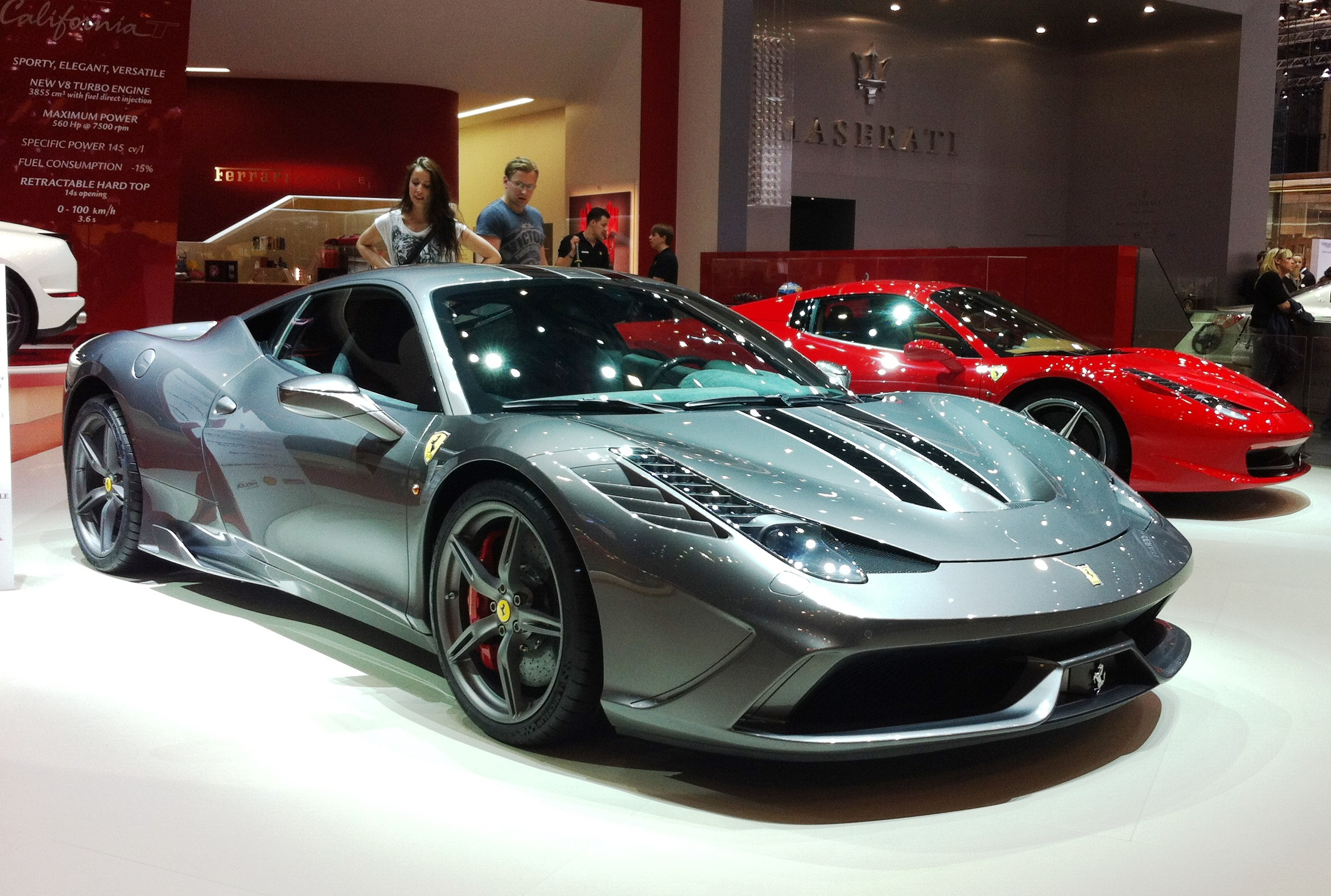
458スペチアーレ （2013年-2016年）
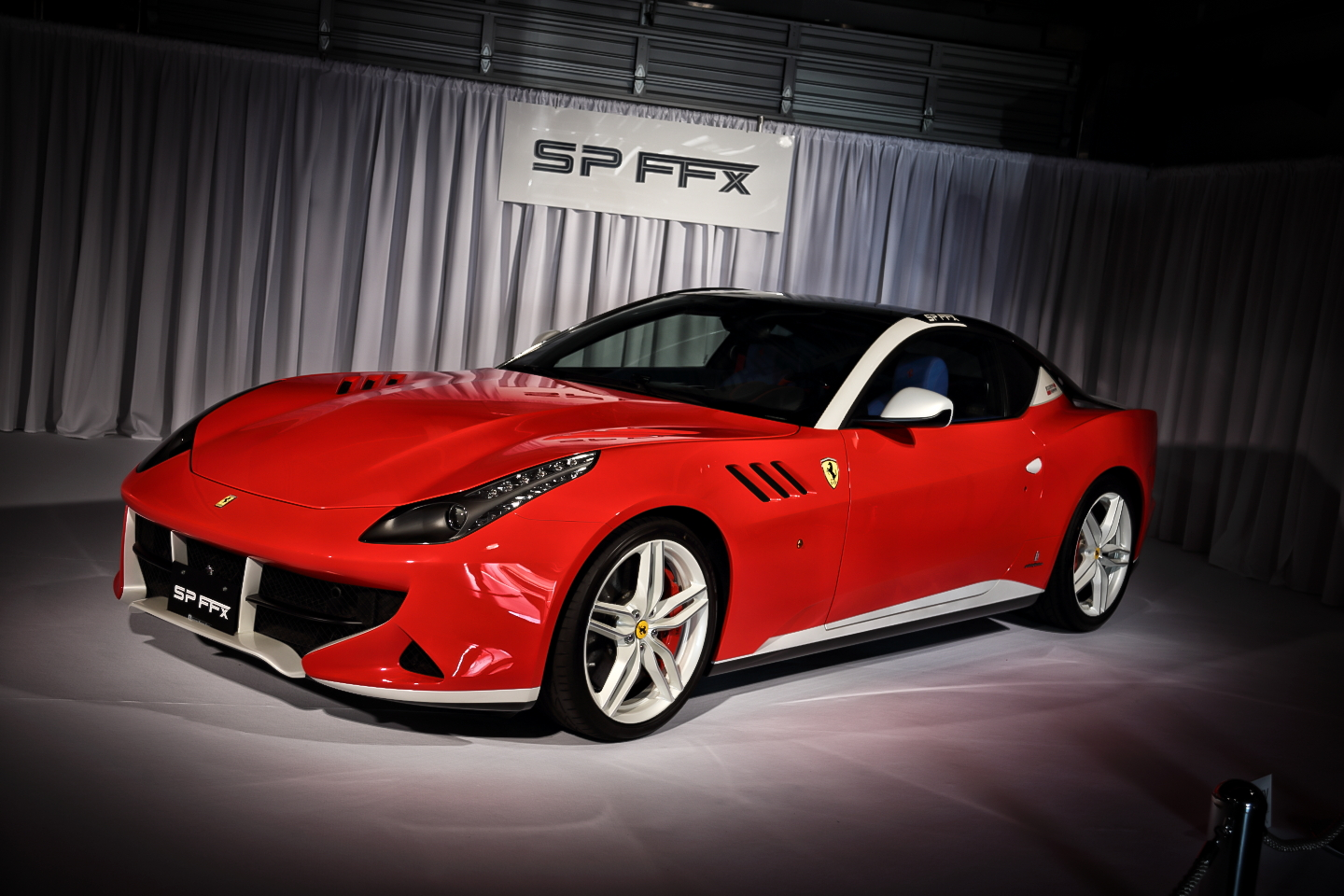
SP FFX （2014年）
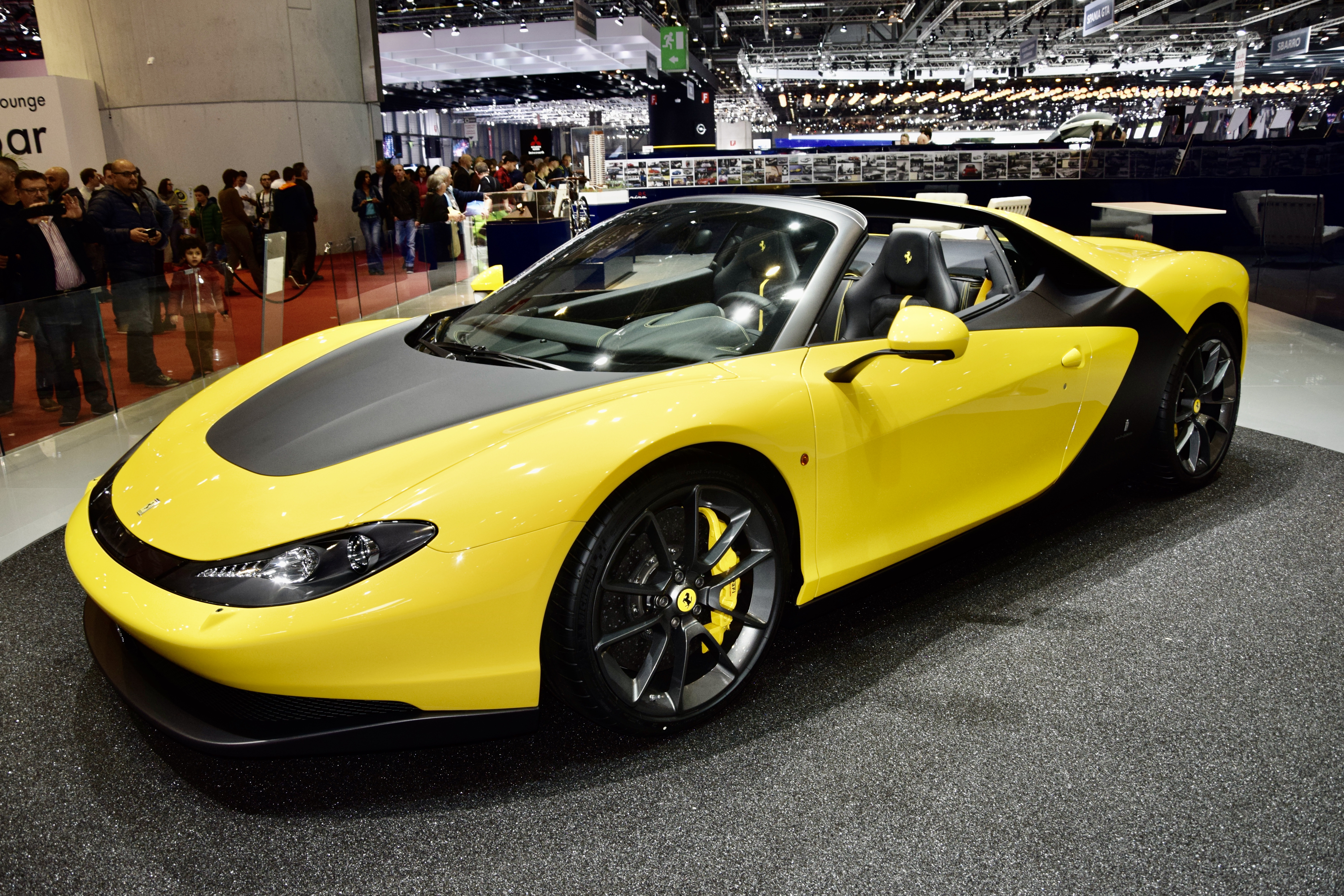
セルジオ （2014年）
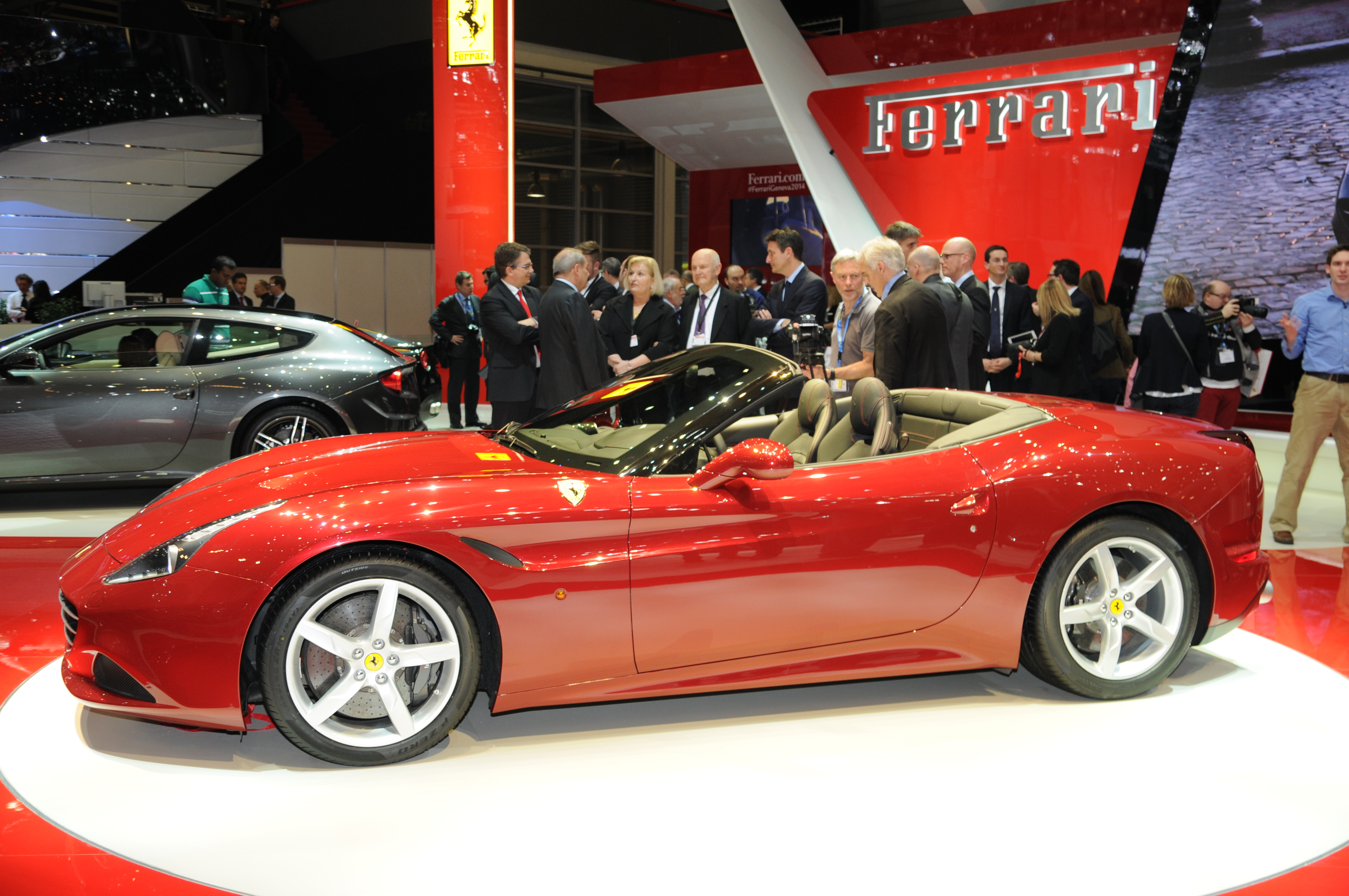
カリフォルニアT （2014年-2017年）
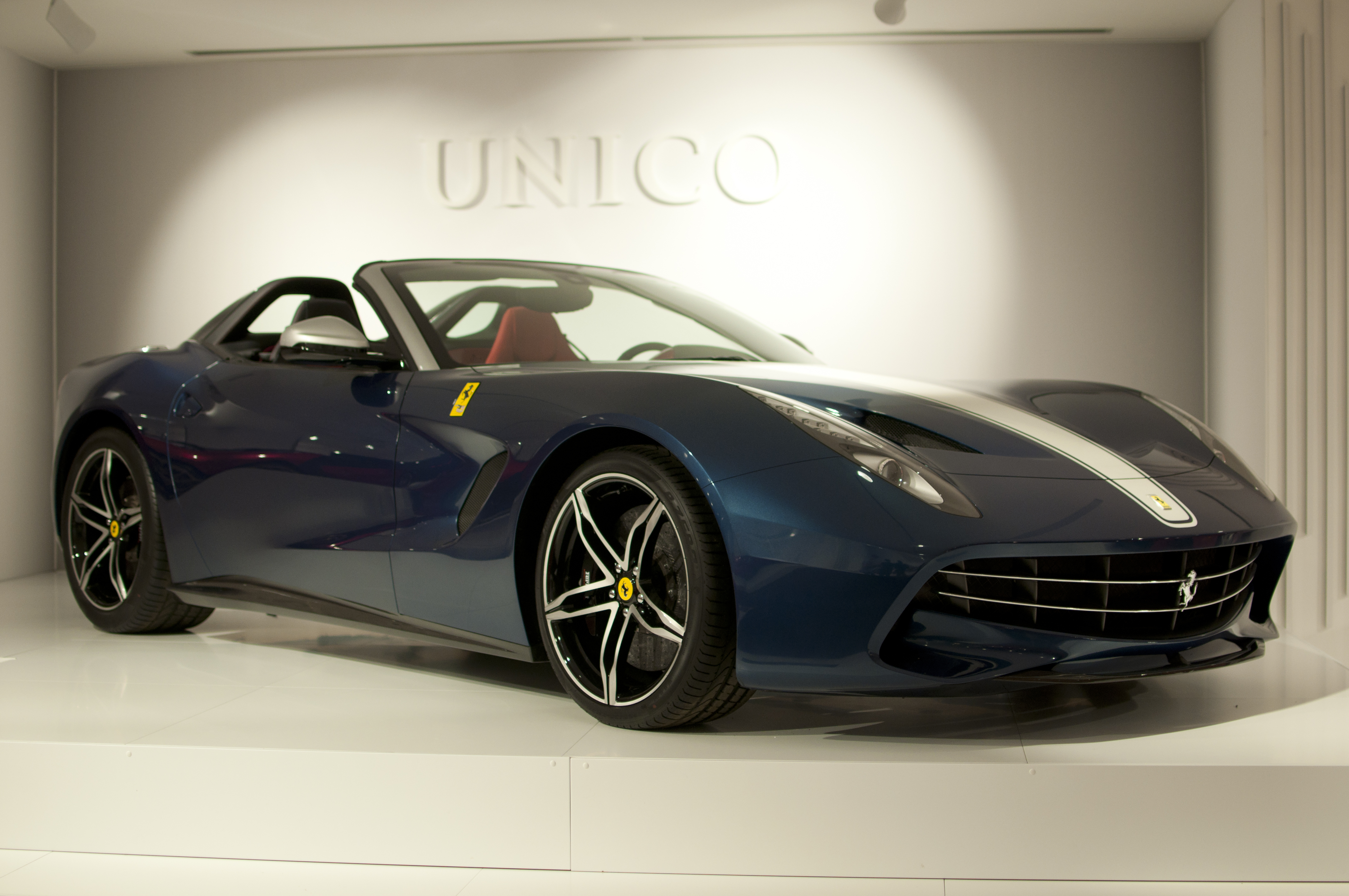
F60 アメリカ （2015年）
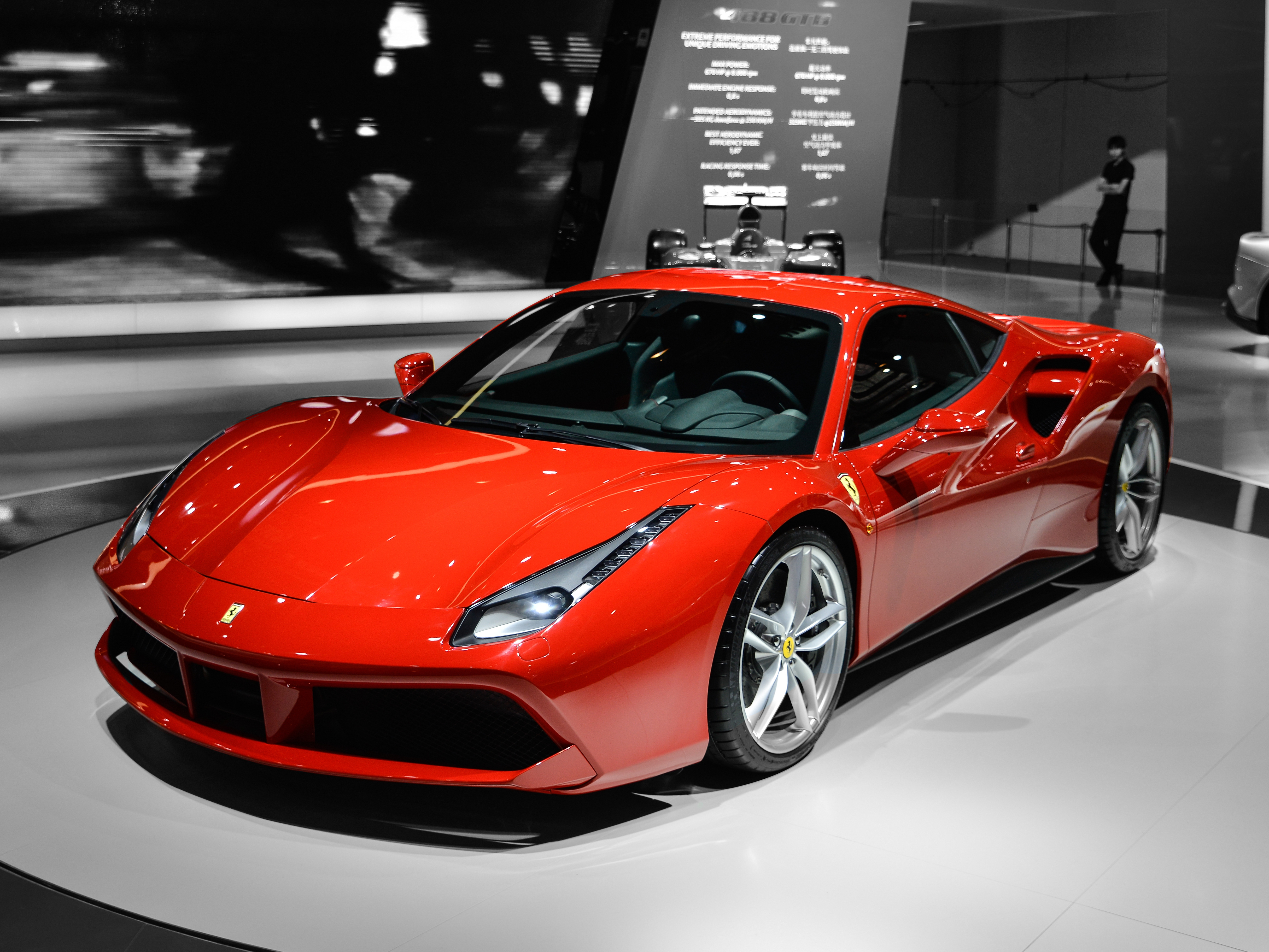
488GTB （2015年-2019年）
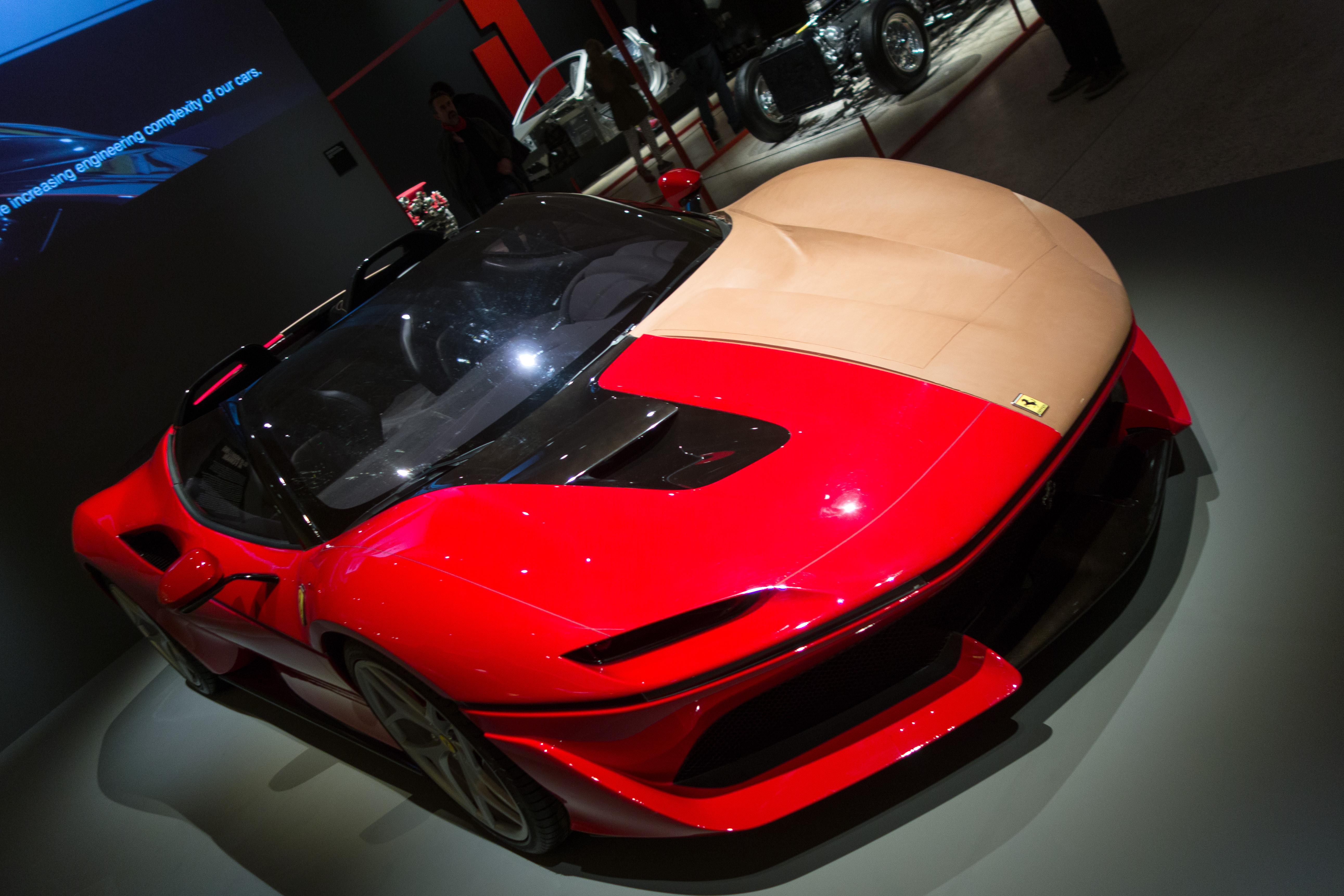
J50 （2016年）
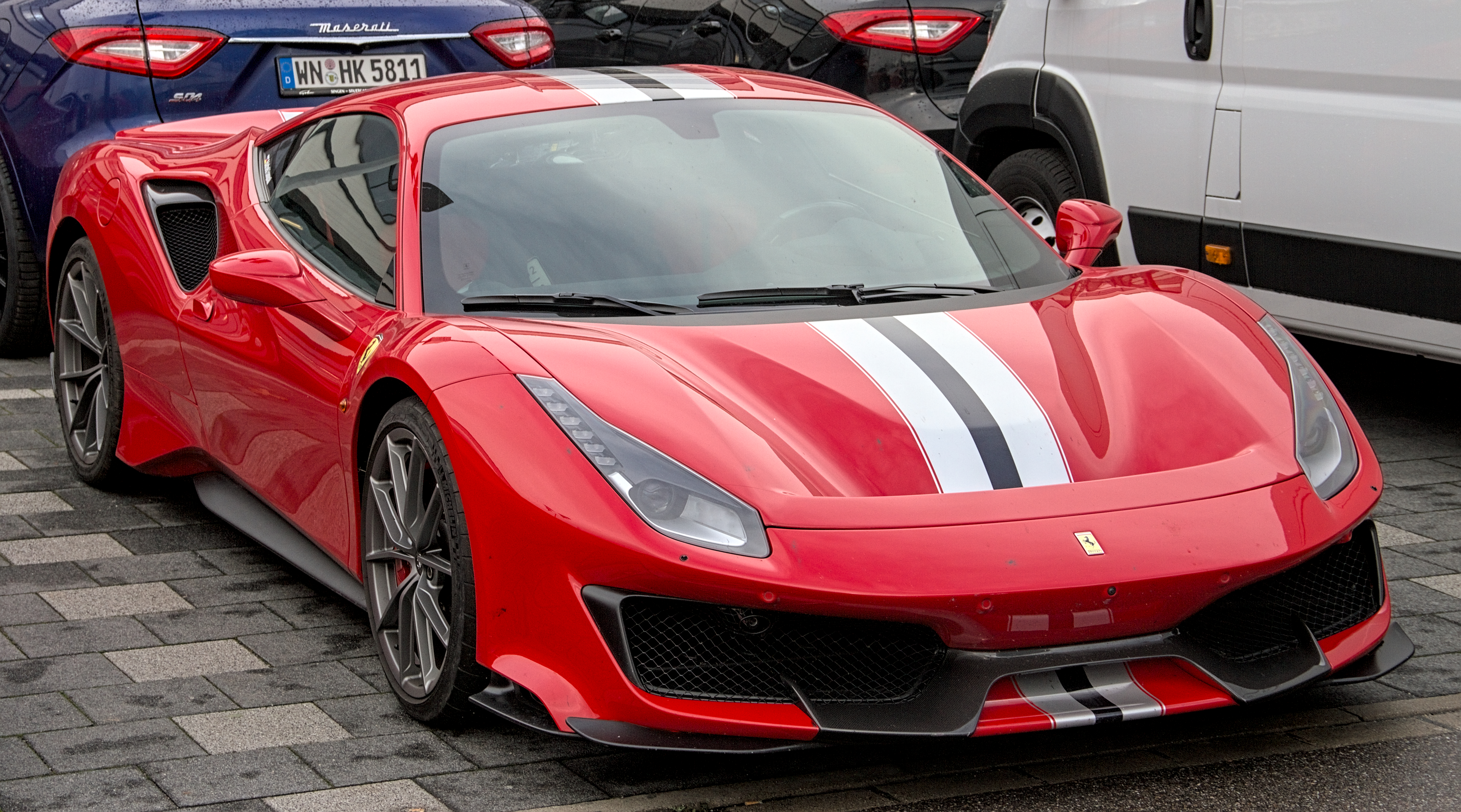
488ピスタ （2018年-）
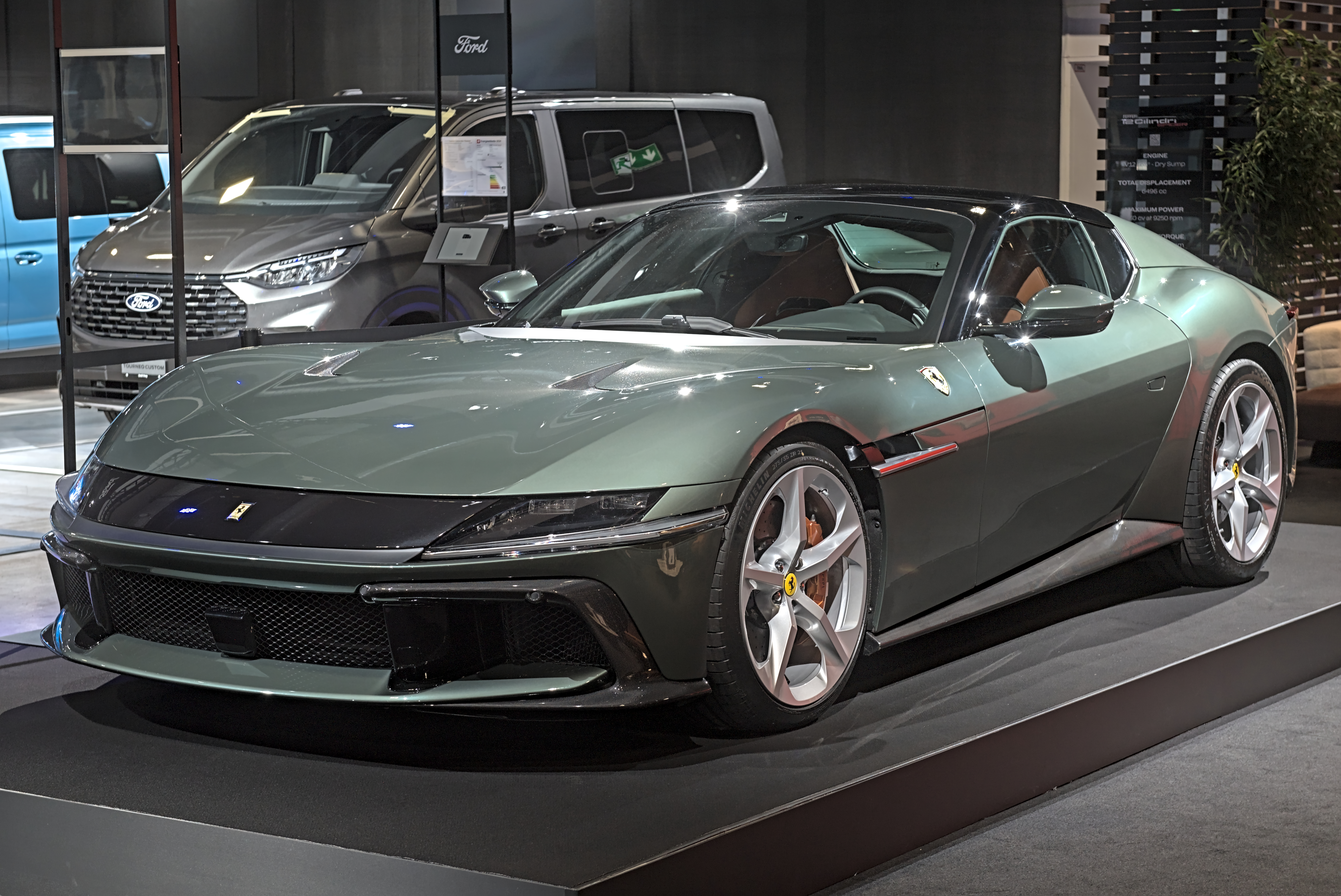
12チリンドリ （2024年）
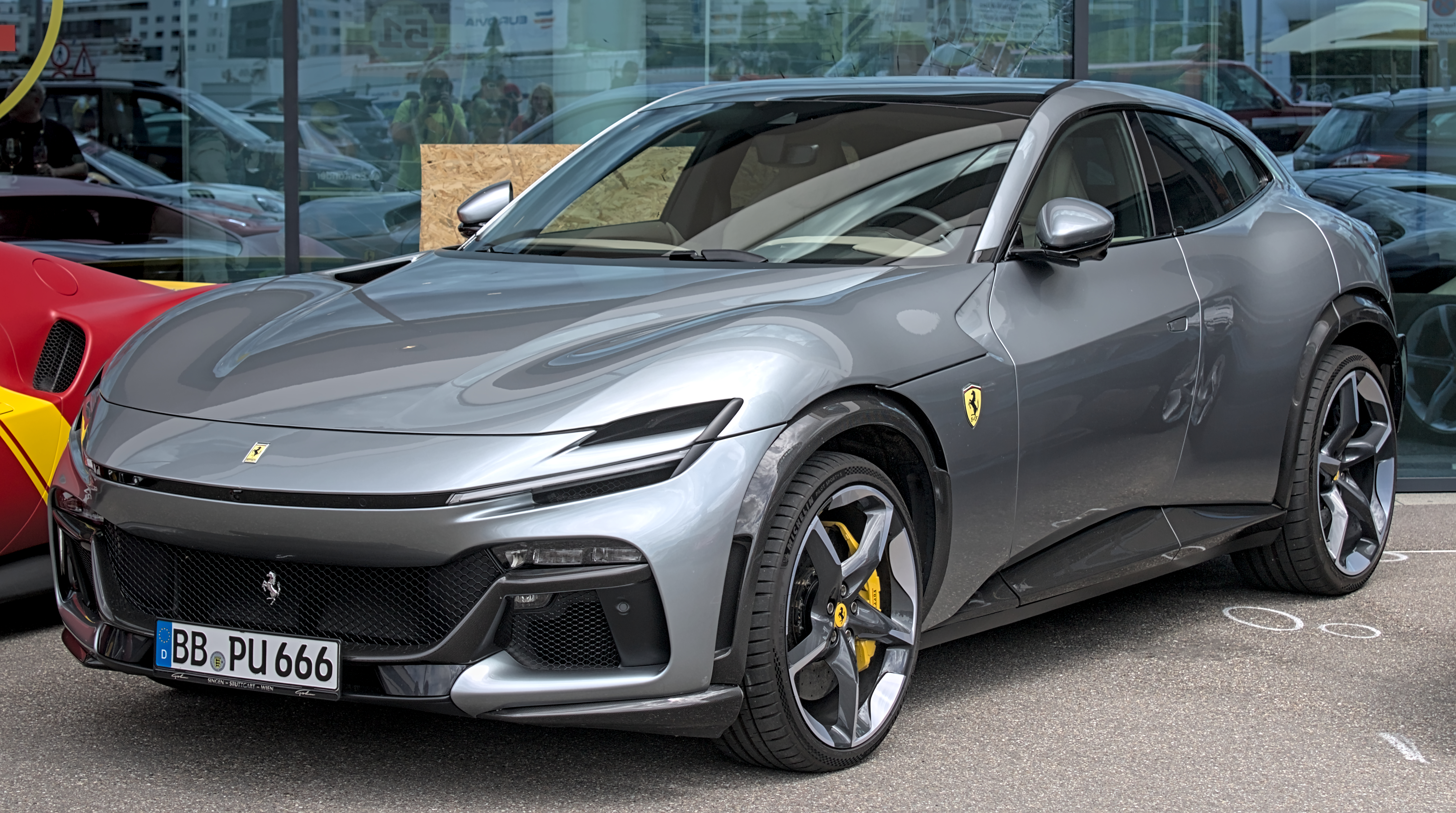
プロサングエ （2023年）
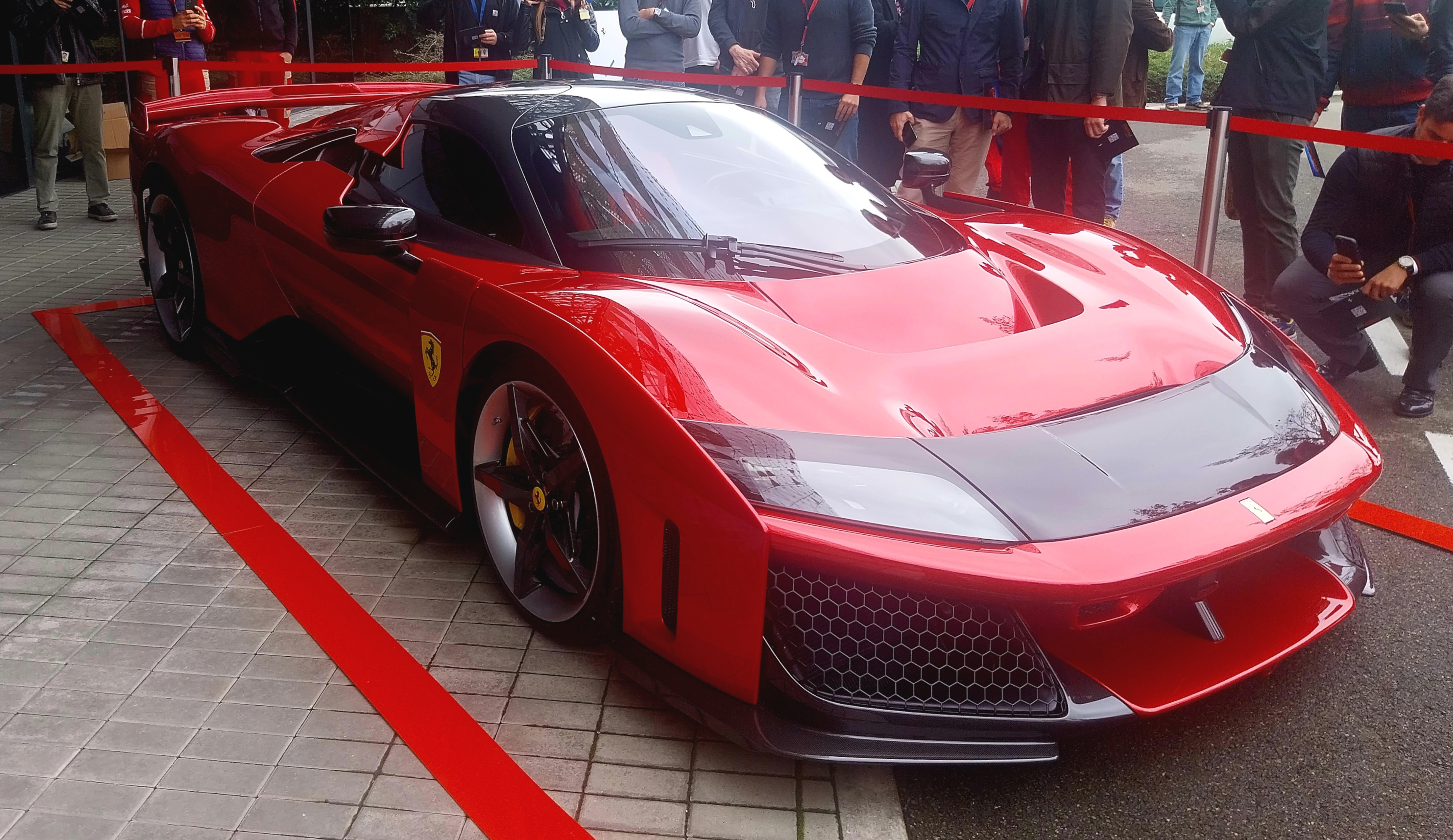
F80 （2024年）

## ギャラリー
- 125S
（1947年）
- 159S
（1947年）
- 166MM
（1948年）
- 166インター
（1949年）
- 166インター・トゥーリング
（1949年）
- 195インター ギア
（1950年）
- 275S
（1950年）
- 340アメリカ
（1950年）
- 212ヴィニャーレ
（1950年）
- 212
（1951年）
- 342アメリカ
（1951年）
- 250S
（1952年）
- 225S
（1952年）
- 340メキシコ
（1952年）
- 340MM ヴィニャーレ・スパイダー
（1953年）
- 250MM
（1953年）
- 375MM
（1953年）
- 625TF
（1953年）
- 735S
（1953年）
- 500モンディアル
（1953-1955年）
- 750モンツァ
（1954年）
- 250ヨーロッパ
（1954年）
- 857S
（1955年）
- 410スーパーアメリカ
（1955年）
- 860モンツァ
（1956年）
- 625LM
（1956年）
- 500TR
（1956年）
- 290MM
（1956年）
- 500TRC
（1957年）
- 250TR
（1957年）
- 250GTボアノ
（1955年-1957年）
- 250GT ベルリネッタTdF（1957年）
- 250GT SWB スパイダー
（1959年）
- 250GT ピニンファリーナ
（1959年）
- 250GTカリフォルニア・スパイダー（1958年-1961年）
- 250GT SWB
（1961年）
- 250GTベルリネッタ
（1959年-1962年）
- 250GTE
（1960年-1963年）
- 250GTO
（1962年-1964年）
- ASA 1000 GT
（1962年-1967年）
- 250LM
（1963年-1965年）
- 275GTB/4
（1964年-1968年）
- 500スーパーファスト
（1964年）
- 250GT・パッソ・コルト
（1959年-1962年）
- 275GTB
（1964年-1968年）
- 330GT
（1966年）
- 206GT
（1967年-1969年）
- 365GT2+2
（1967年-1972年）
- 365GTB/4デイトナ・スパイダー
（1968年-1973年）
- ディーノ246GT
（1969年-1974年）
- 365GTC/4
（1971年-1972年）
- 365GTB/4（デイトナ）
（1972年）
- 308GT4
（1973年）
- ディーノ208/308GT4
（1973年-1980年）
- 365GT4BB
（1973年-1976年）
- 400/400i
（1975年-1979年）
- 308GTB
（1975年-1985年）
- 308GTS
（1975年-1985年）
- 512BB
（1976年-1984年）
- 288GTO
（1984年-1986年）
- 328GTS
（1985年-1989年）
- 348tb
（1989年-1994年）
- モンディアル
（1980年-1993年）
- テスタロッサ
（1984年-1991年）
- 288GTO
（1984年-1986年）
- F40
（1987年-1992年）
- 348ts
（1989年-1994年）
- 512TR
（1991年-1994年）
- 456GT
（1992年-2003年）
- F355
（1994年-1999年）
- F355GTS
（1994年-1999年）
- F50
（1995年-1997年）
- 550マラネロ
（1996年-2001年）
- 360モデナ
（1999年-2004年）
- エンツォ
（2002年-2005年）
- F430
（2004年-2009年）
- 612スカリエッティ
（2004年-2011年）
- FXX
（2005年-2007年）
- 599
（2006年-2012年）
- 430スクーデリア
（2007年-2013年）
- 430スクーデリアスパイダー 16M
（2008年-2014年）
- カリフォルニア
（2008年-2013年）
- 599XX
（2009年-2013年）
- SA アペルタ
（2010年-2011年）
- 458イタリア
（2009年-2015年）
- 458スパイダー
（2011年-2016年）
- 458チャレンジ
（2011年-）
- FF
（2011年-2016年）
- F12ベルリネッタ
（2012年-2017年）
- ラ フェラーリ
（2013年-2016年）
- 458スペチアーレ
（2013年-2016年）
- SP FFX
（2014年）
- セルジオ
（2014年）
- カリフォルニアT
（2014年-2017年）
- F60 アメリカ
（2015年）
- 488GTB
（2015年-2019年）
- J50
（2016年）
- 488ピスタ
（2018年-）
- 12チリンドリ
（2024年）
- プロサングエ
（2023年）
- F80
（2024年）